# Biserica din Deal din Sighișoara

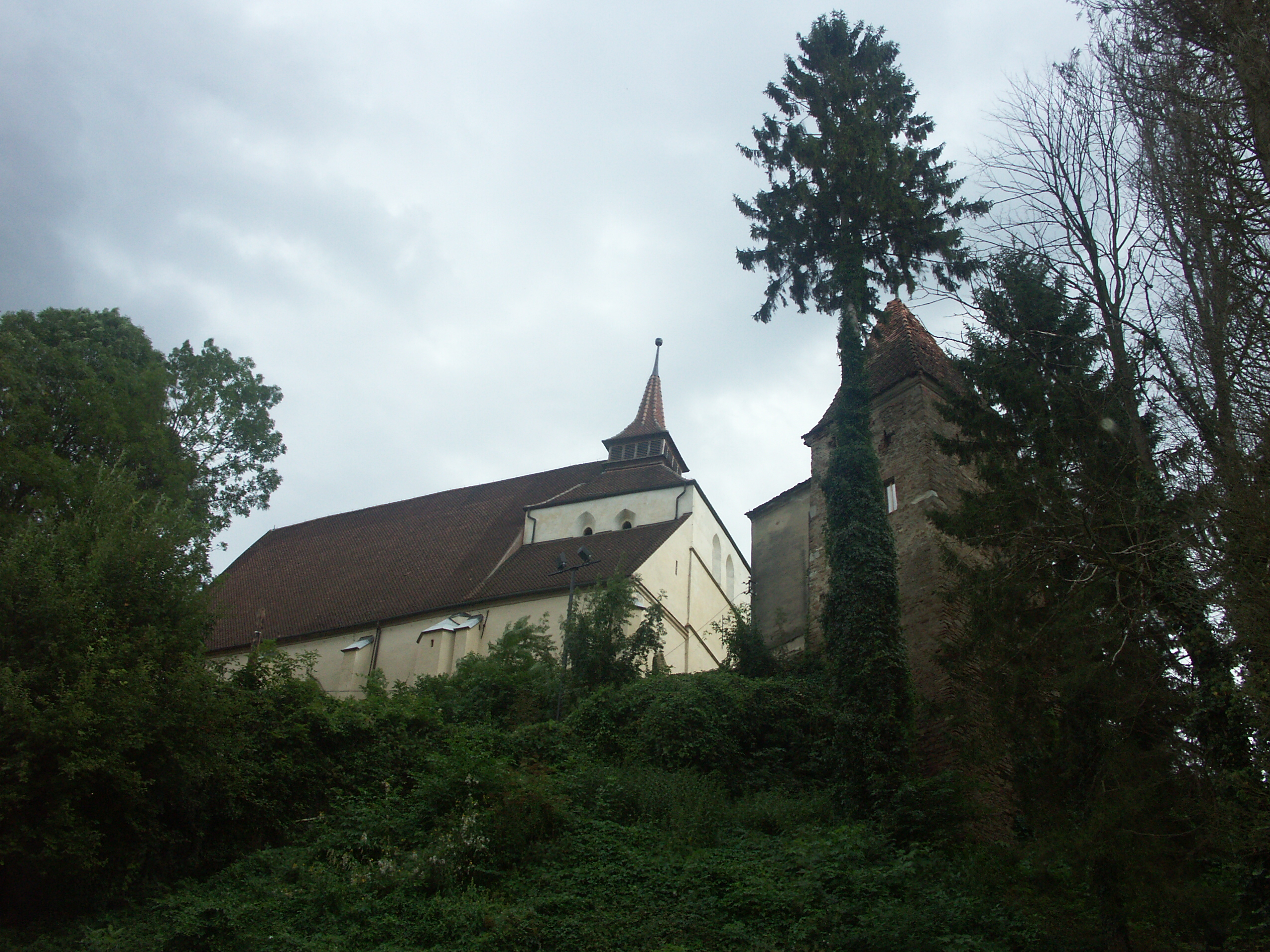
Biserica din deal din Sighișoara

Biserica din deal din Sighișoara este o biserică evanghelică care a fost construită în mai multe etape între 1345-1525. Închinată Sfântului Nicolae, ea se află în vârful așa-numitului „Deal al Școlii” (în germană Schulberg).

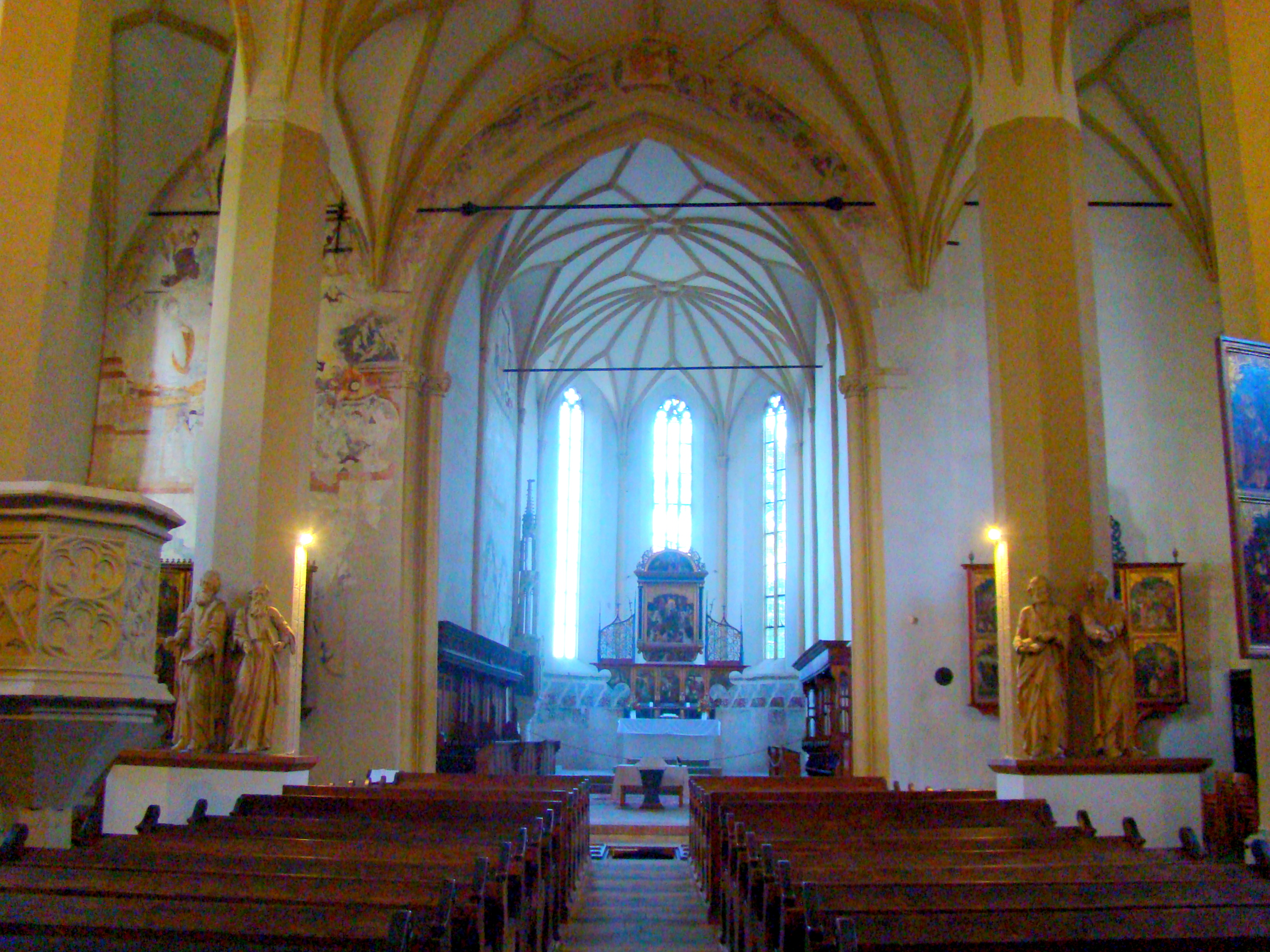
Nava spre altarul principal

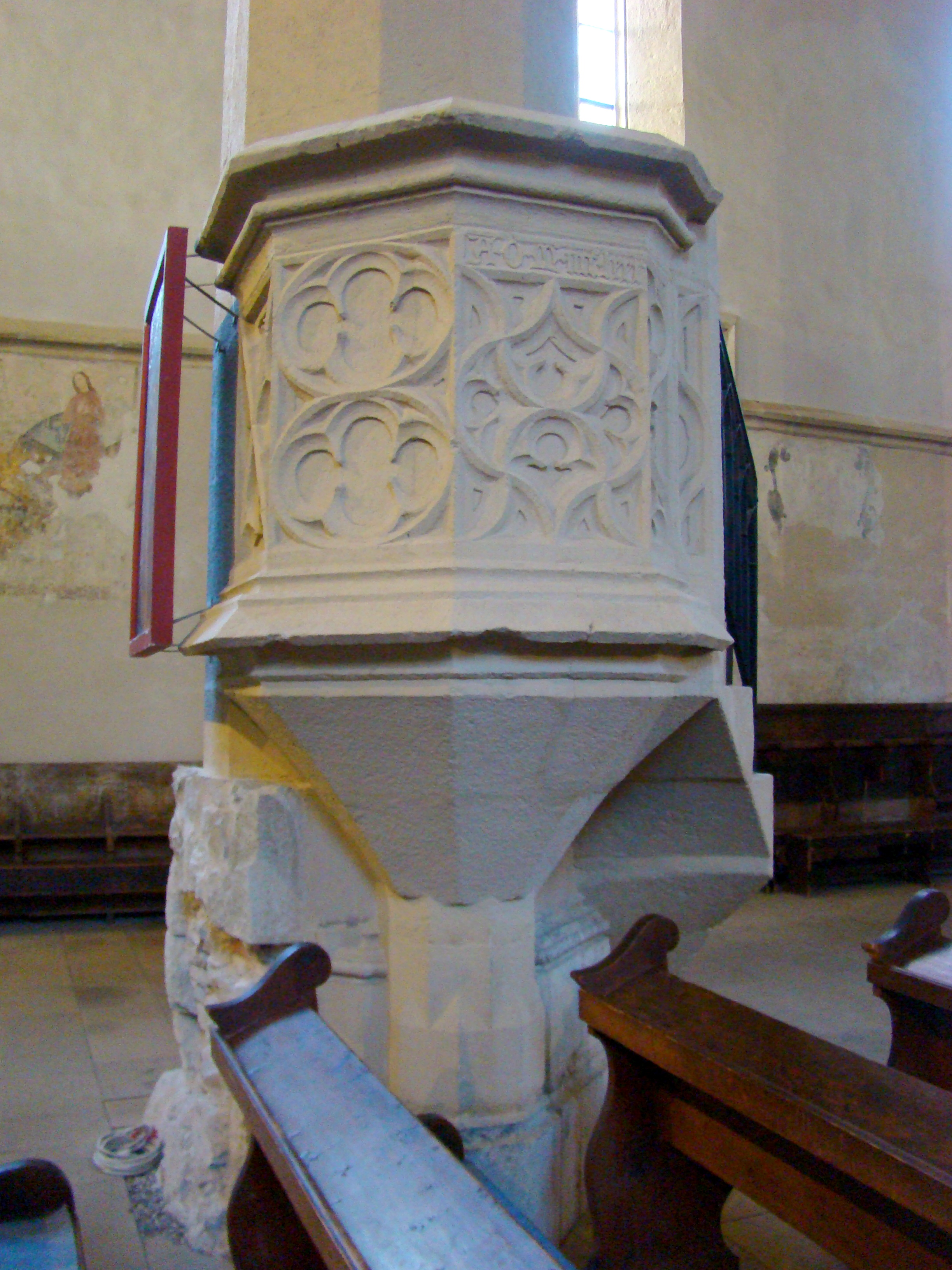
Amvonul sculptat din 1480

## Istoric și trăsături
Considerată cel mai valoros monument arhitectonic din oraș, ea este a patra biserică gotică ca mărime din Transilvania și înglobează o capelă romanică și un donjon patrulater. Are un turn-clopotniță de 42 m înălțime care face corp străin de restul clădirii, și care se pleacă puțin spre sud. Are singura criptă cunoscută în Transilvania aflată dedesubtul corului și conține morminte din secolele al XVI-XVIII.
Este biserica în care Gheorghe Rákóczi I a fost ales principe al Transilvaniei și rege al Ungariei în 1630.
Se crede că biserica a fost construită pe locul unei cetățui existente înaintea secolului al XIII-lea, unde la sfârșitul secolului al XIII-lea a fost construit un turn.
Prima atestare scrisă a bisericii este din 1345, într-un document al regelui Ludovic I al Ungariei în care scrie că sighișorenii îi sunt credincioși și că clădesc o biserică închinată lui Sfântul Nicolae.
Între 1429 și 1483 a avut loc reamenajarea bisericii de tip bazilică în biserică tip hală.
Portalul de nord cu blazonul orașului este din 1495, portalul de sud cu pronaos din 1525, altarul cu două aripi pe partea frontală a navei laterale din 1513. Corul a fost terminat în 1520.
După cutremurul din 1838 care a dărâmat bolta, au fost reînnoiți patru perechi de pilaștri octogonali neprofilați. În 1777 frescele au fost zugrăvite pe deasupra și dezvelite în 1934.
Frescele interioare au fost probabil pictate în două etape: 1483 și 1488. Picturile din 1483 (corul și arcul de triumf) îi aparțin probabil lui Valentinus Pictor (care a devenit ulterior primar în 1490), iar cele din 1488 (în nava laterală nord-sud) îi aparțin probabil lui Jakobus Kendlinger.
Biserica a fost renovată de două ori: prima dată în 1934 și a doua oară între 1992-2003 (cu fonduri de la Fundația Messerschmitt din Germania și de la Ministerul Culturii și Cultelor din România). A doua renovare a fost răsplătită cu Marele Premiu al Uniunii Europene pentru patrimoniu- premiul „Europa Nostra”  (2005). Biserica funcționează acum și ca muzeu al artei saxone și centru cultural româno-saxon.
Când sașii transilvăneni au trecut la luteranism (1544), picturile au fost acoperite (zugrăvite), ele fiind parțial dezvelite cu ocazia primei renovări a bisericii (1934) și total cu ocazia celei de a doua renovări (1992-2003). Una din picturile dezvelite a fost realizată în 1483 și îl reprezintă pe arhanghelul Mihai. Pictura se pare că a fost comandată și plătită de breasla cojocarilor pentru că stema lor se află sub imaginea arhanghelului. O pictură realizată de către un artist din Austria, Petrus Lantregen, este „Închinarea magilor”.
Sub arcul de triumf se află o cristelniță care înainte de Reforma protestantă servea drept agheamastar. Nu se știe cine a făcut-o dar anul este cunoscut datorită inscripției: A.D. MCCCCLXXX („Anno Domini 1480”). Tabernacolul care se află pe latura de nord a corului este „o piesă de căpătâi a sculpturii decorative din Transilvania secolului al XV-lea”. Pietrele de mormânt au fost executate de către Elias Nicolai. Printre ele se află cea a fostului primar Stephanus Mann și a lui Georgius Krauss.
Stranele sunt executate în lemn și au fost realizate de meșterul sighișorean Johann Reychmut.
În biserică se păstrează cristelnițe, pietre funerare și altare aduse din alte locații părăsite de credincioși, cum sunt Cund, Șaeș și Beia, dar și altarul vechi de la Biserica Mănăstirii din Sighișoara.
Turnul-clopotniță se ridică pe o bază pătrată cu latura de 11 m, corpul prismatic este înalt de 24 m, iar împreună cu acoperișul cu foișorul și cu fleșa terminală are 42 m. Este clădit din piatră brută, netencuită, iar geamurile și geamurile tăiate erau guri de tragere și de aruncare. Turnul este dezaxat spre sud iar fleșa este încovoiată.
Navele laterale sunt zidite prin alăturare, nu legate de zidul turnului, ceea ce dovedește că au fost construite ulterior. Nava de nord are o lățime de 5,2m  iar cea de sud de 3 m. Lungimea bisericii este de 53 m, din care corul este o treime.
Ușa de lemn a portalului poartă inscripția W.R.U.B 1495 („Wladislaw Rex Ungarie et Boemiae”), având în stânga stema regală iar în dreapta stema cetății Sighișoara.

## Orga
Nu se știe exact când a fost instalată prima orgă, dar există un protocol din 1839 (anul în care a avut loc un cutremur, când s-a prăbușit bolta), conform căruia o orgă mică transportabilă, un așa-numit „pozitiv”, a fost trimisă la un meșter din oraș pentru reparații. În 1858 a fost instalată o orgă (cu o claviatură de 4 octave, 9 voci, fără pedală) comandată la Karl Schneider din Brașov pentru suma de 1750 de guldeni. În anul 1916, tuburile de cositor ale orgii au fost confiscate de autorități pentru cauza războiului, și au fost înlocuite doar în 1928 cu țevi de zinc Laukhuff. 

## Imagini din exterior

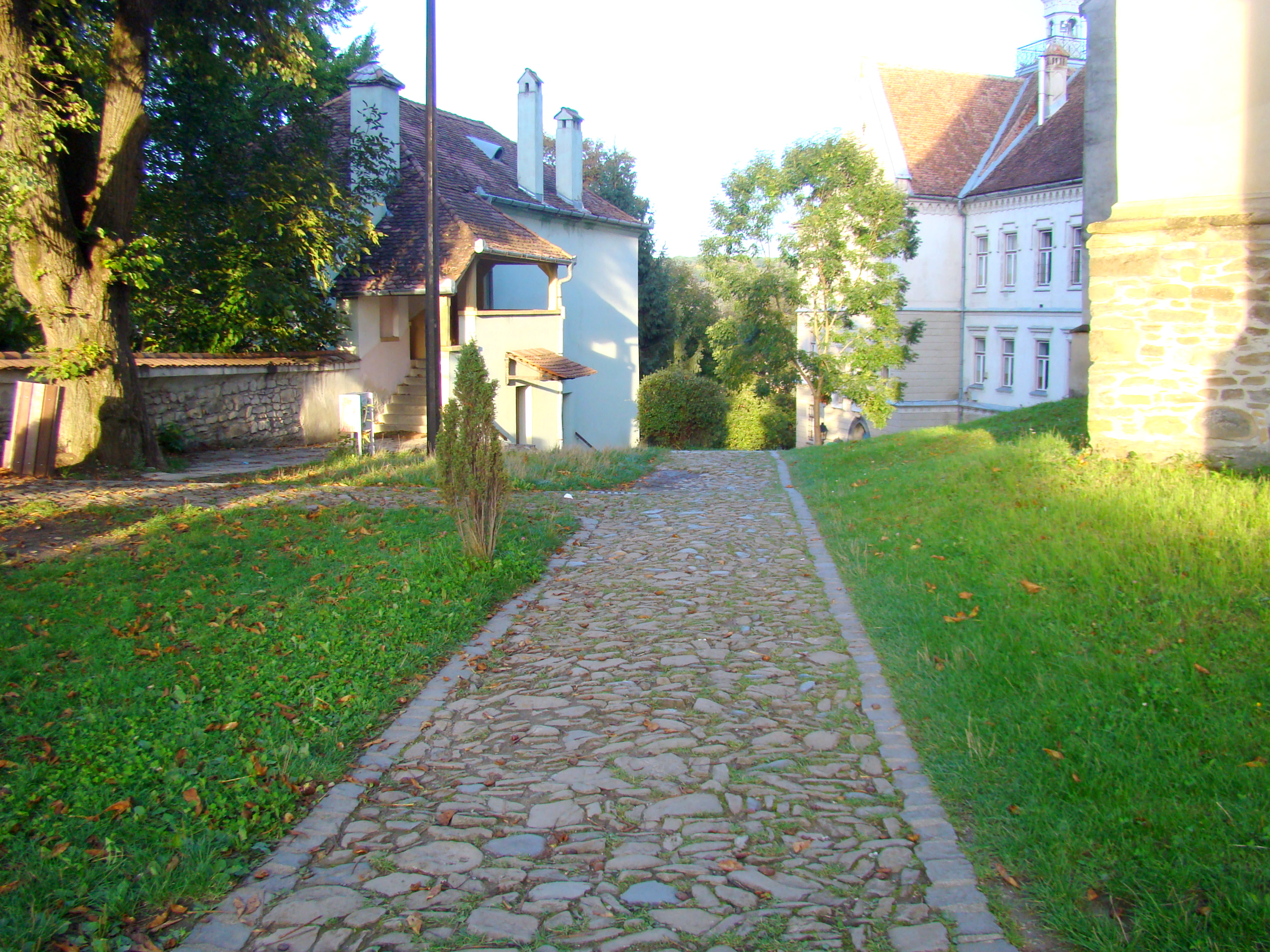
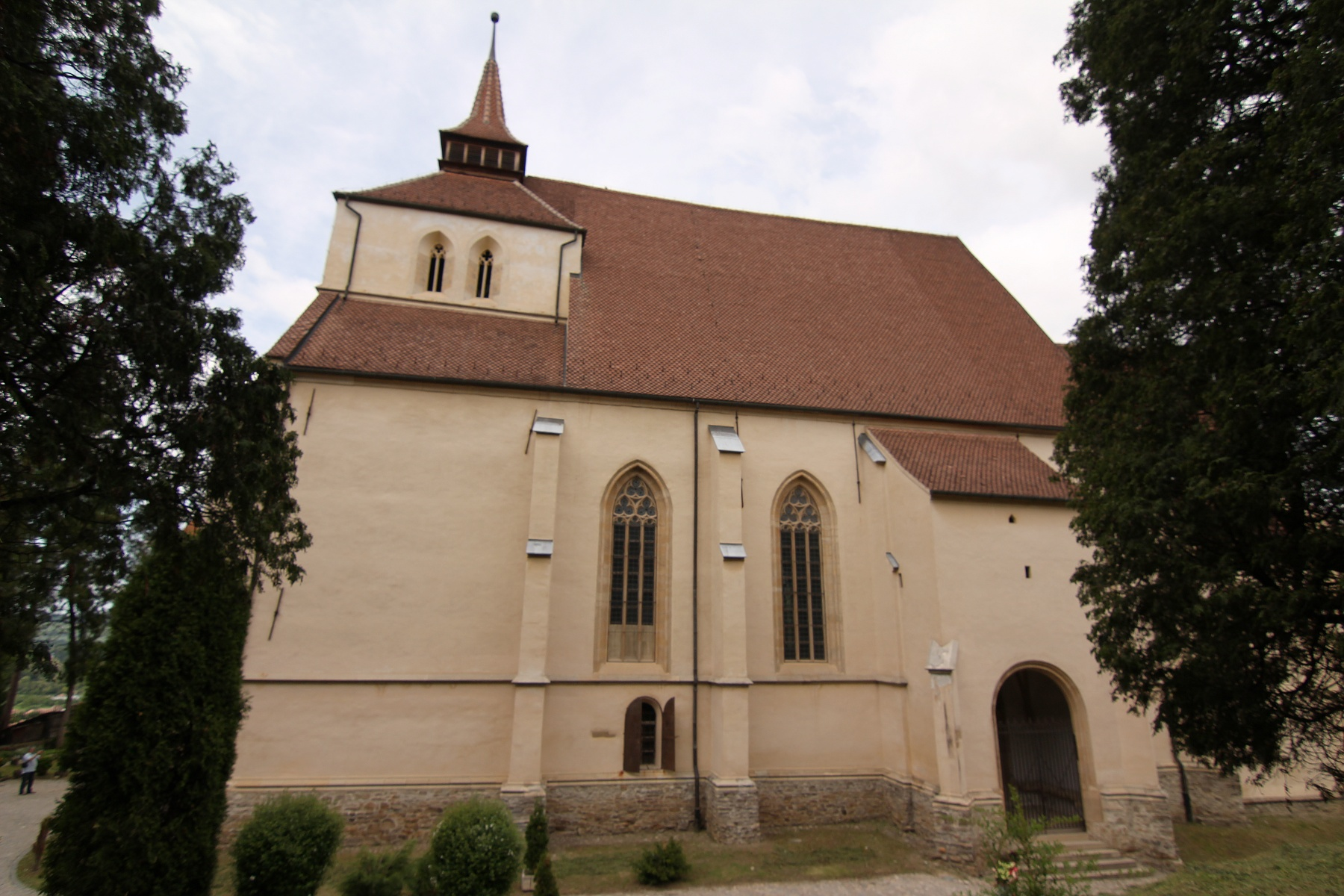
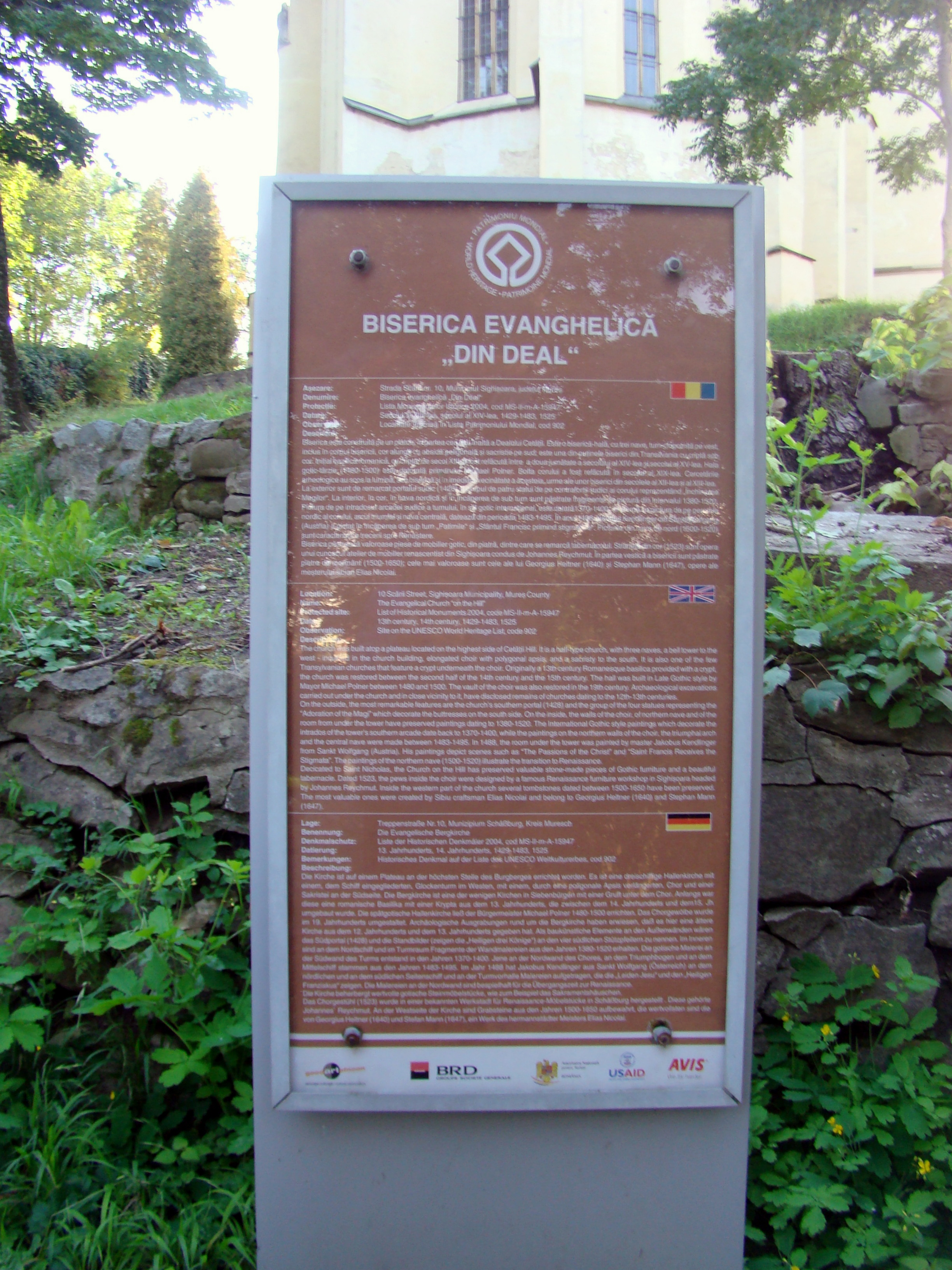
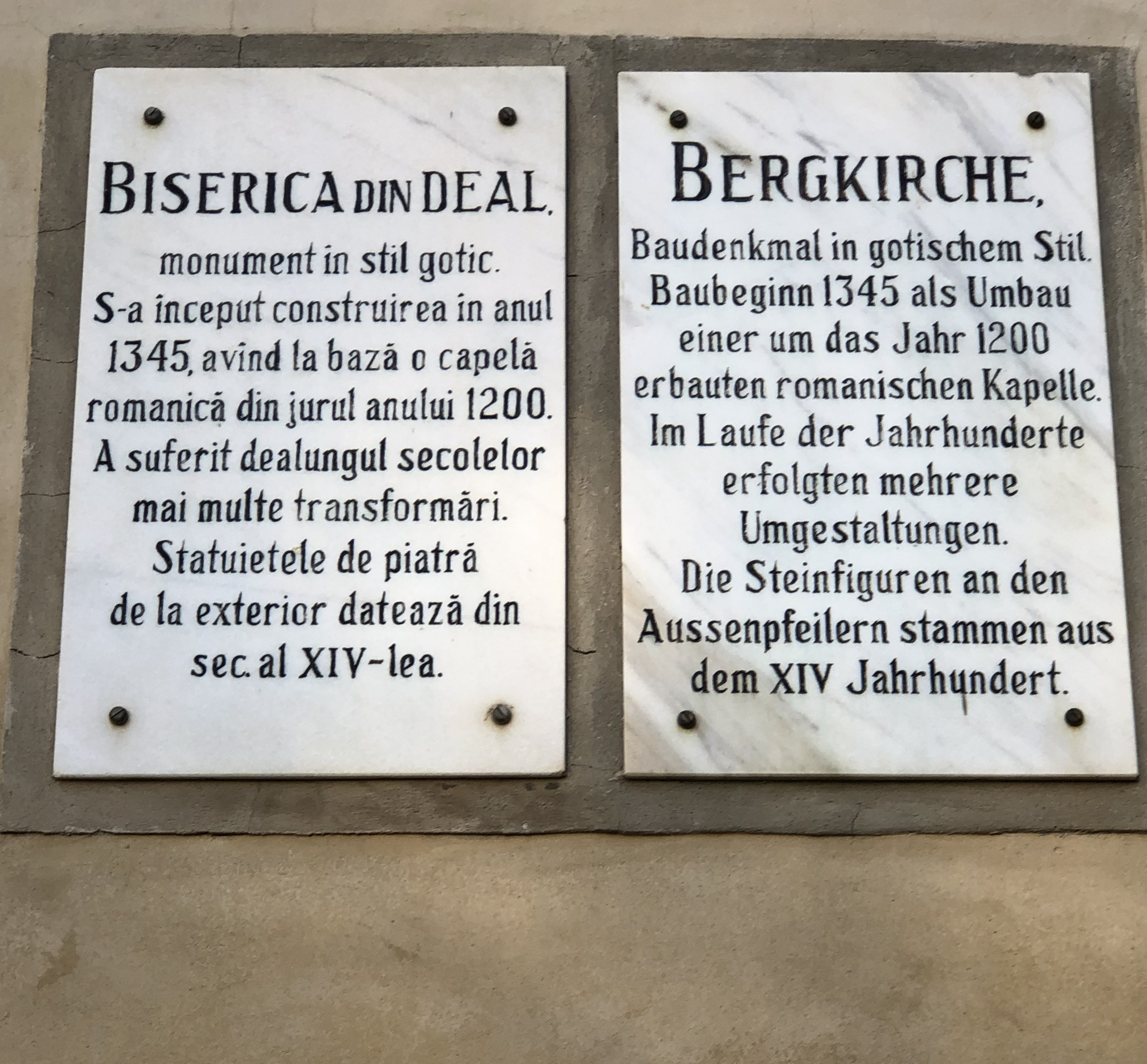
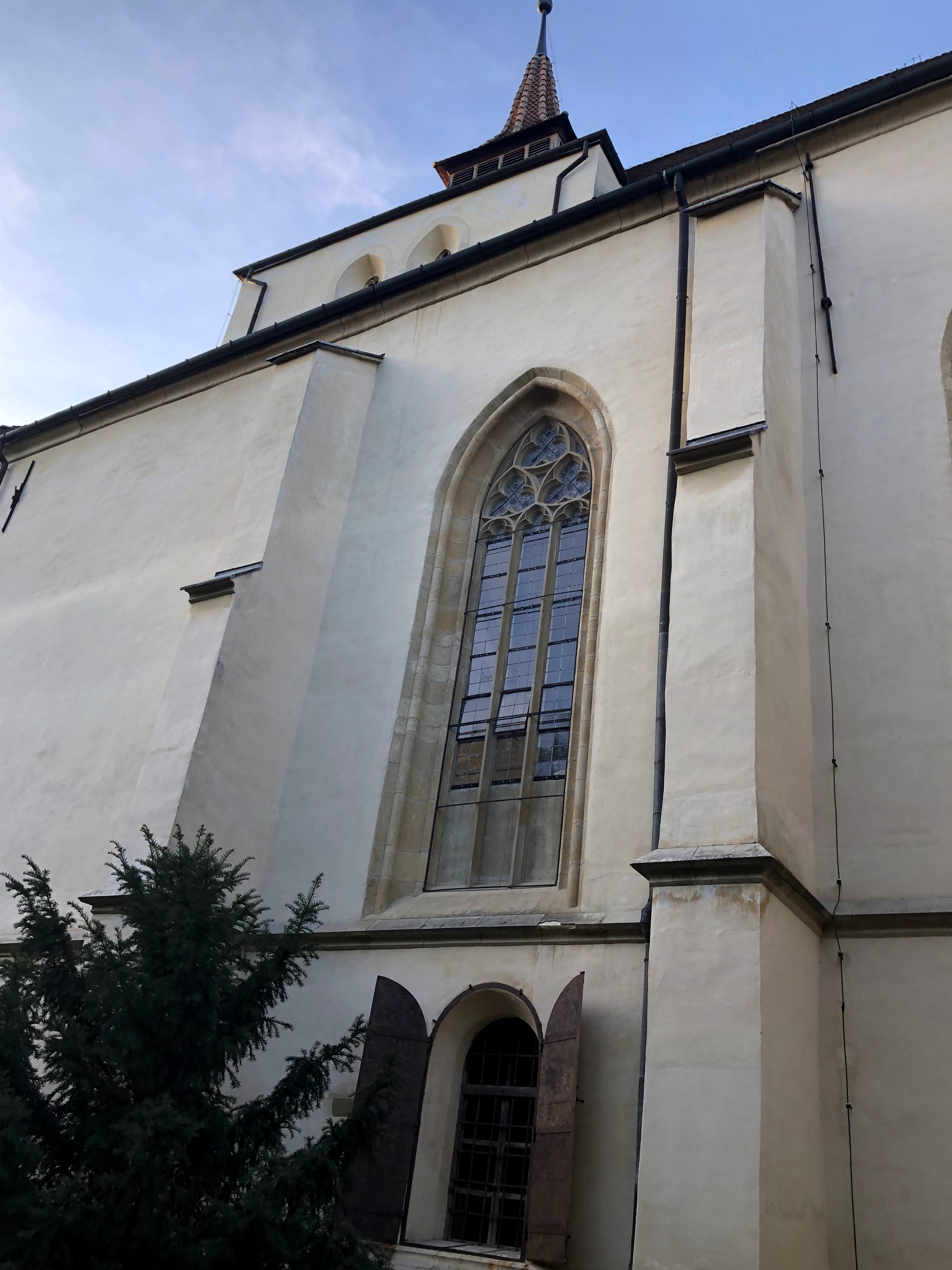
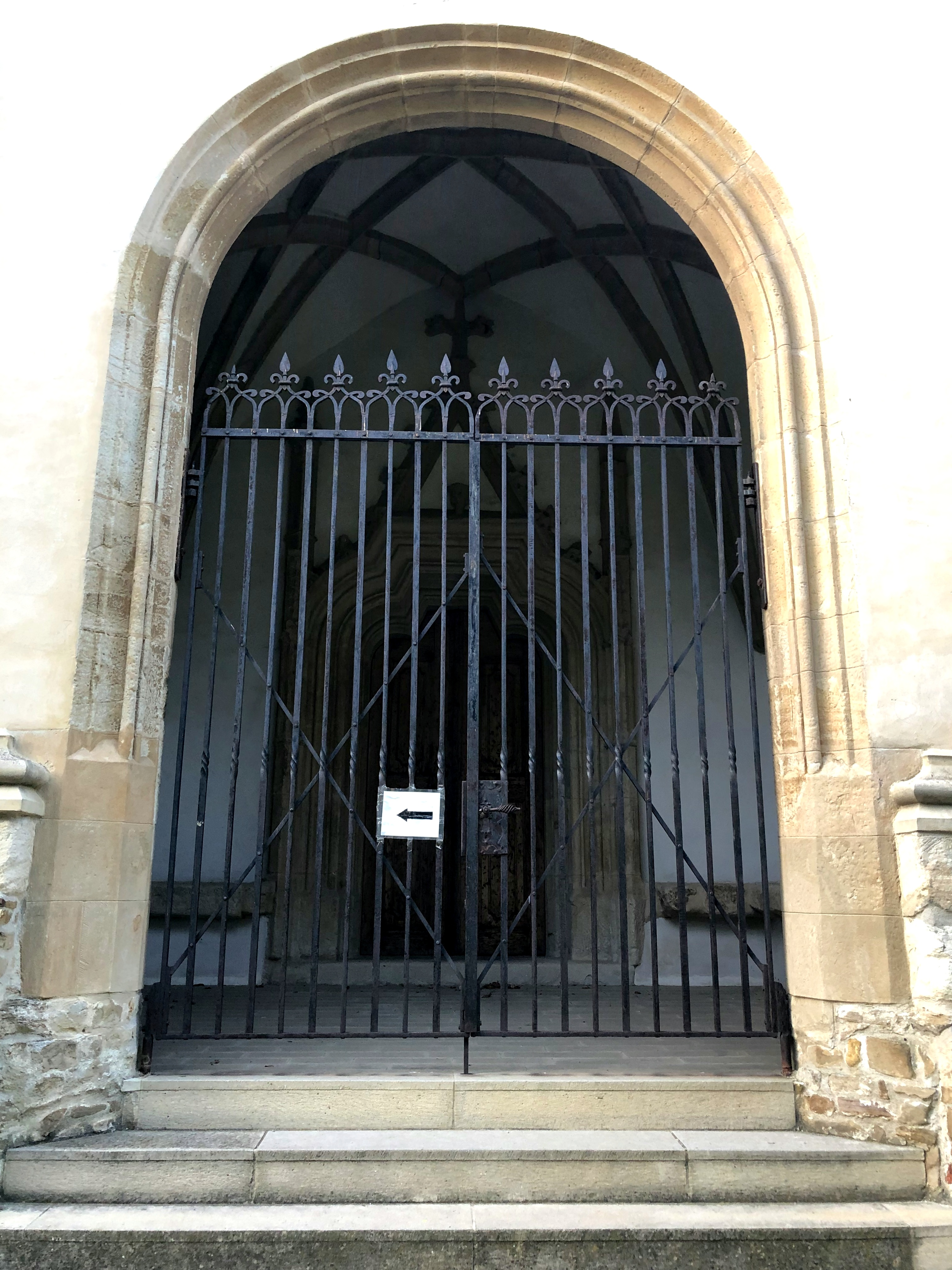
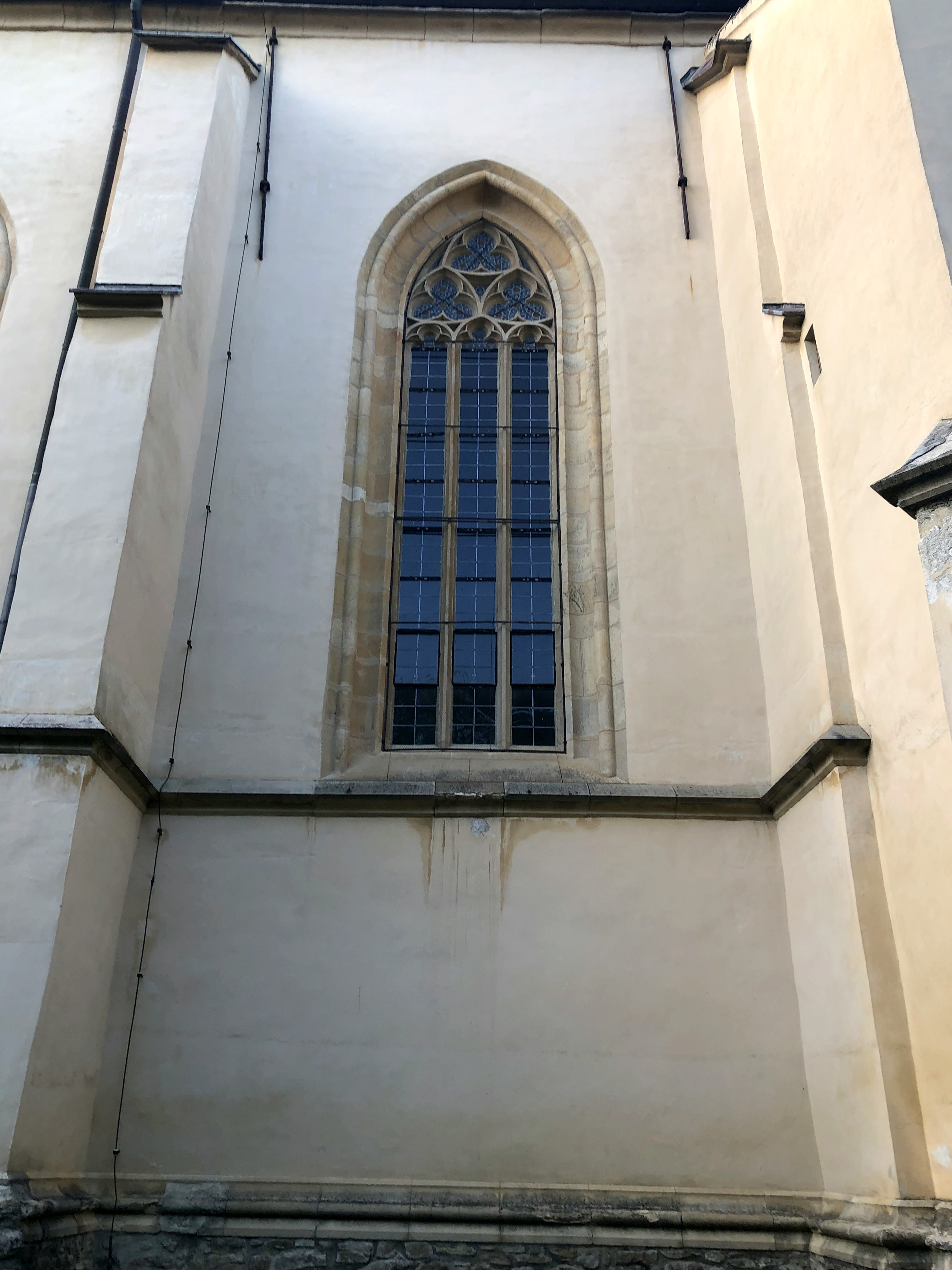
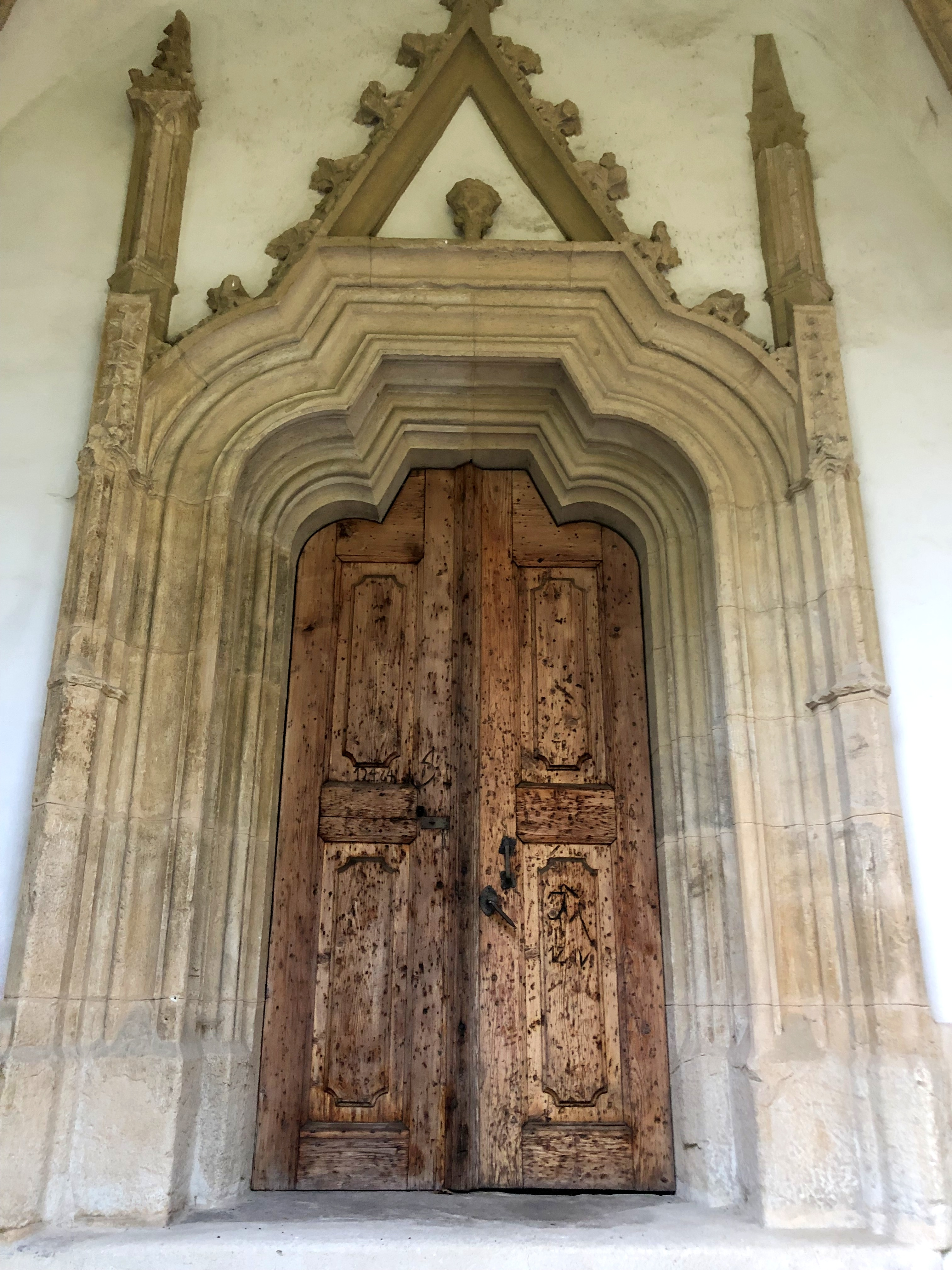
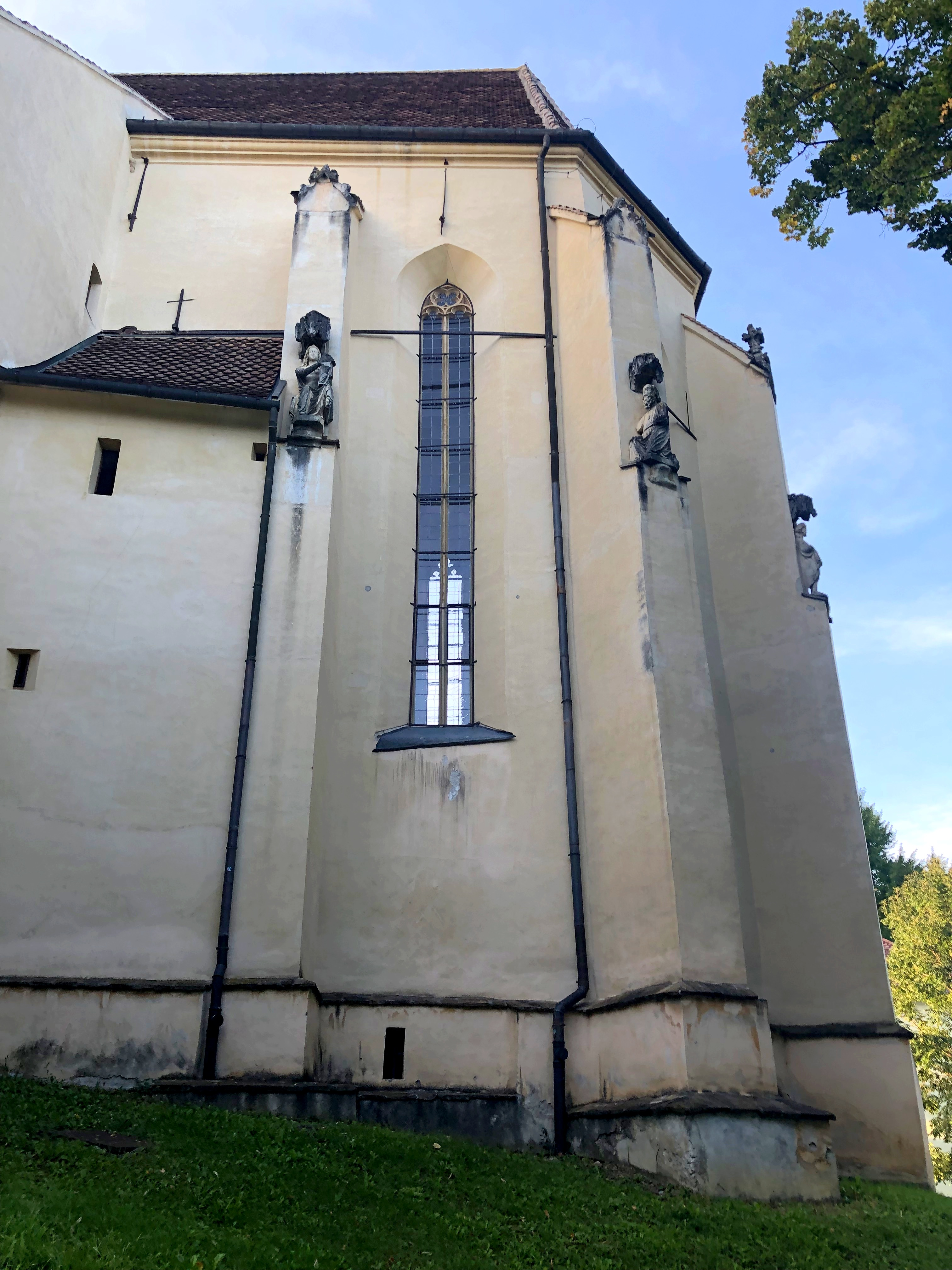
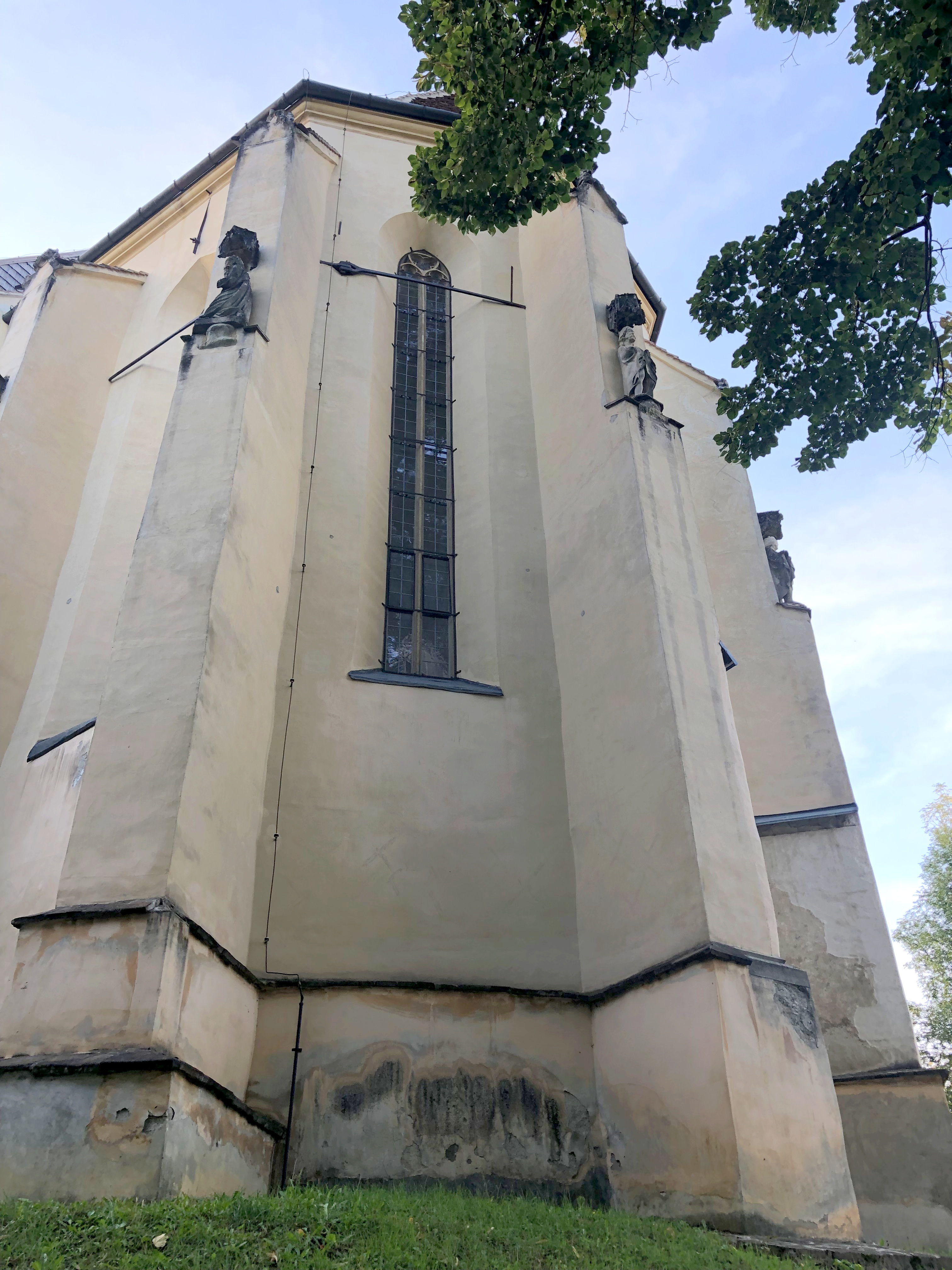
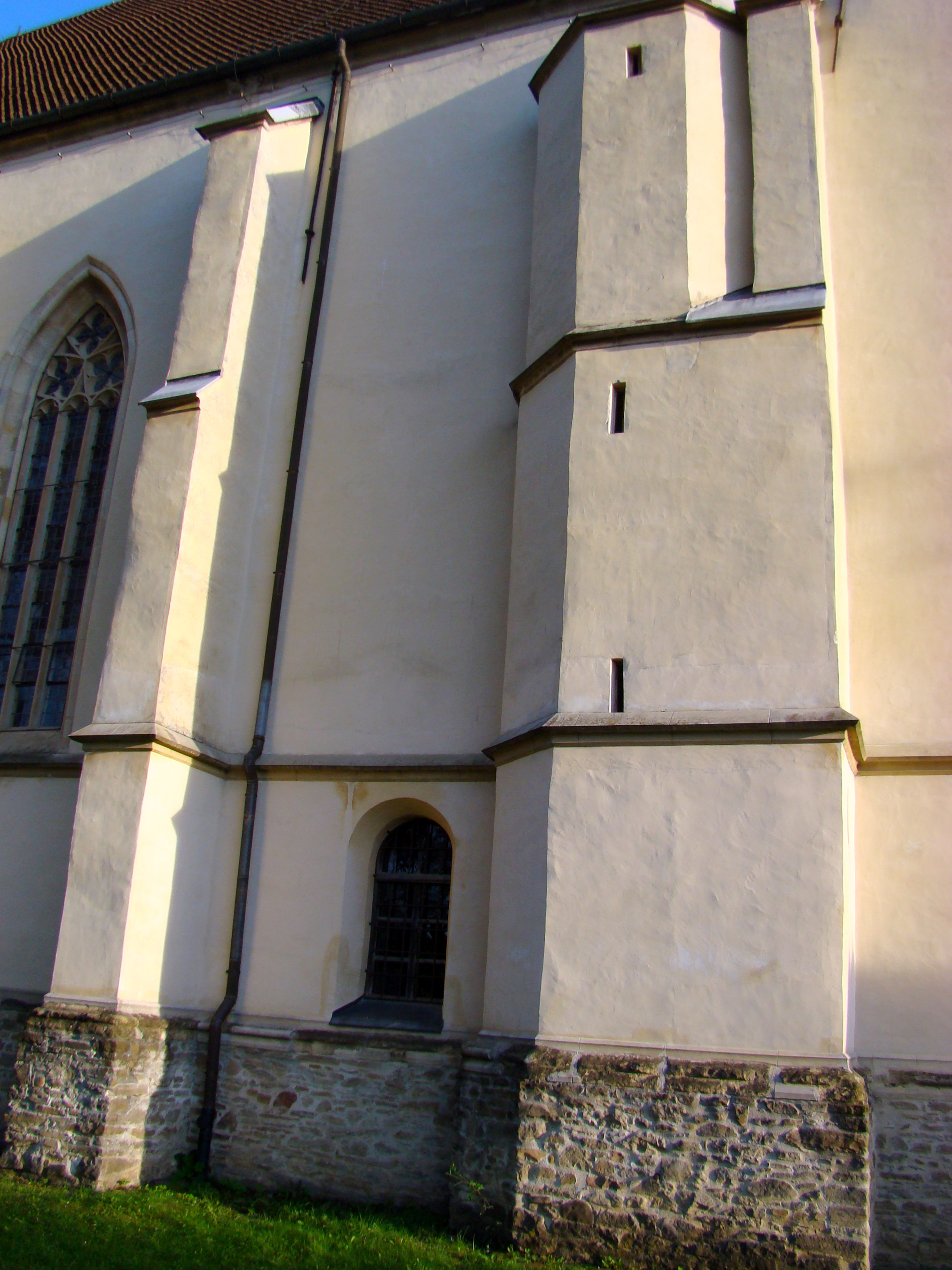
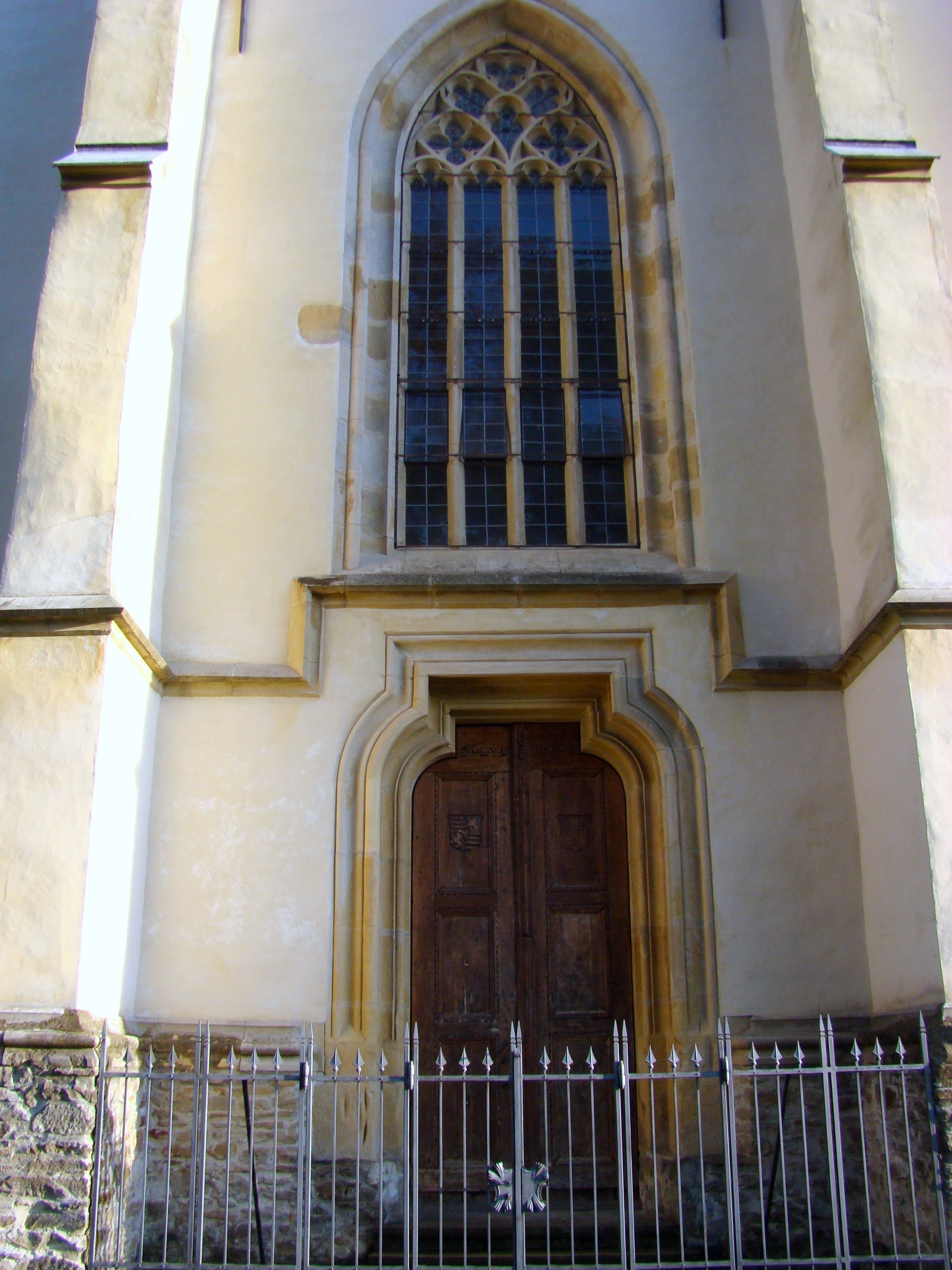
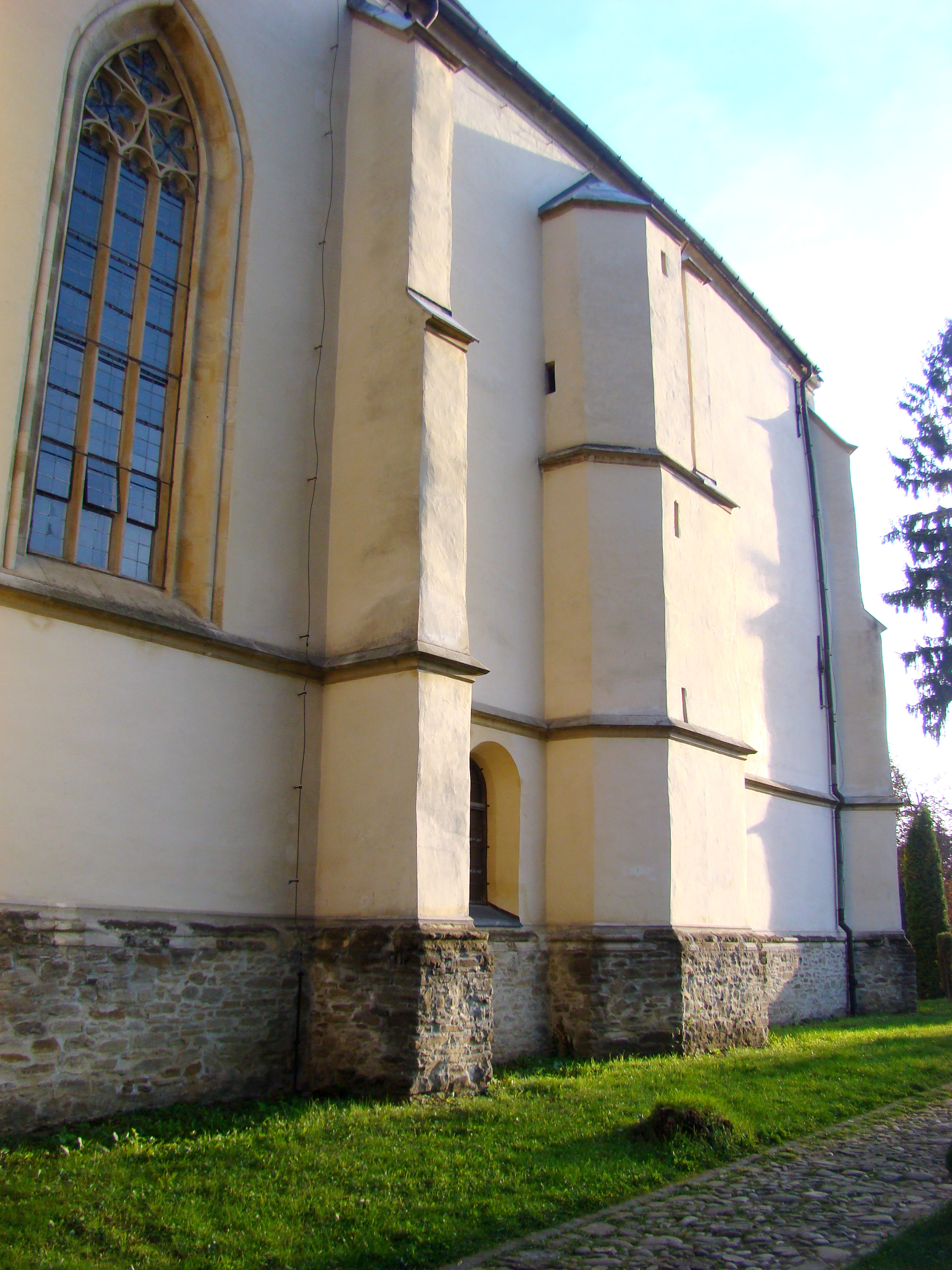
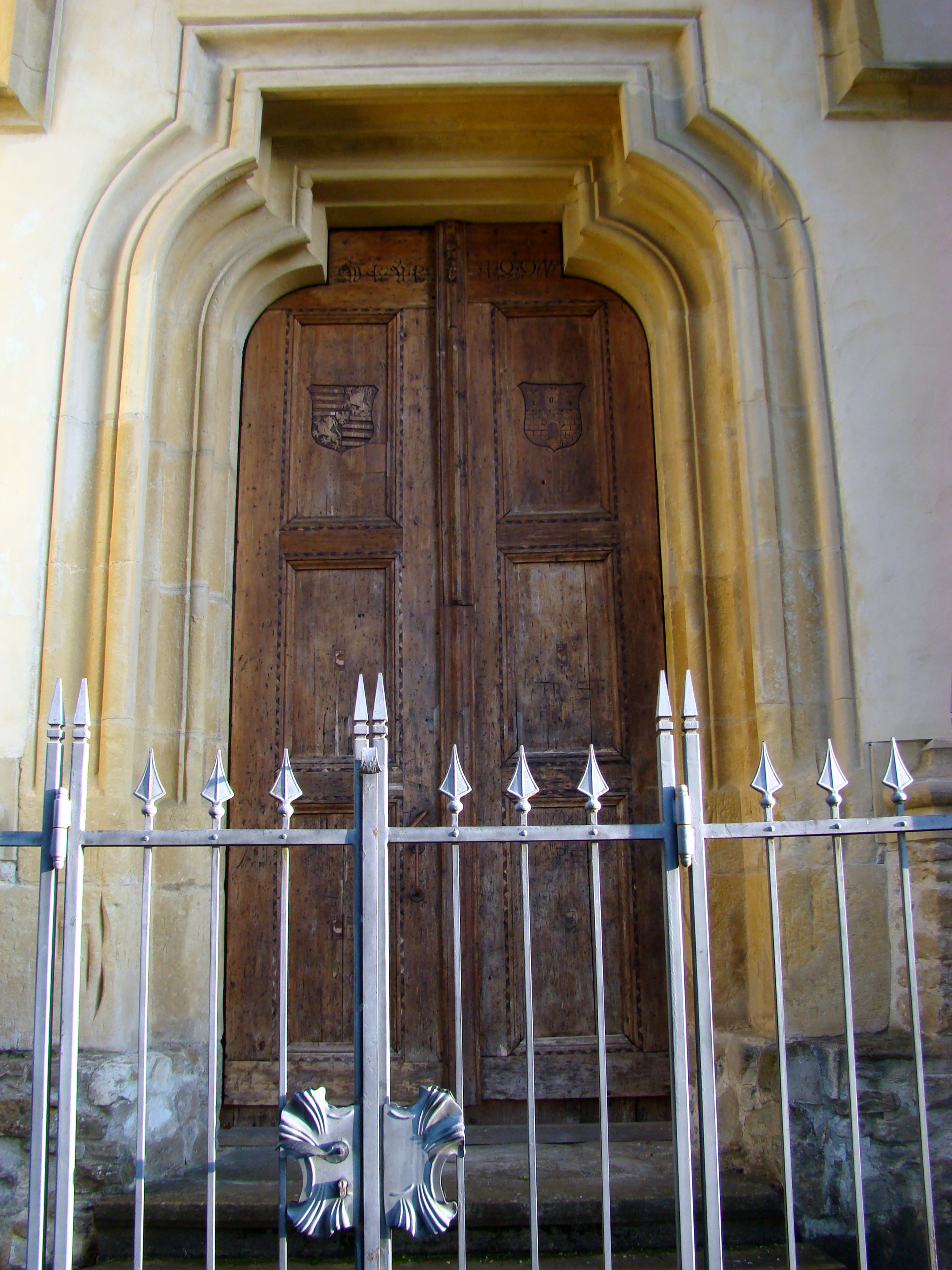
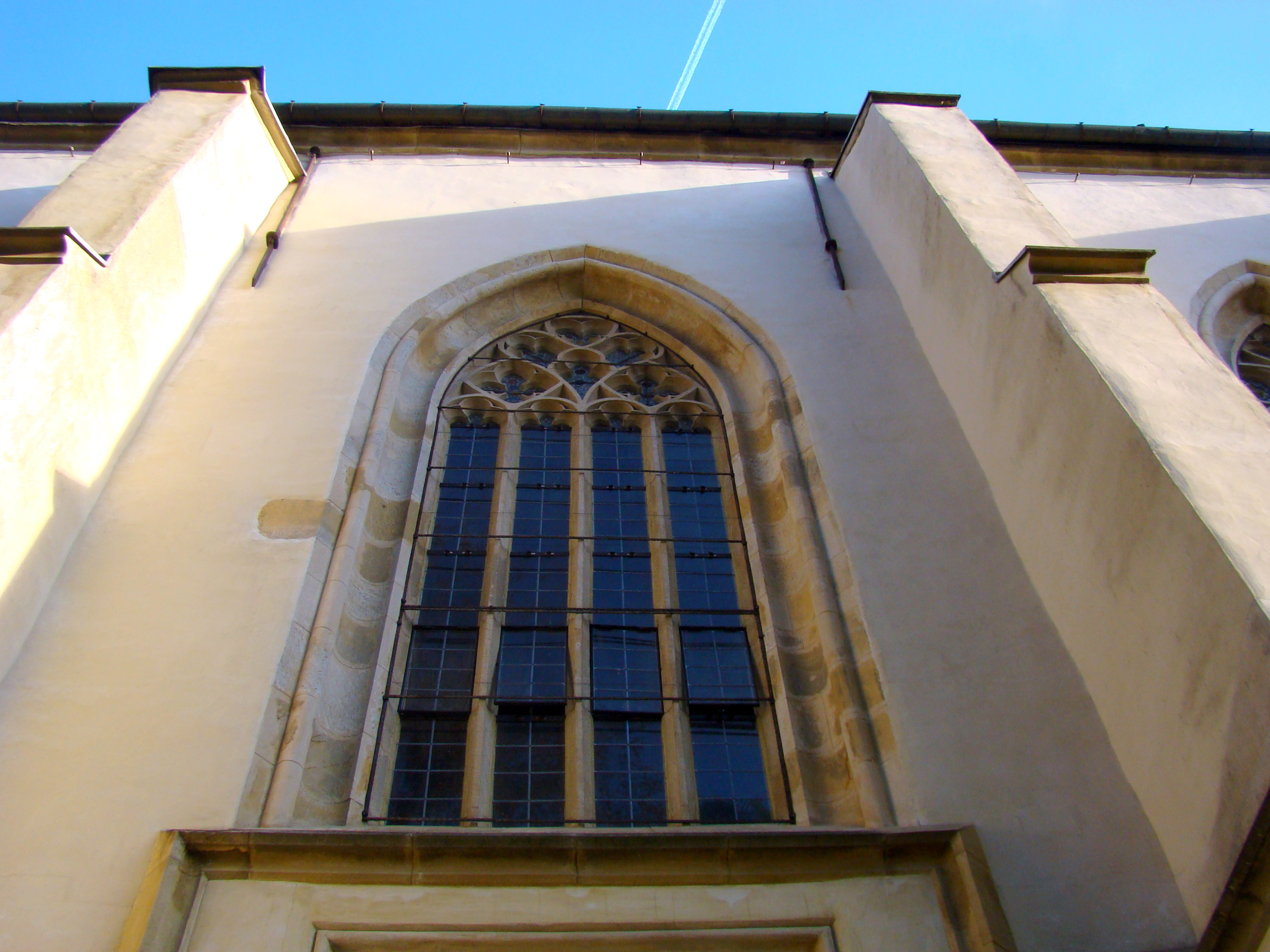
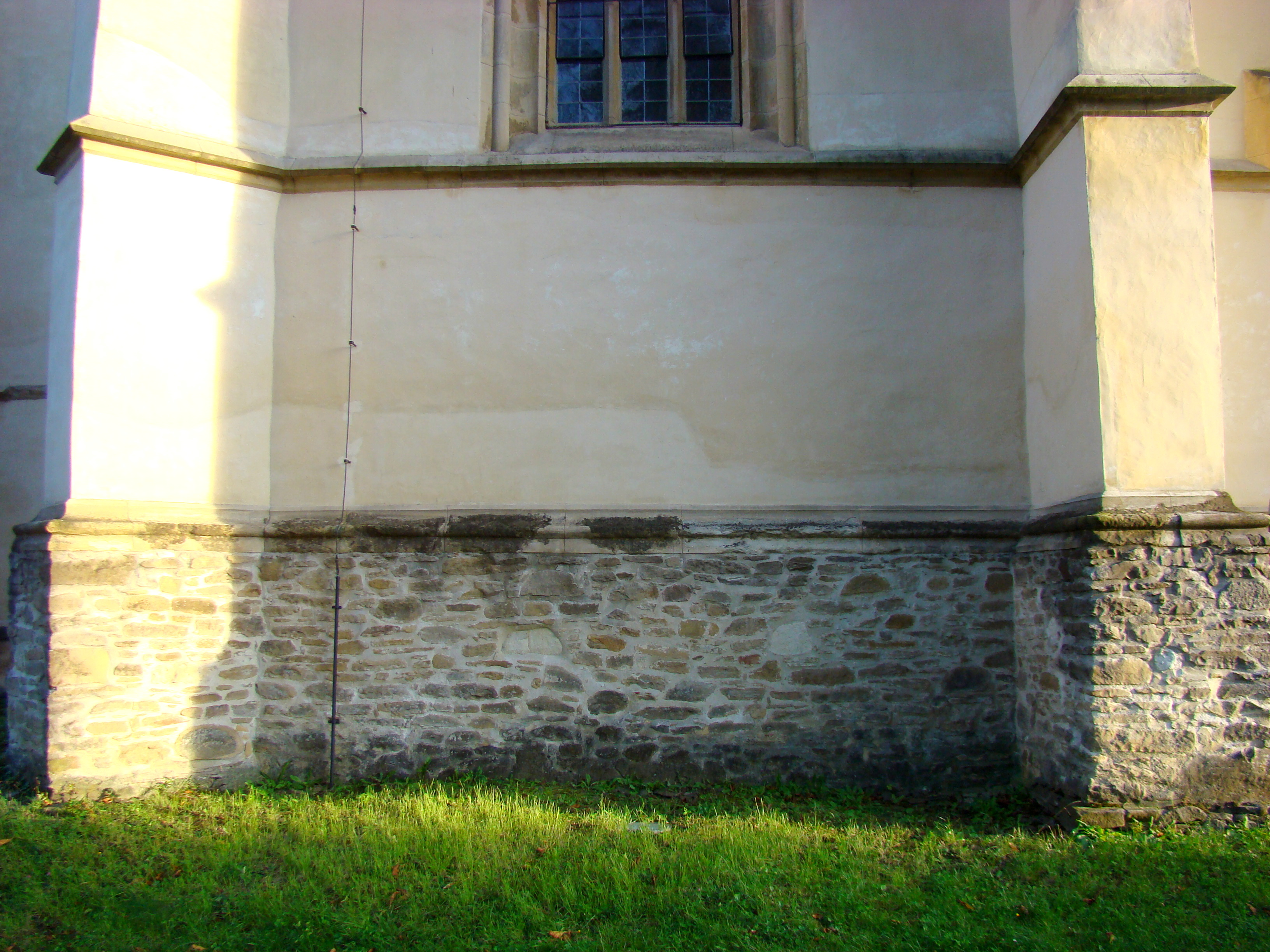
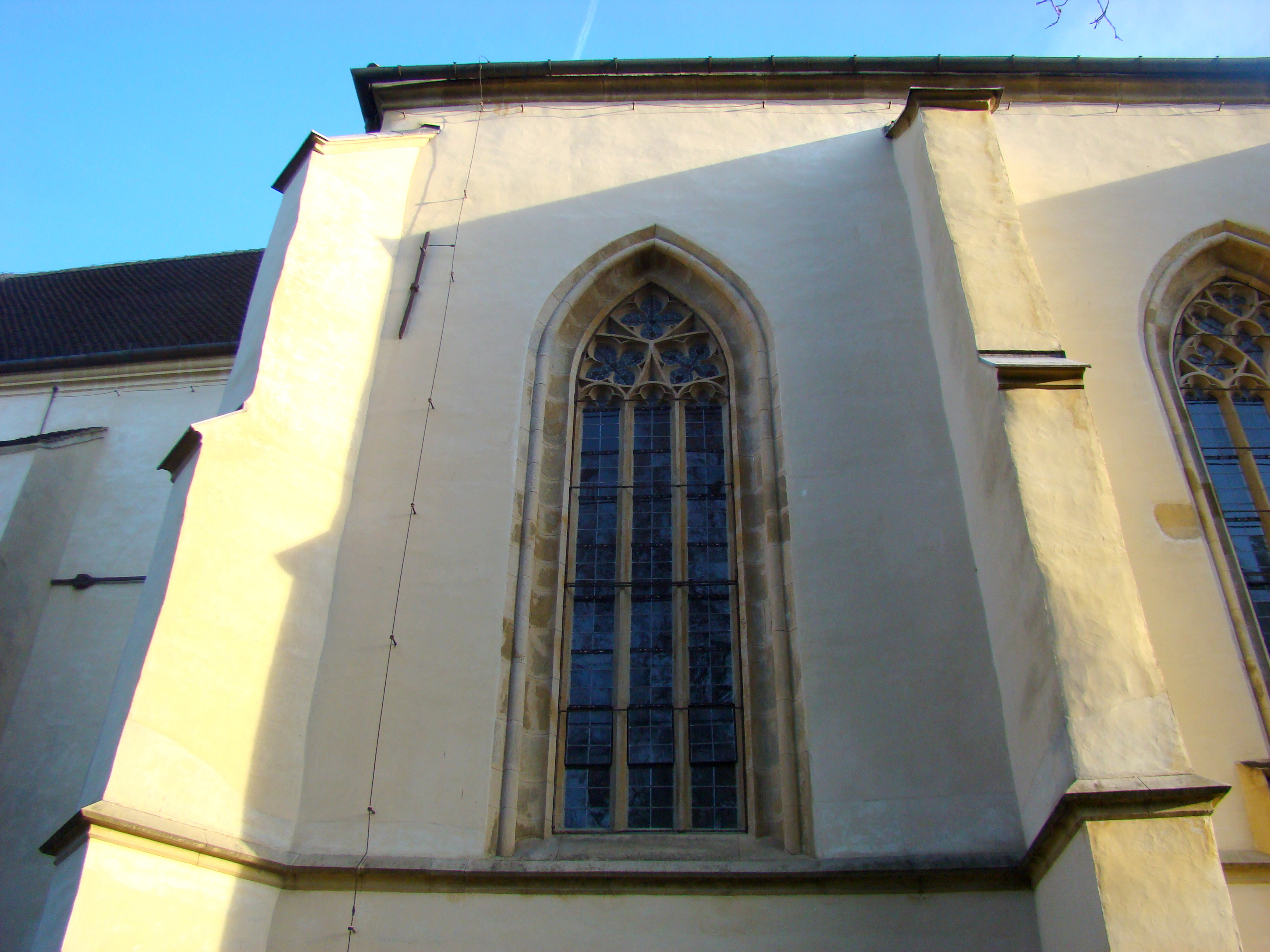
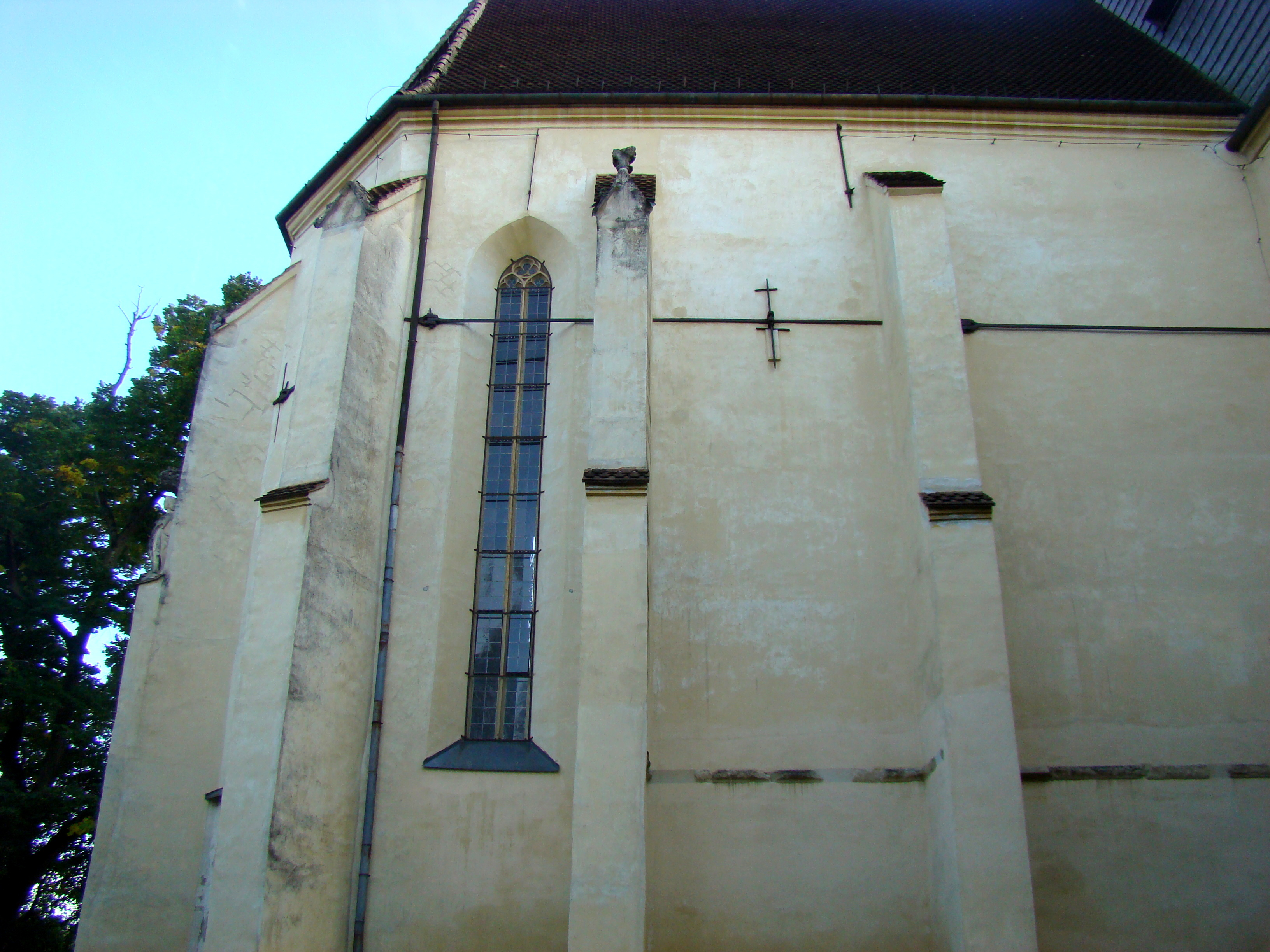
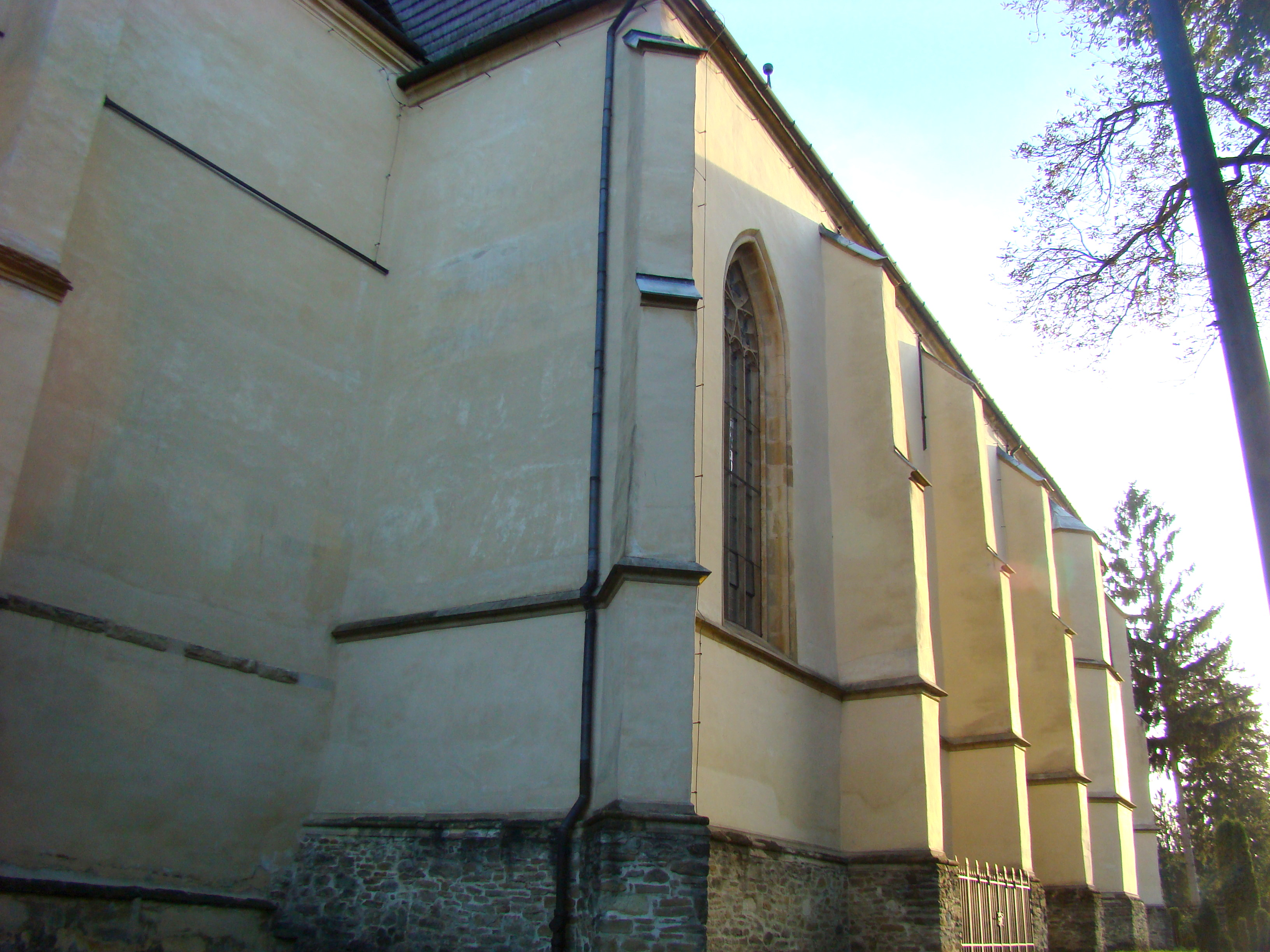
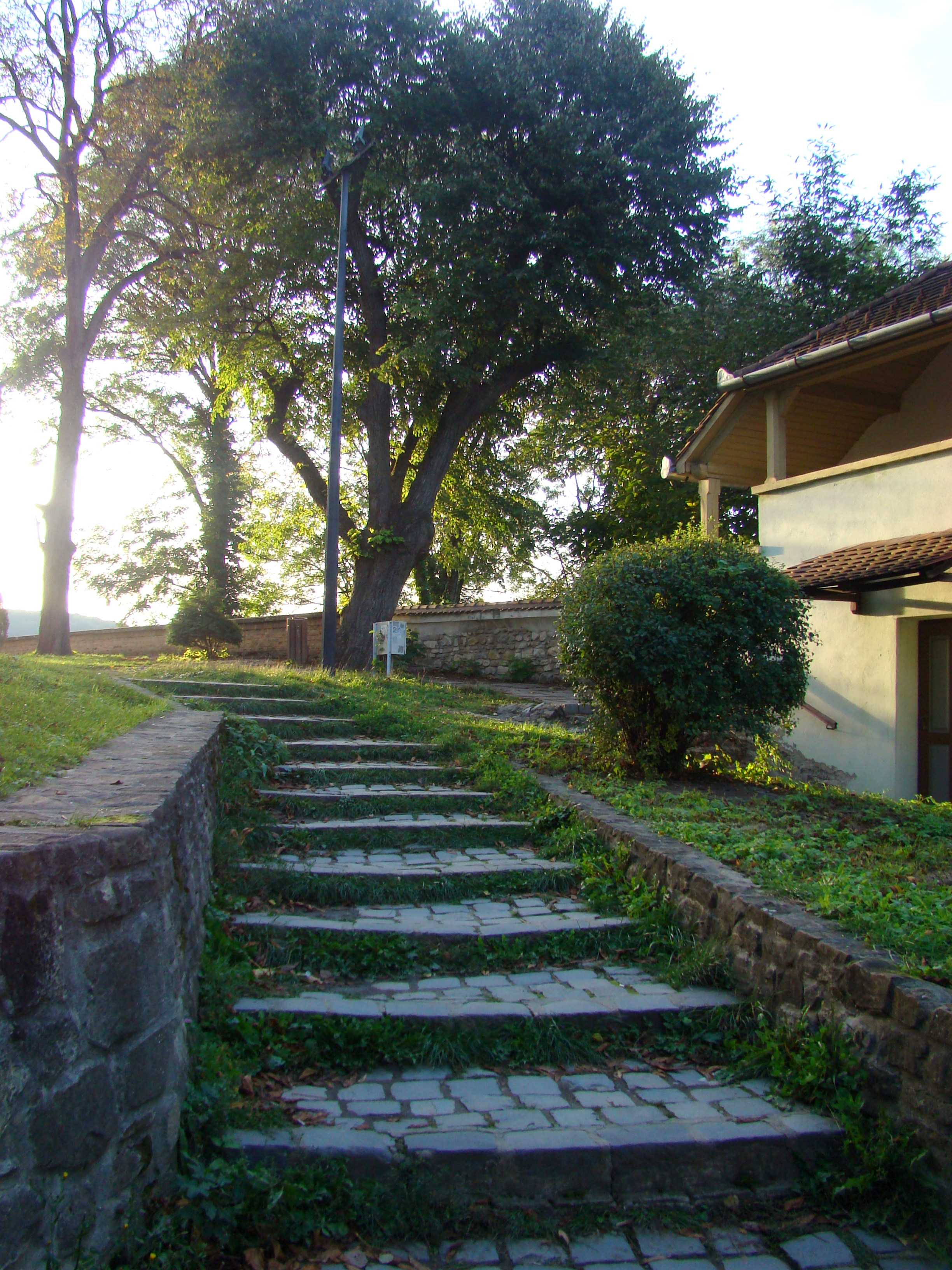
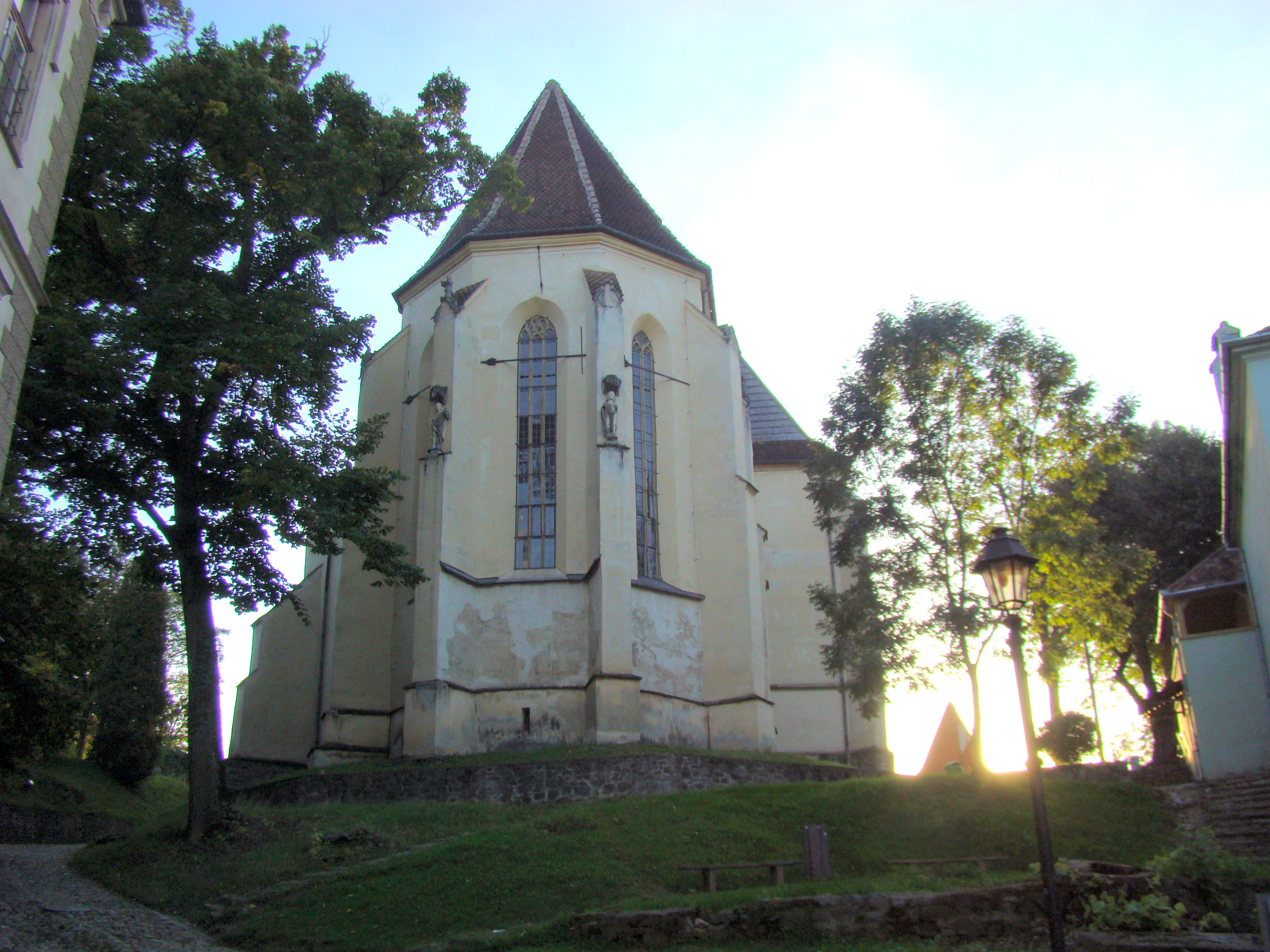
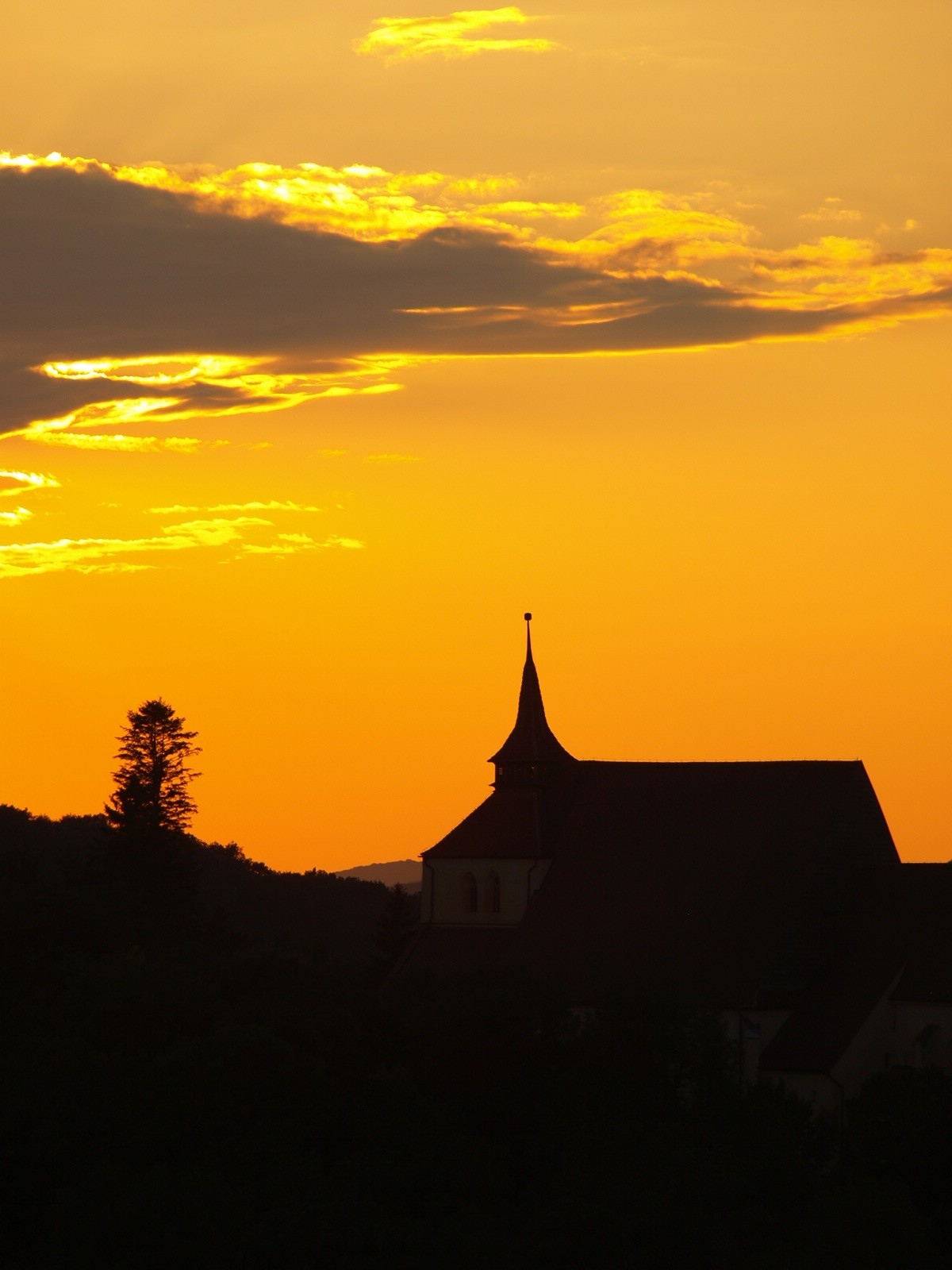

## Imagini din interior

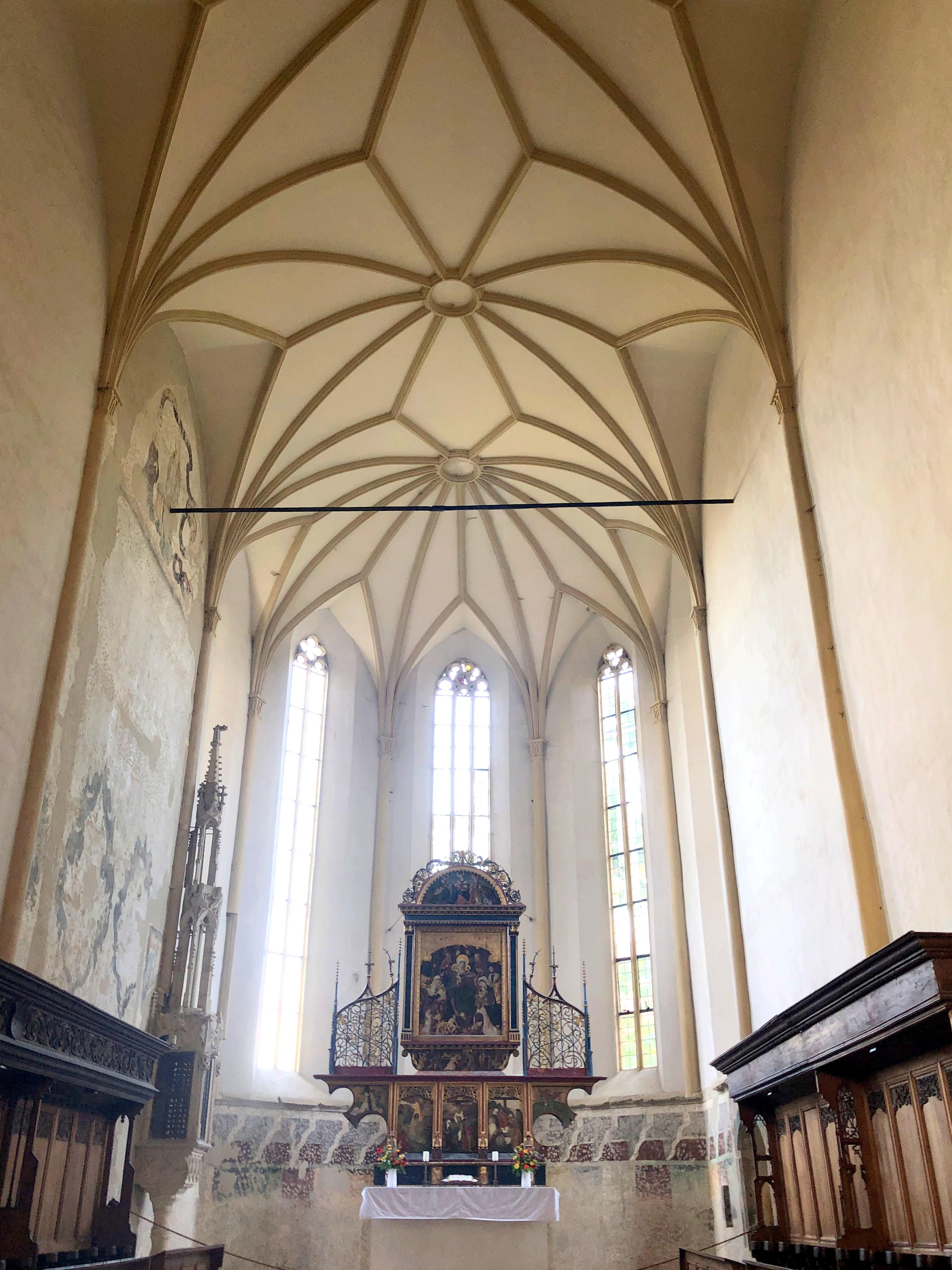
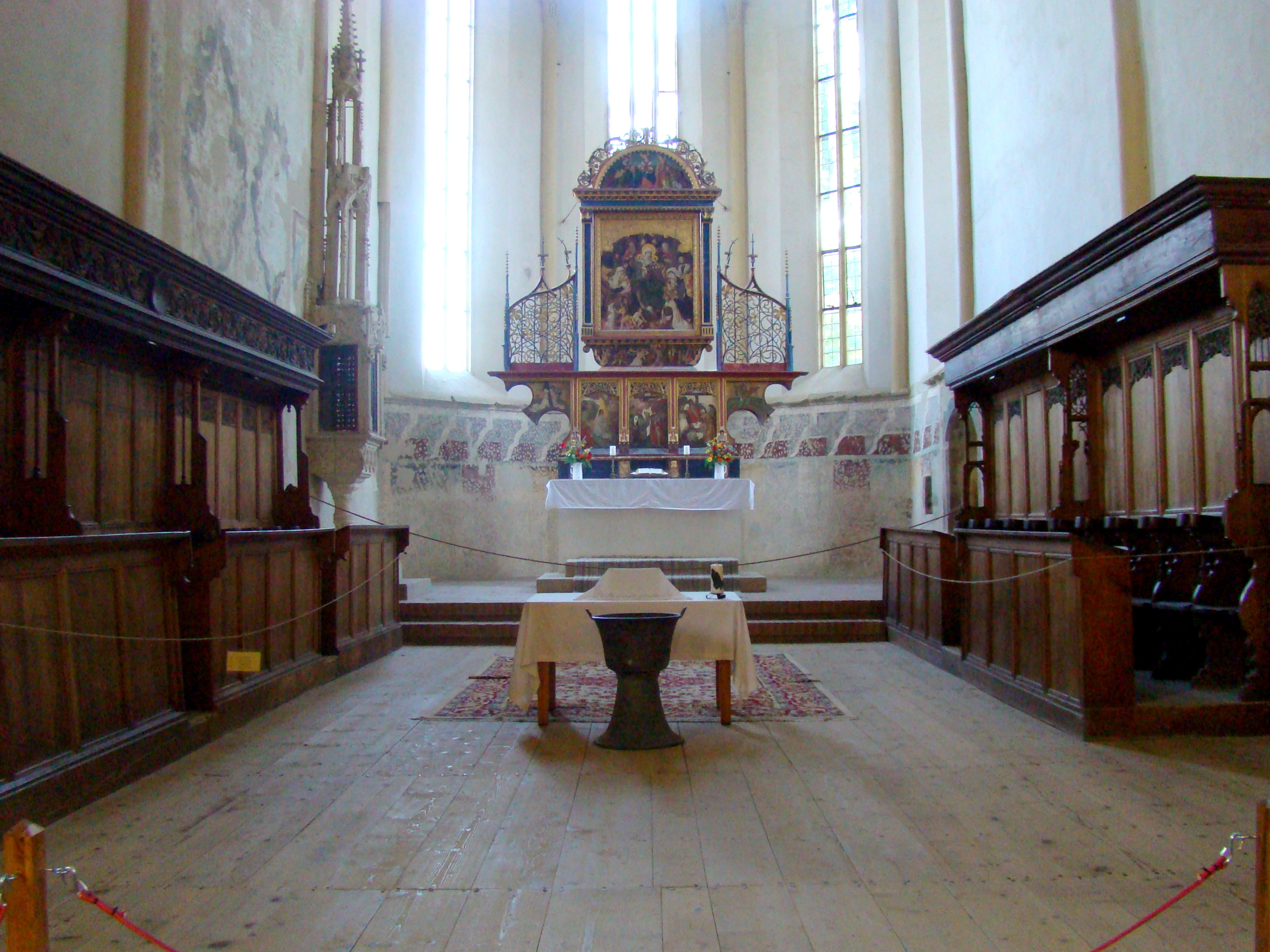
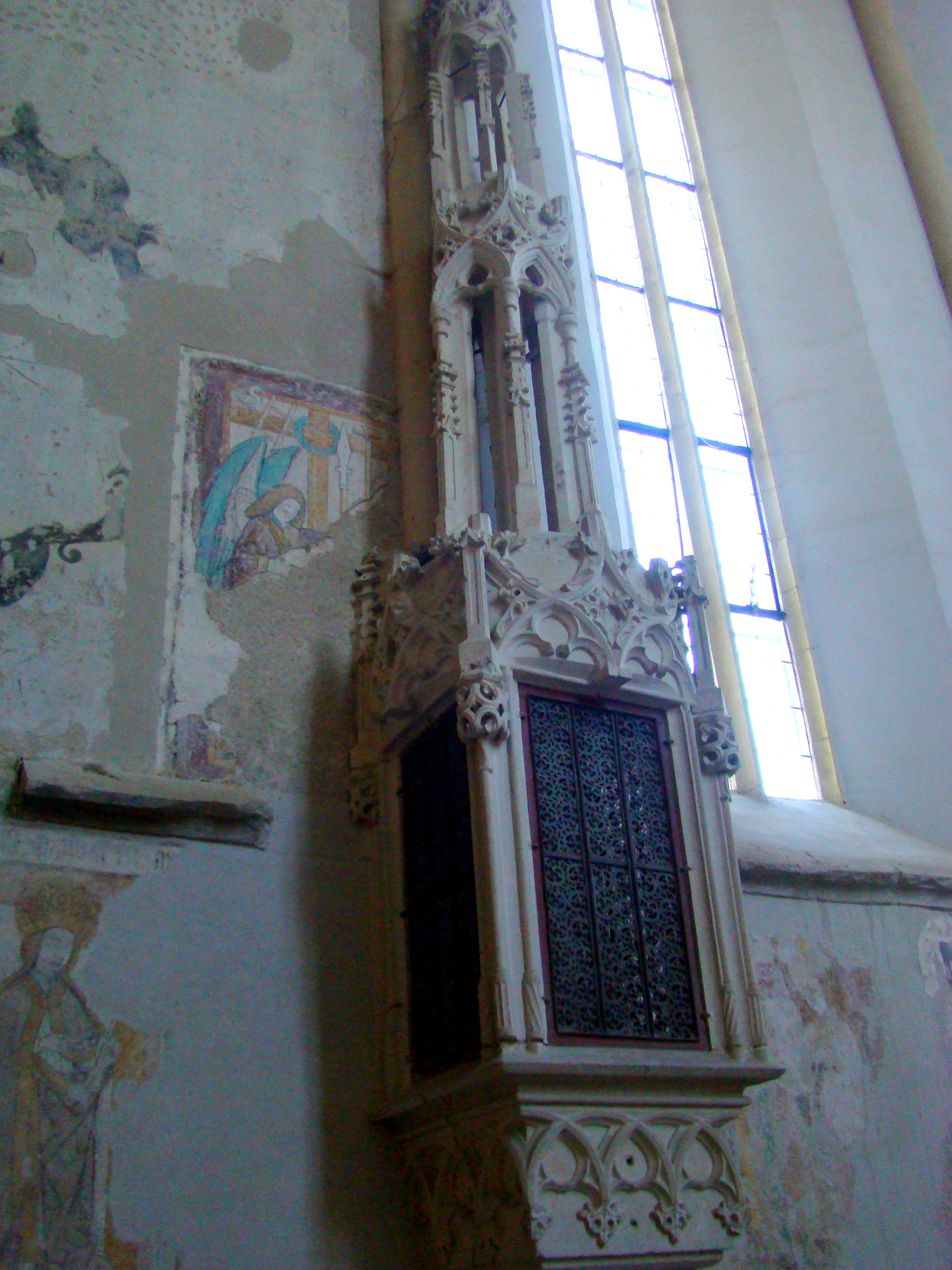
Tabernacolul din piatră traforată
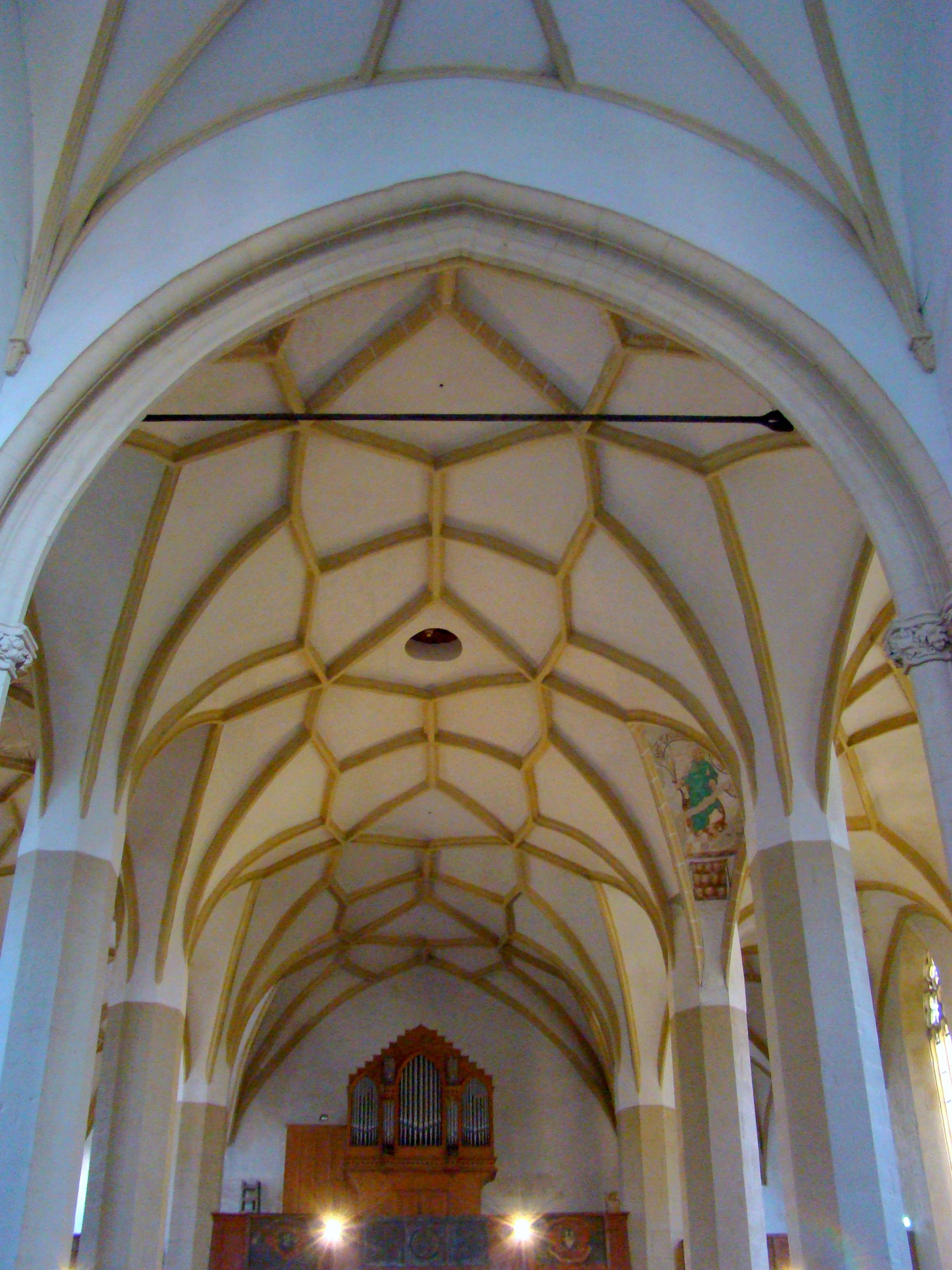
Bolta cu nervuri este susținută de stâlpi octogonali
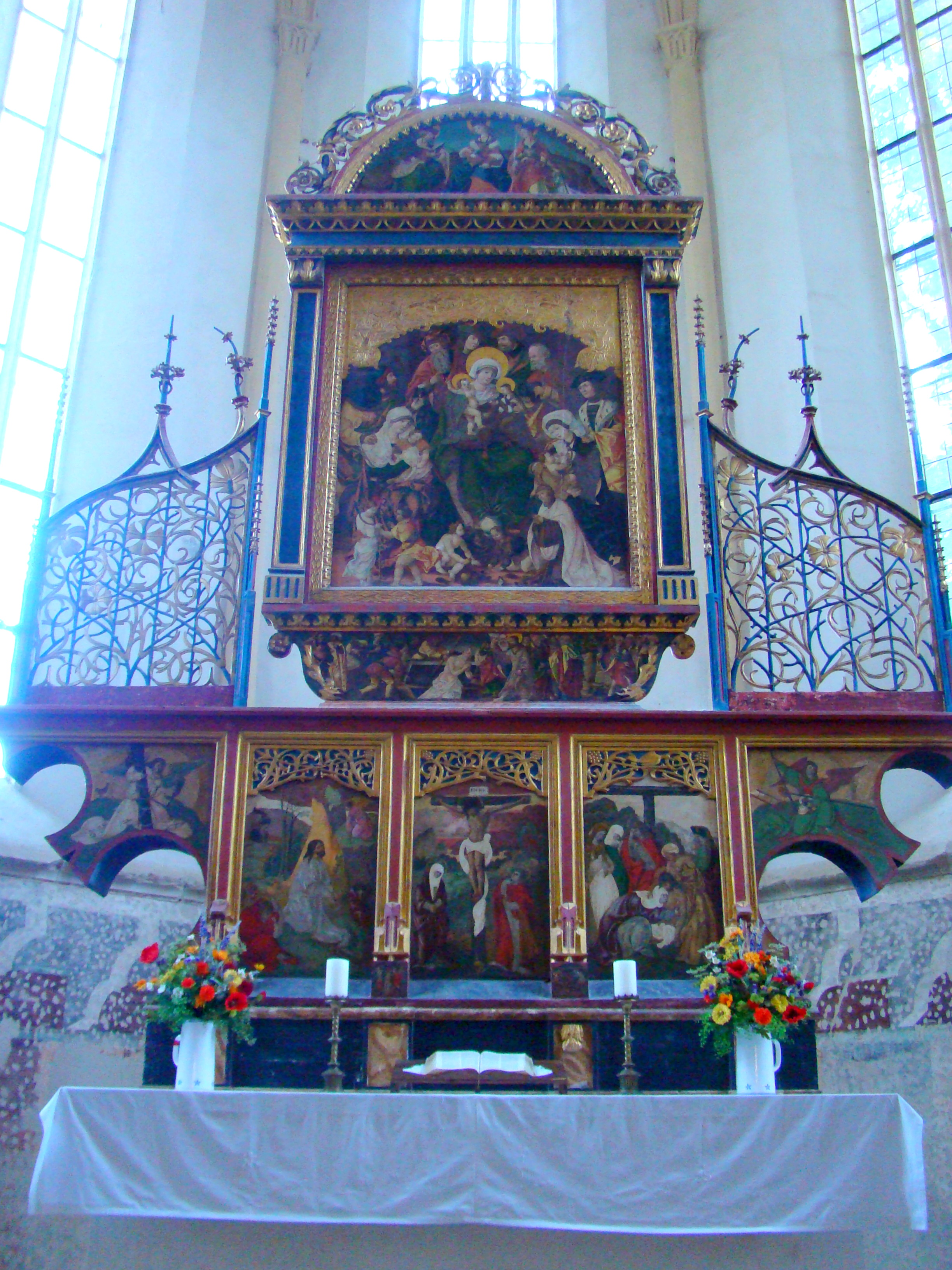
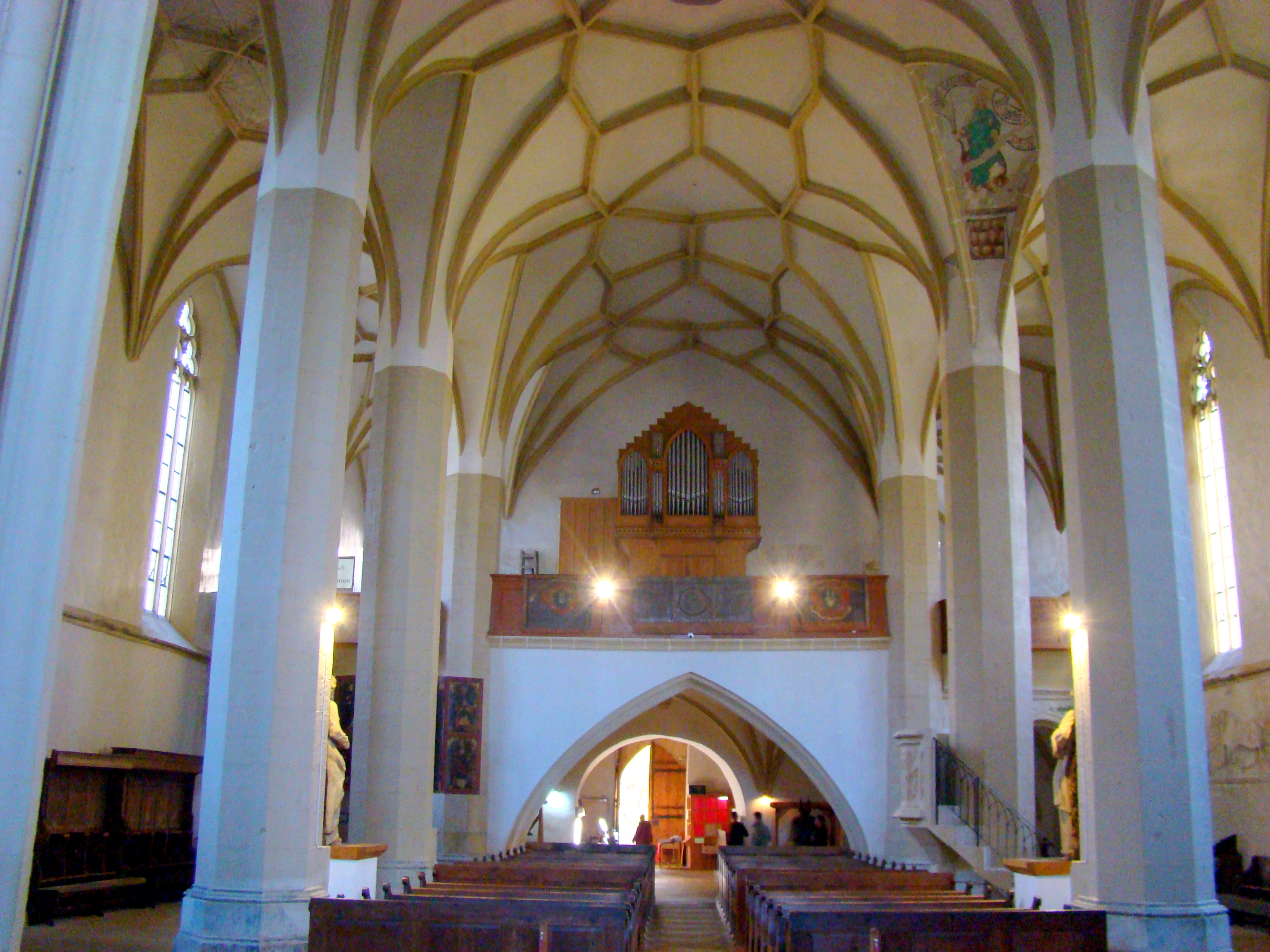
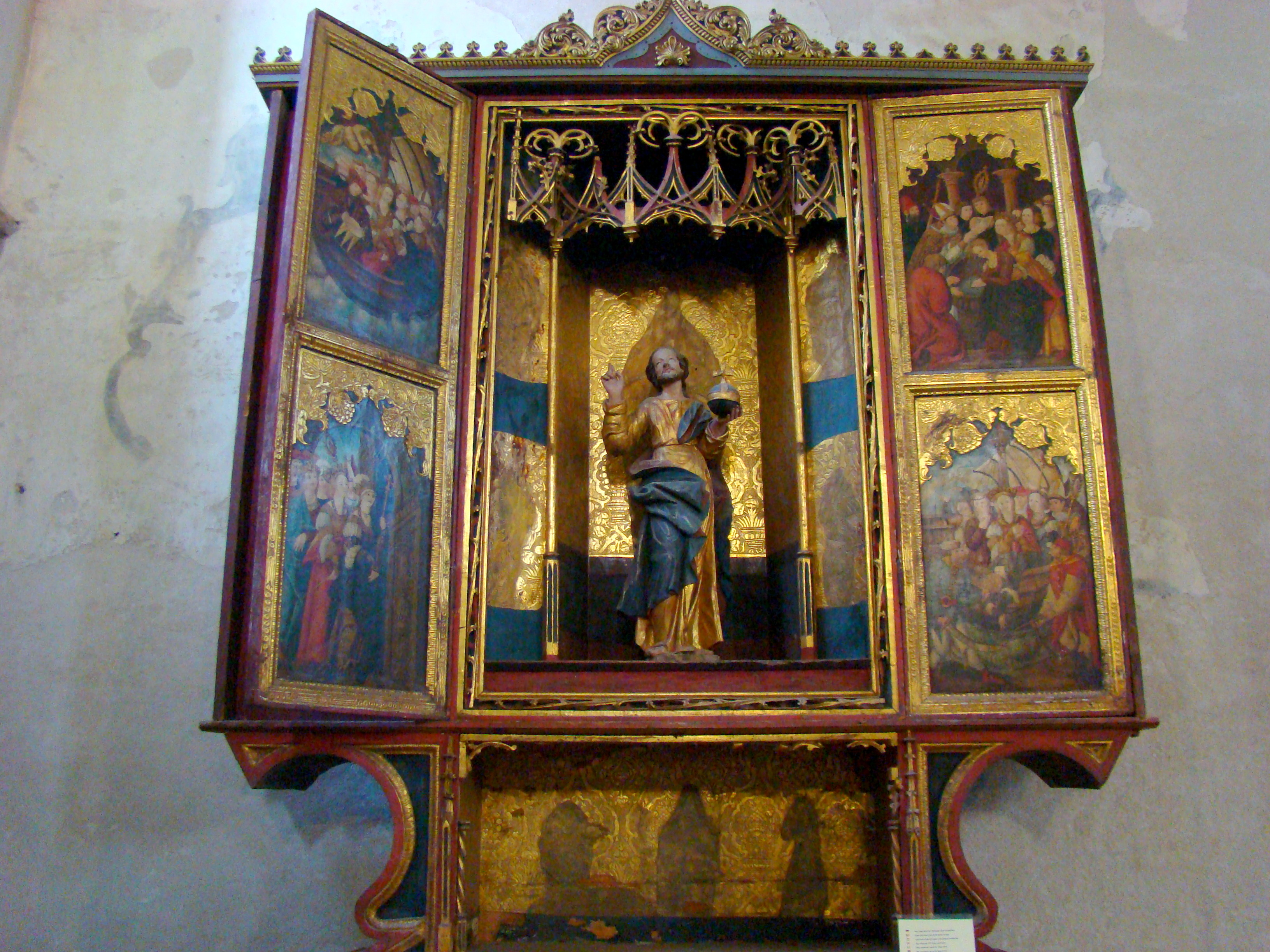
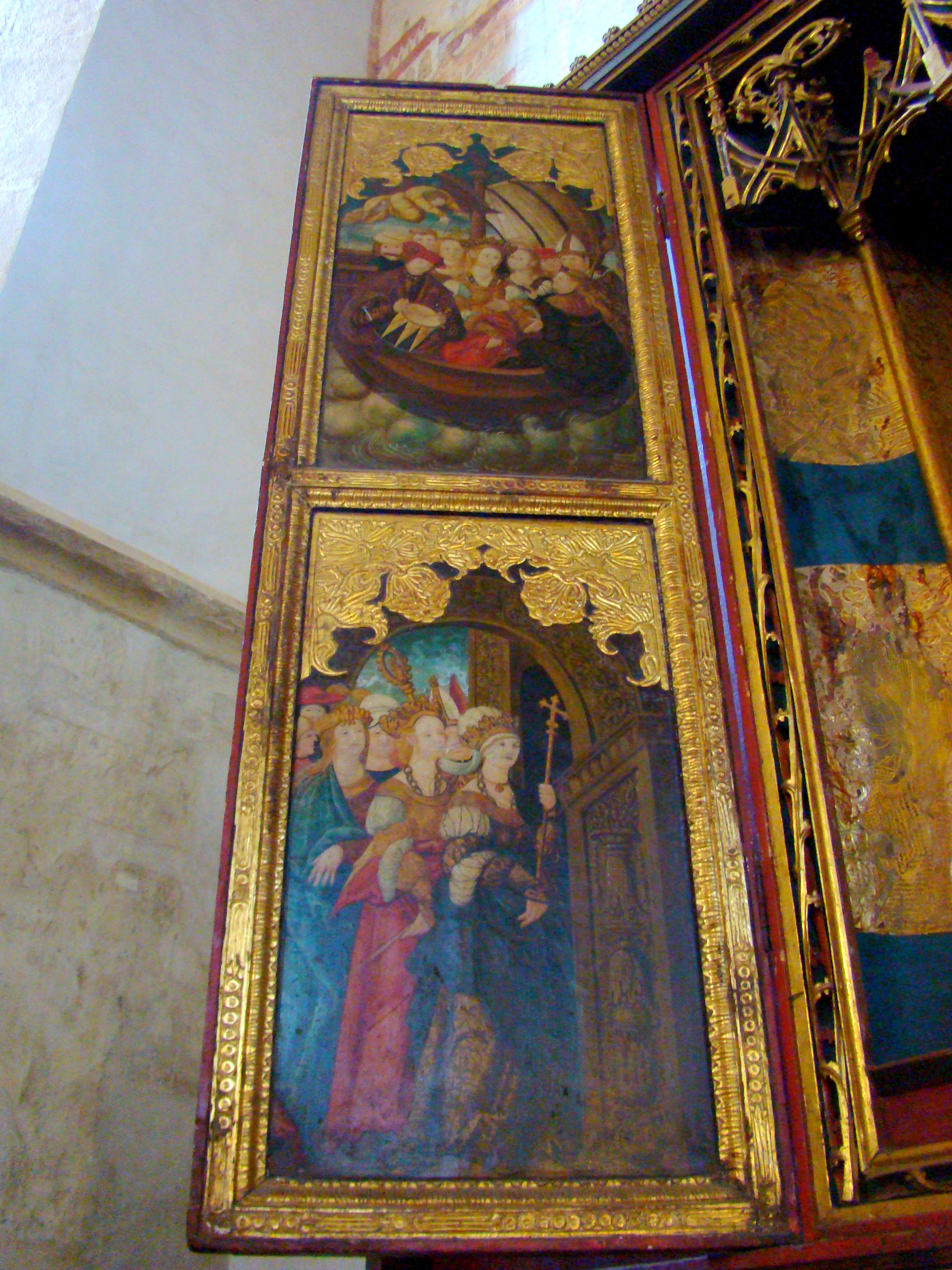
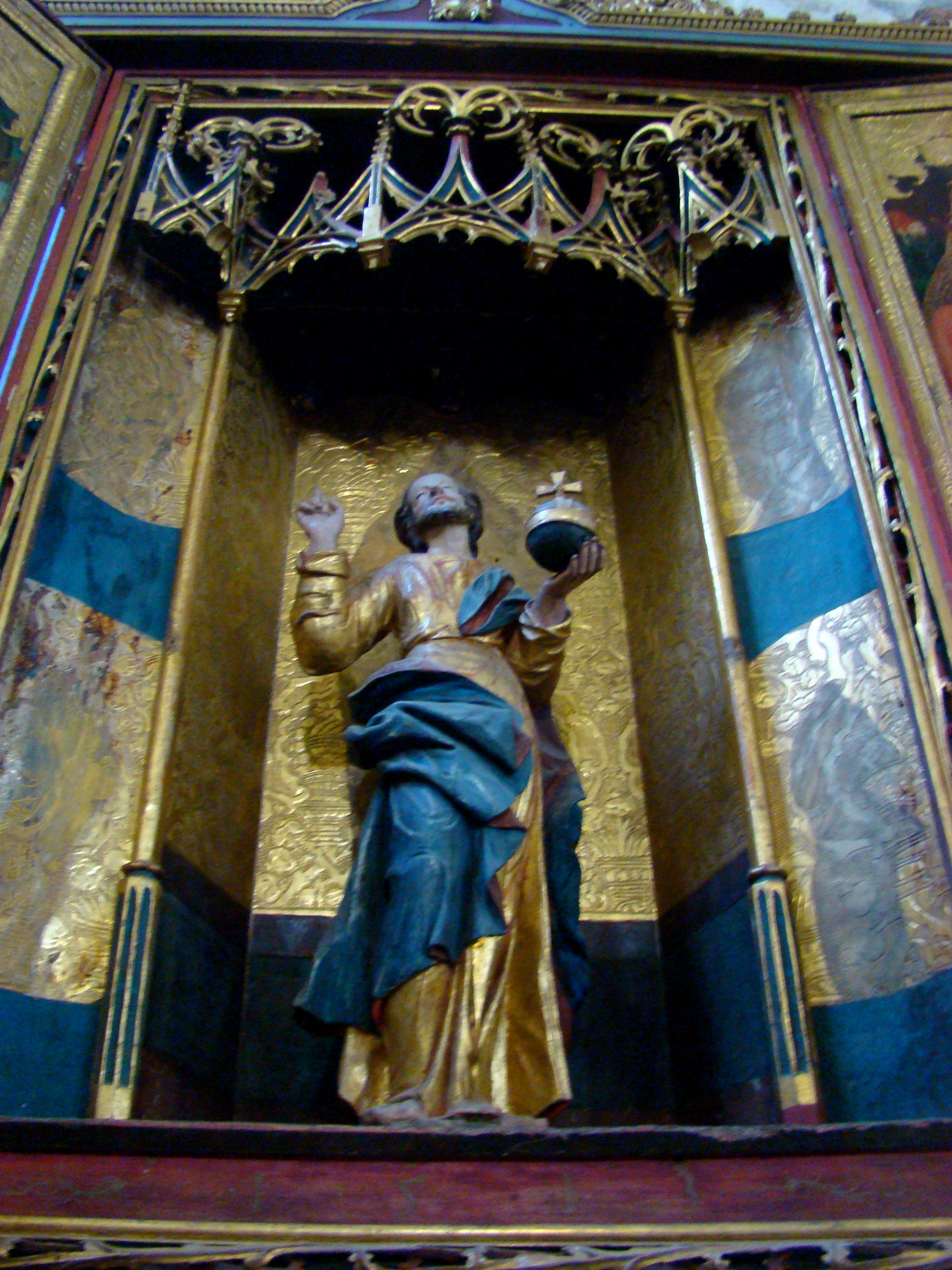
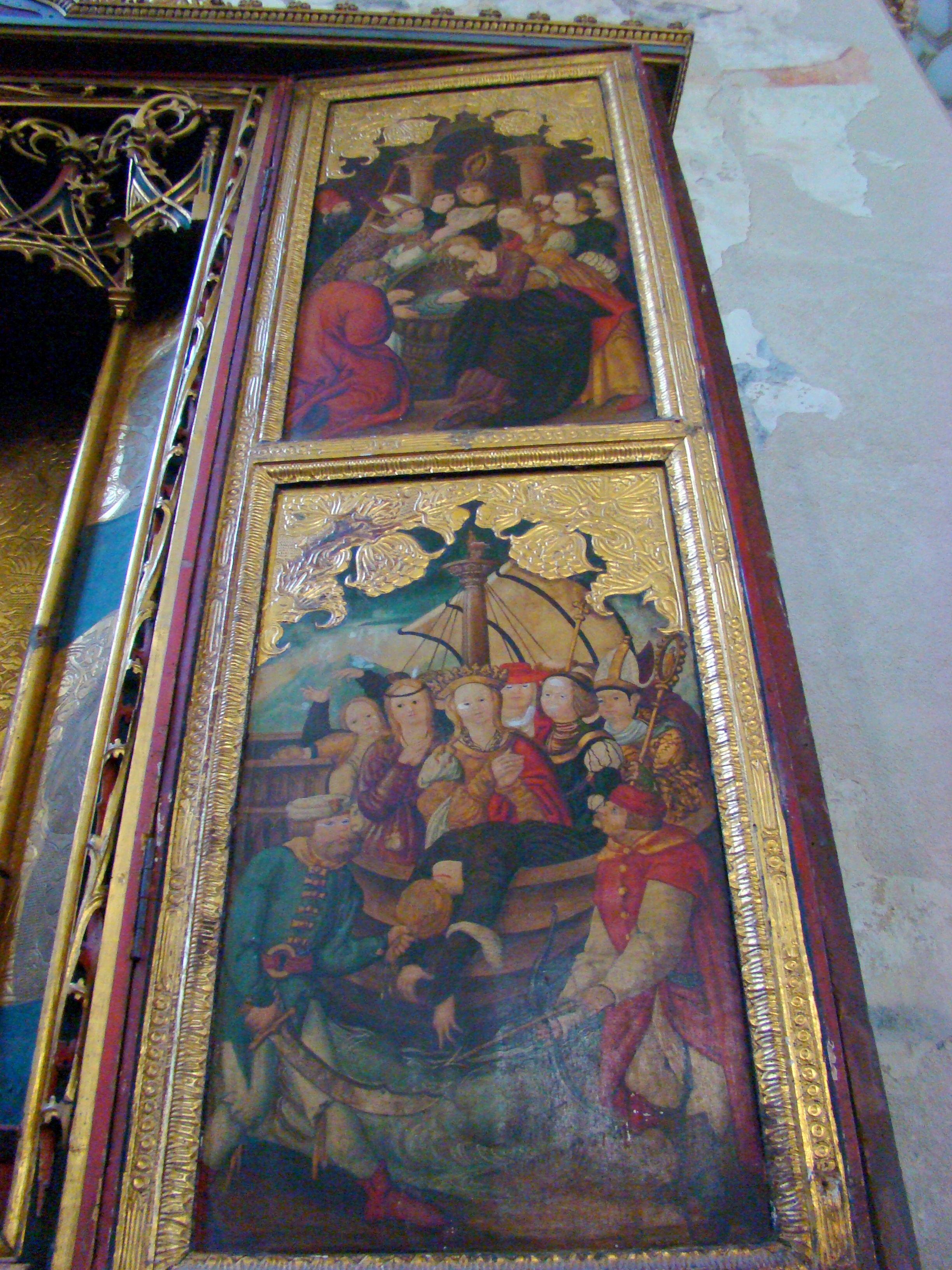
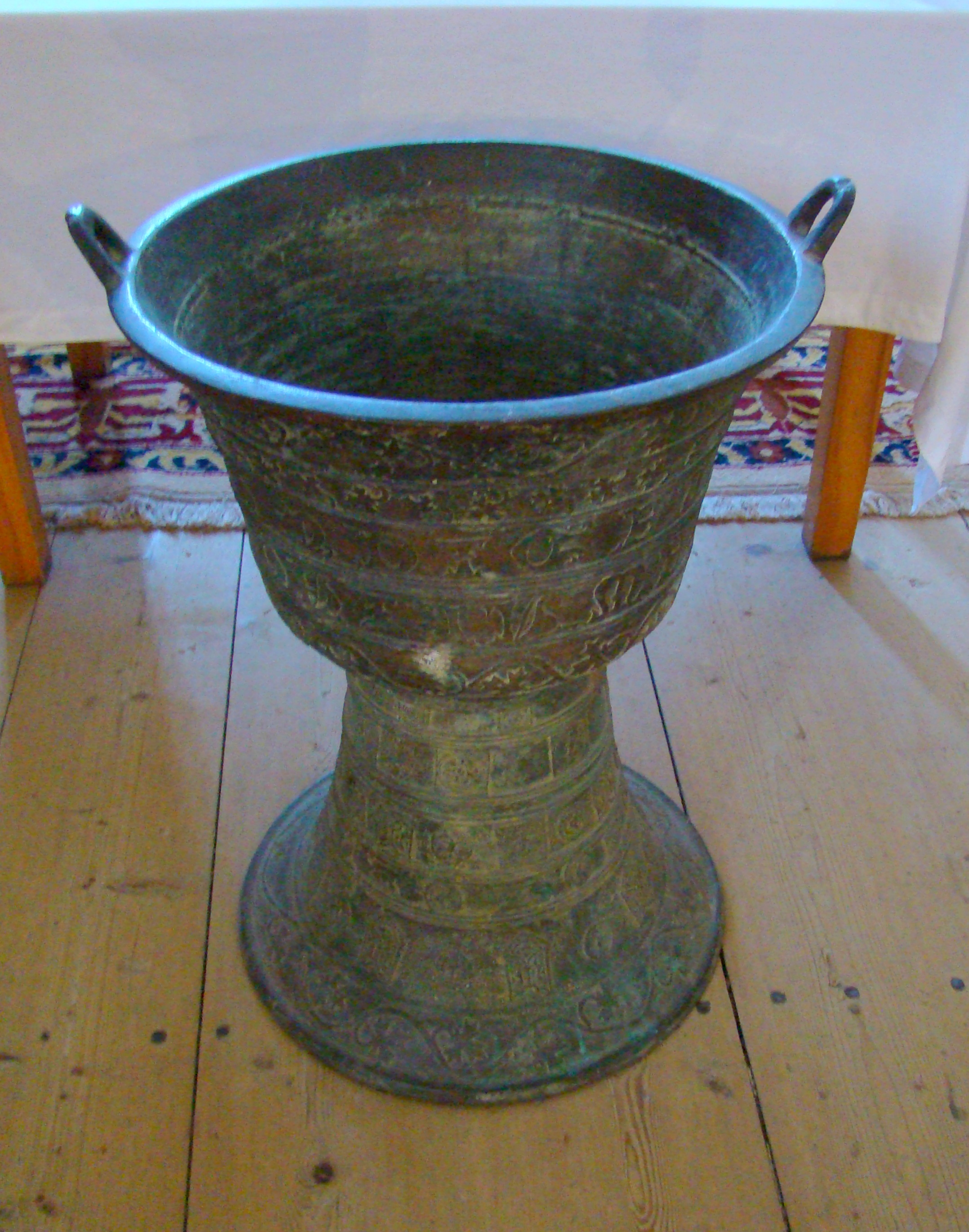
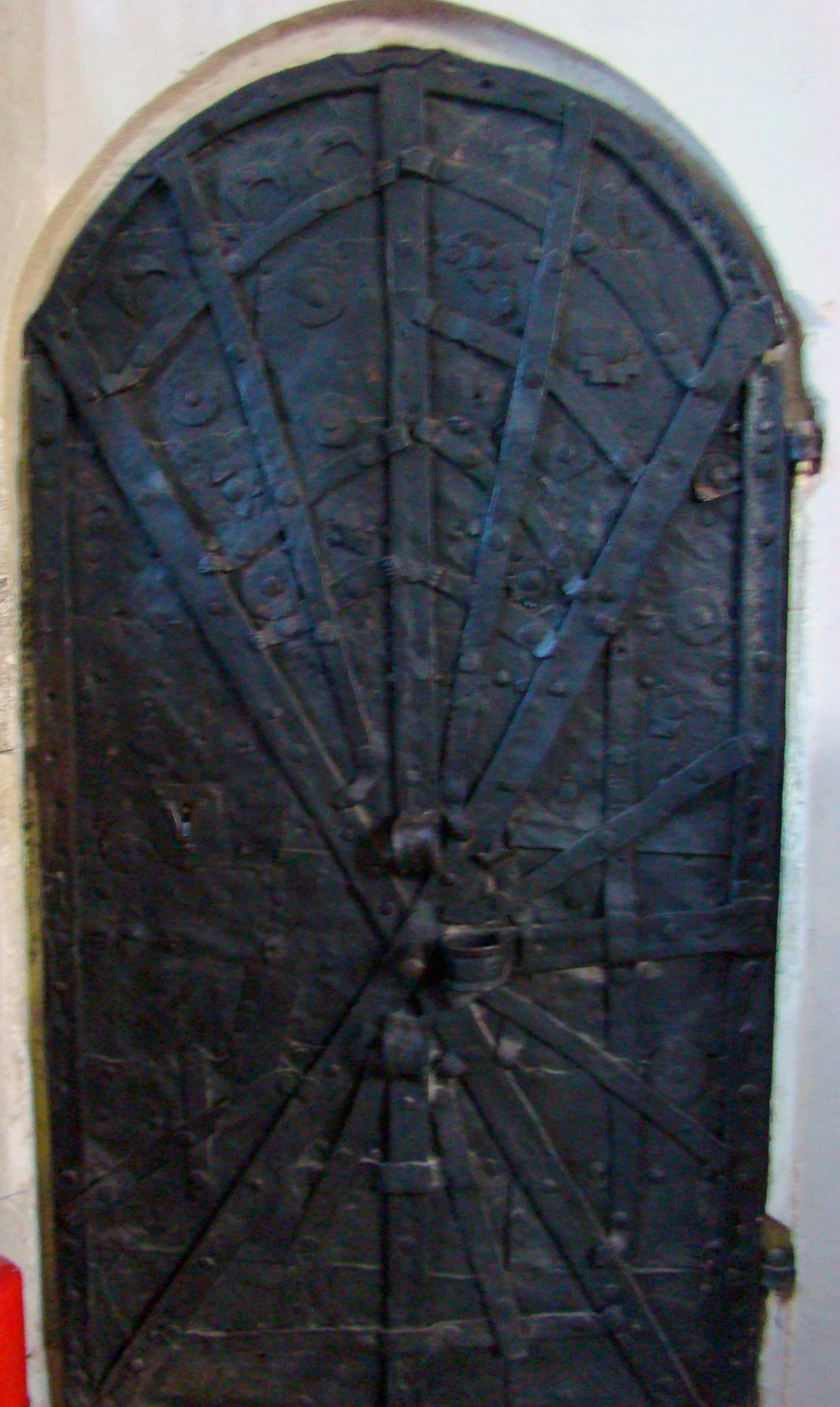
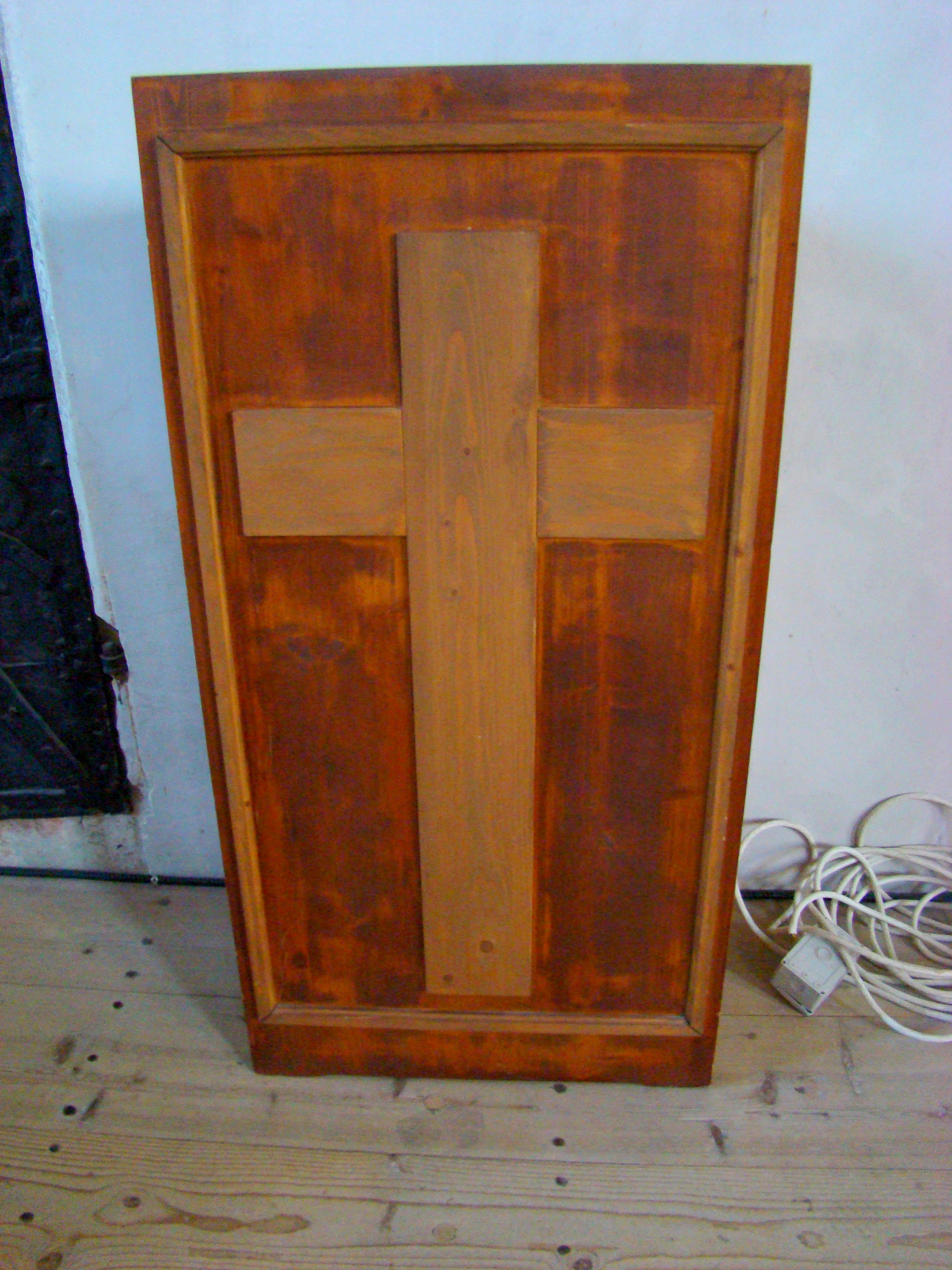
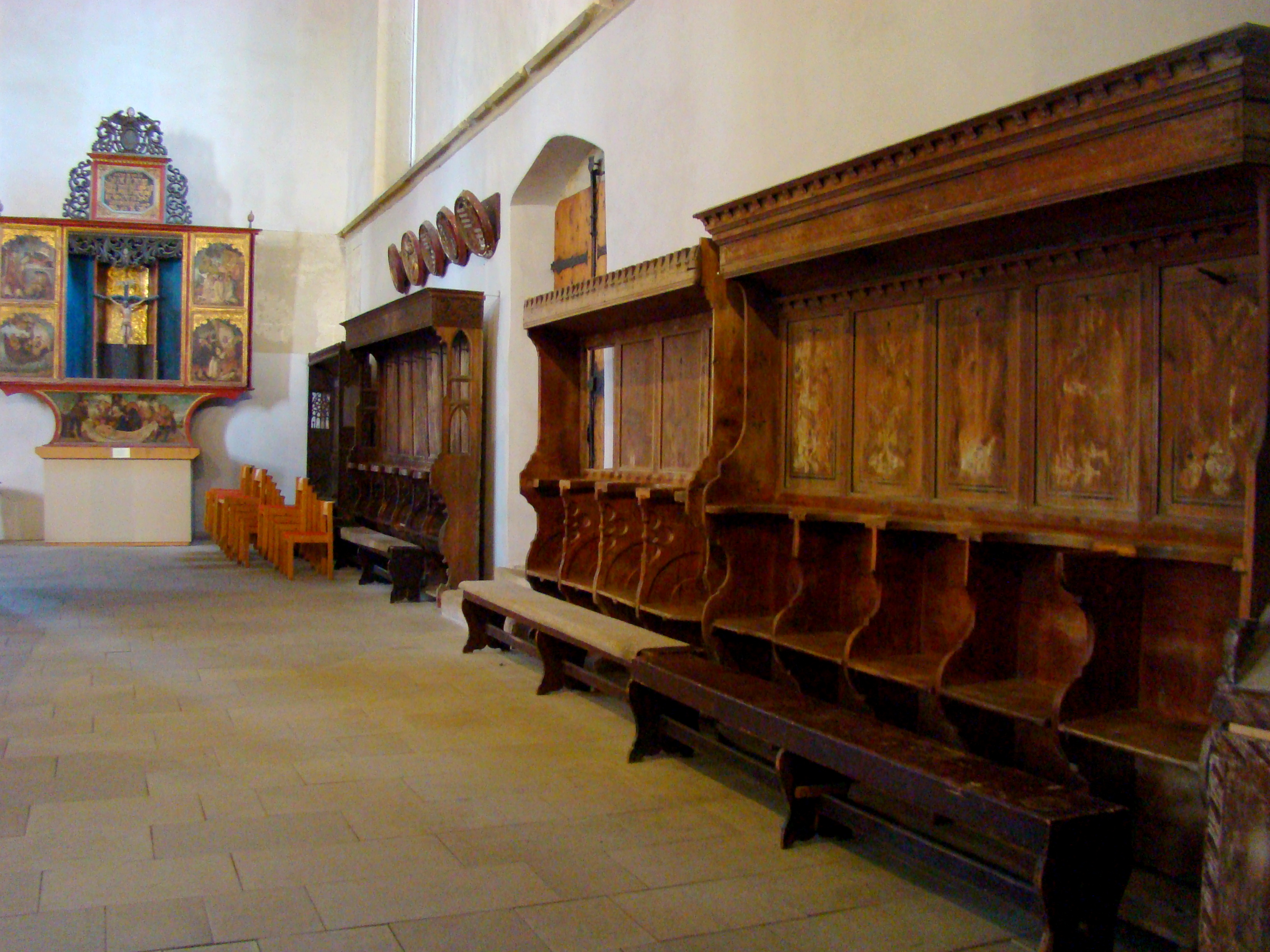
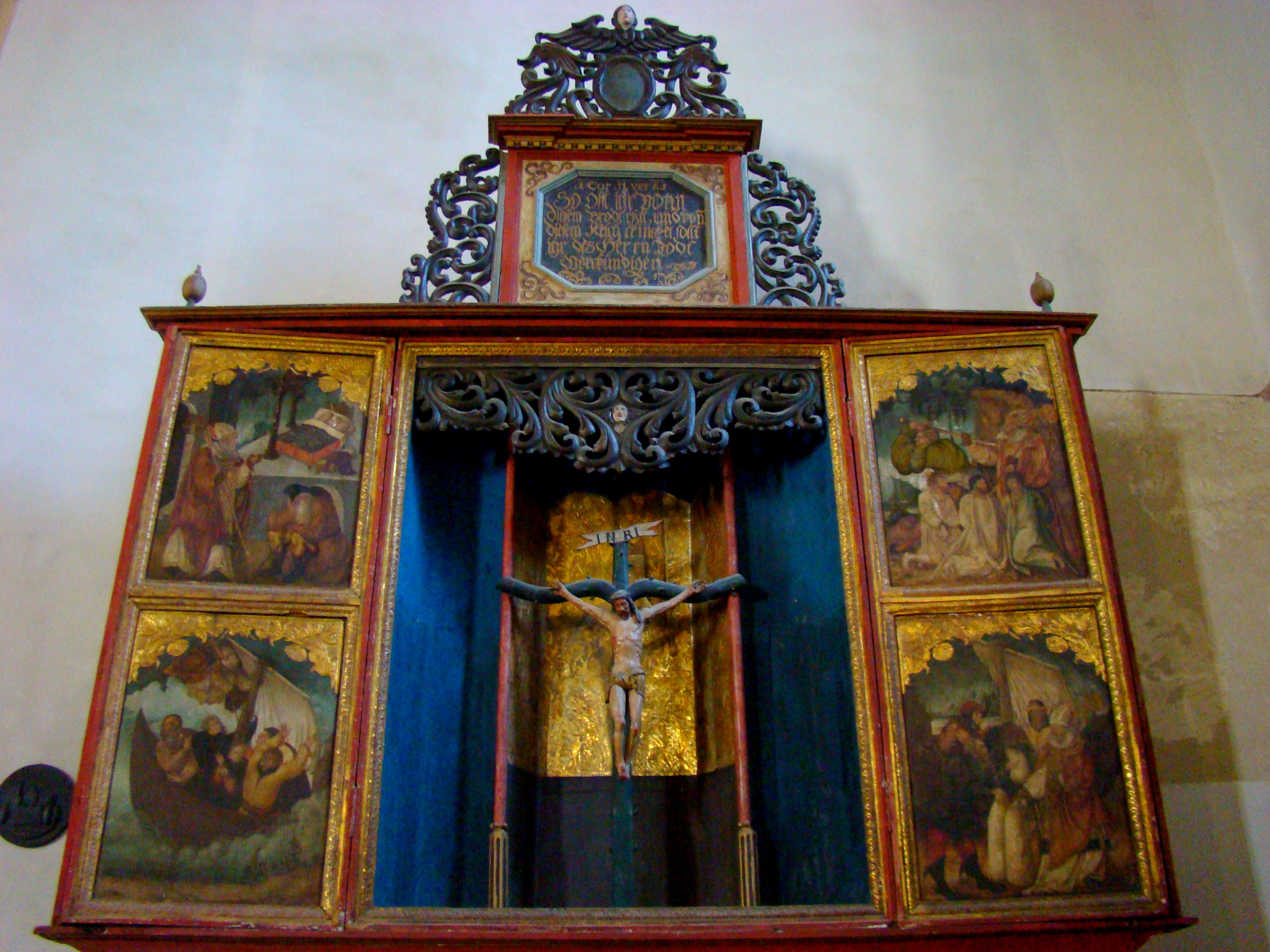
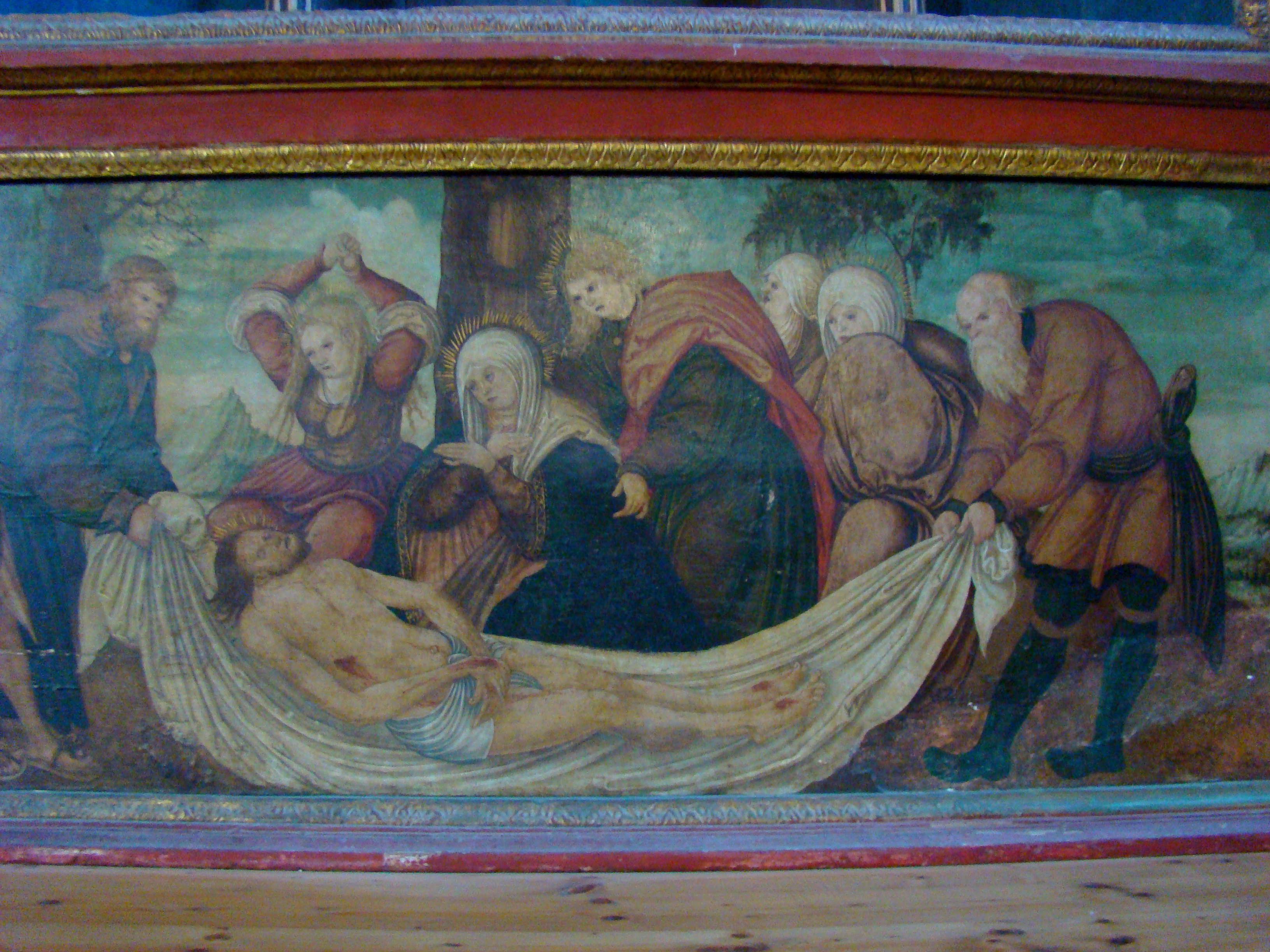
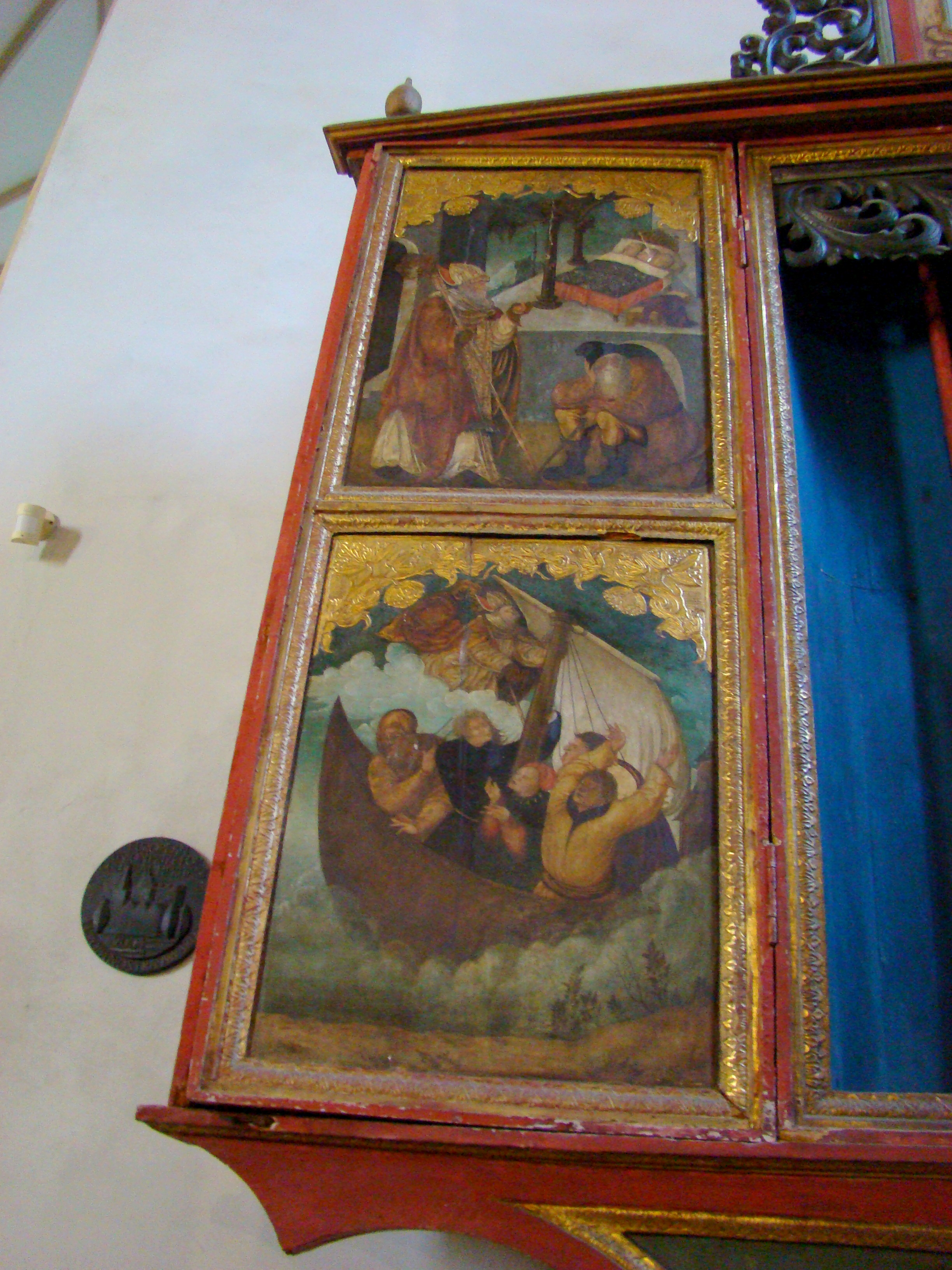
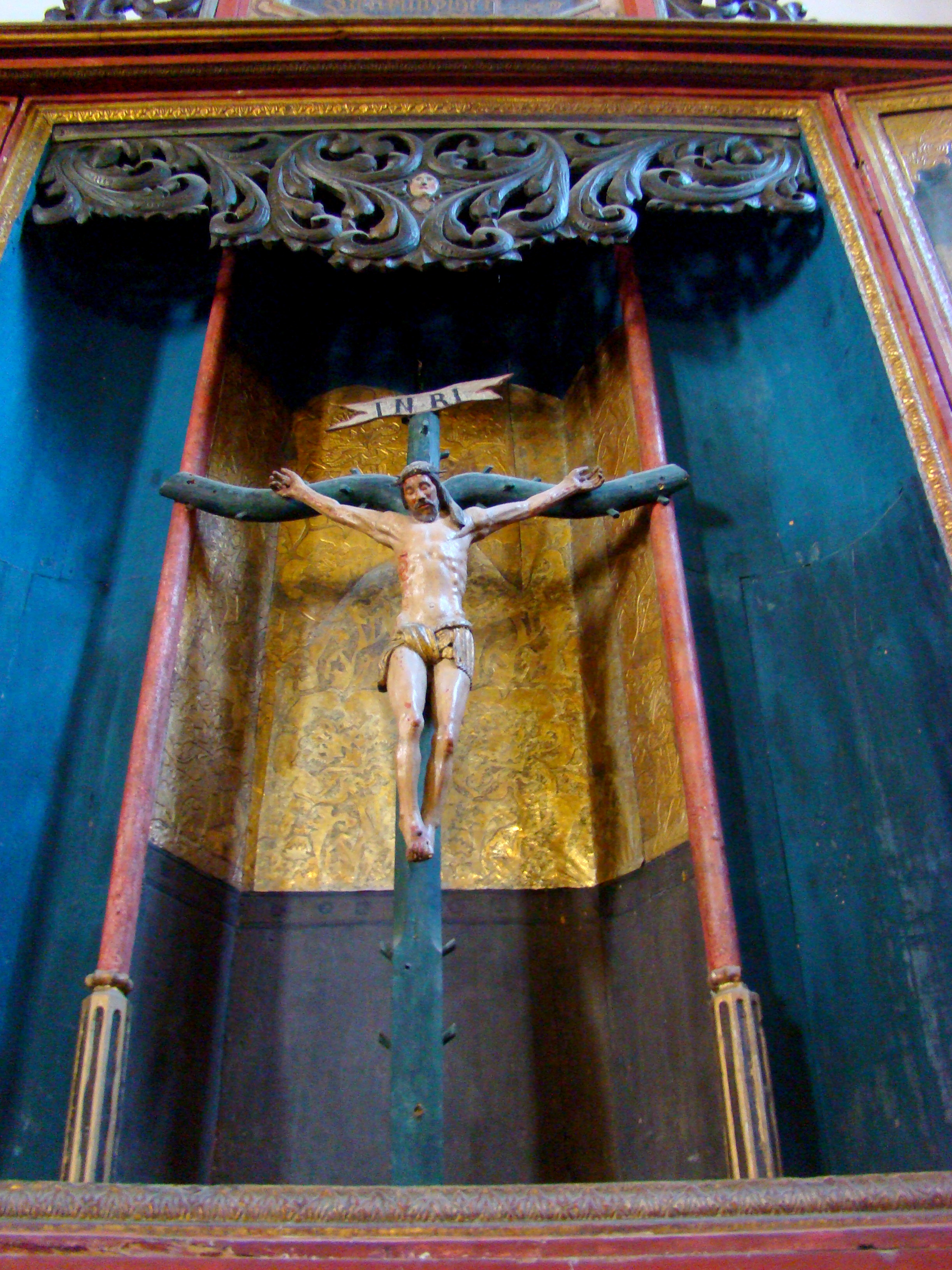
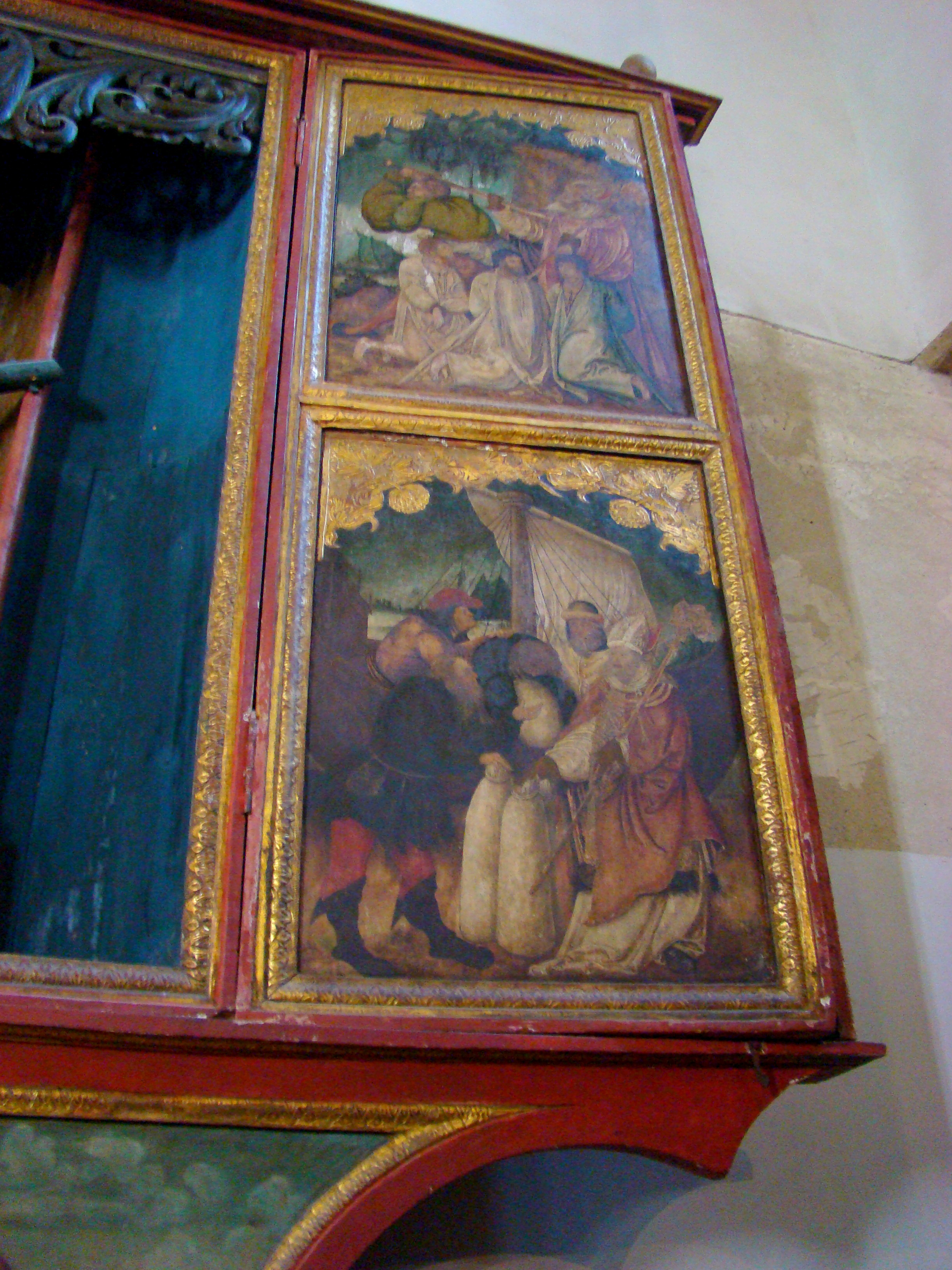
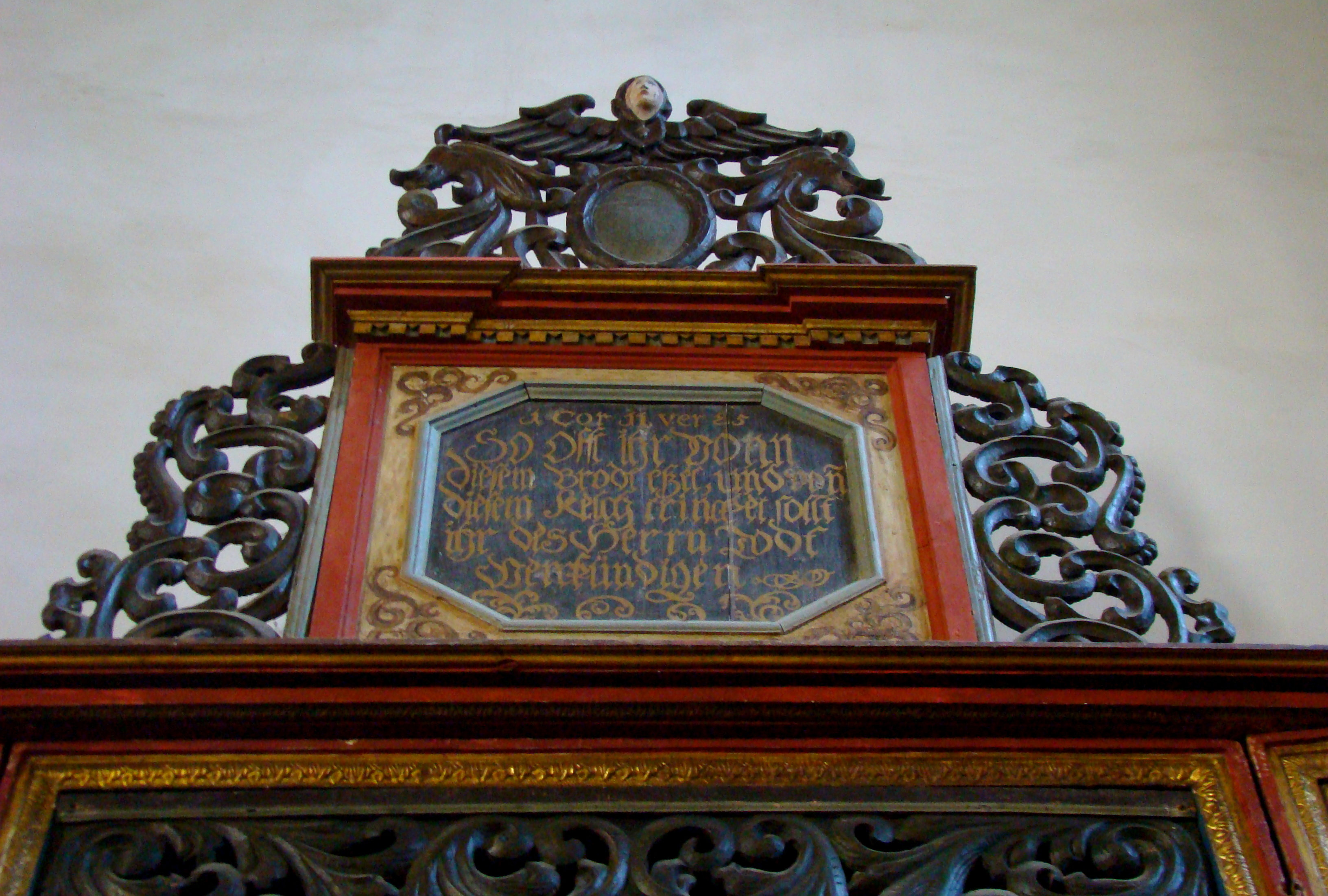
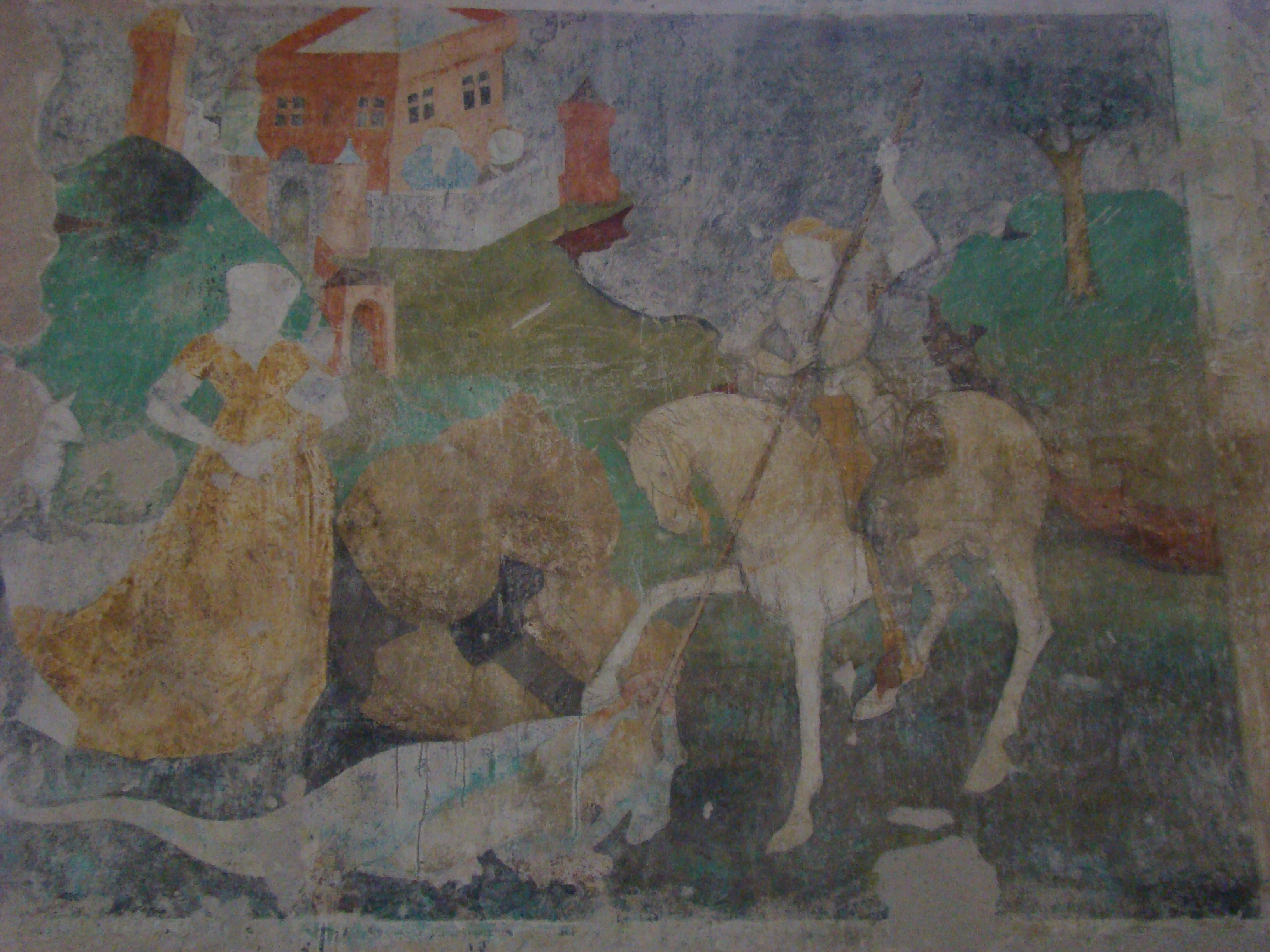
Picturile interioare au fost realizate în secolul XV și au ajuns la lumina zilei datorită Fundației Messerschmitt din München
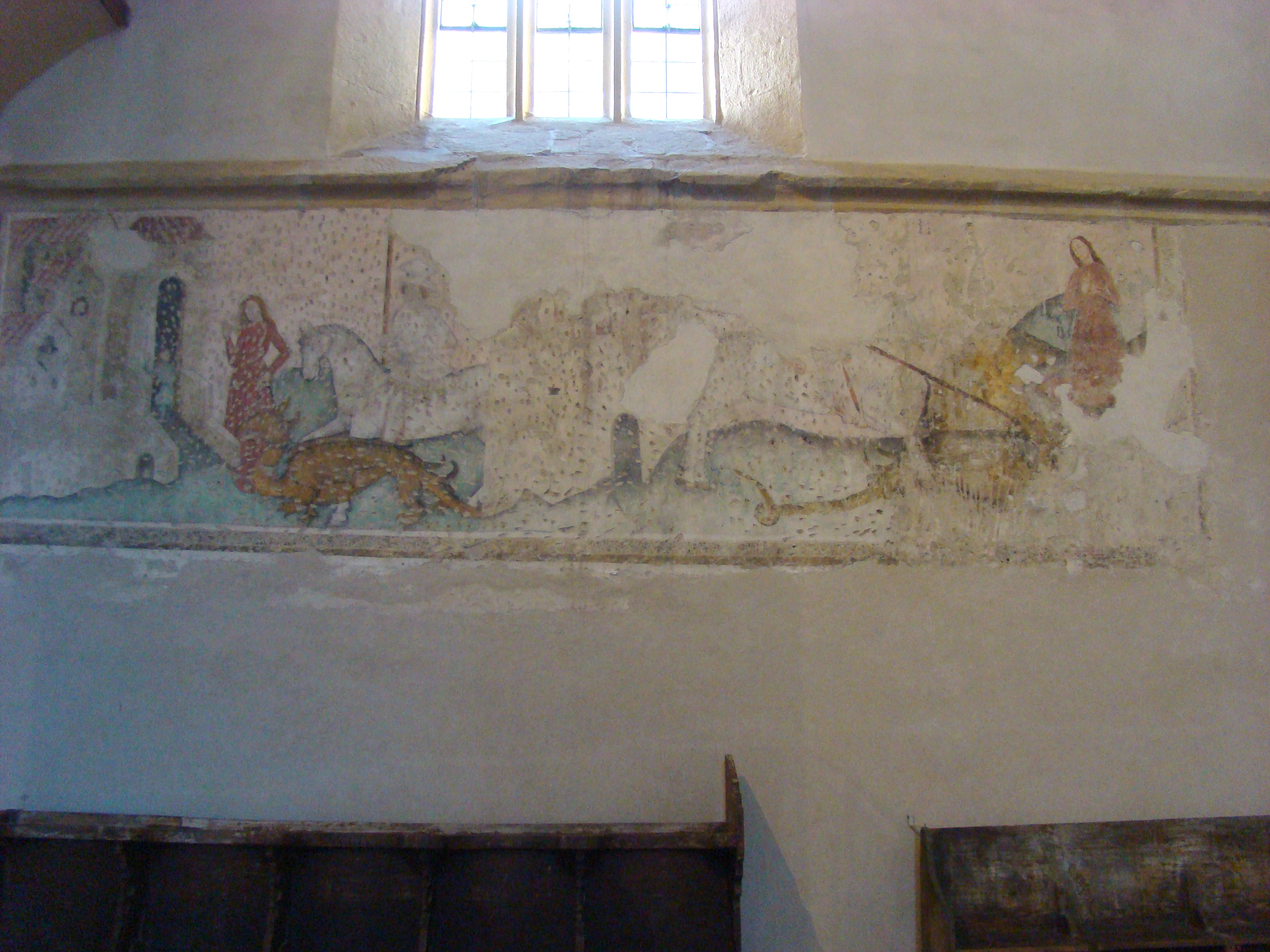
Munca de restaurare a durat 8 ani, în perioada 1991-1999
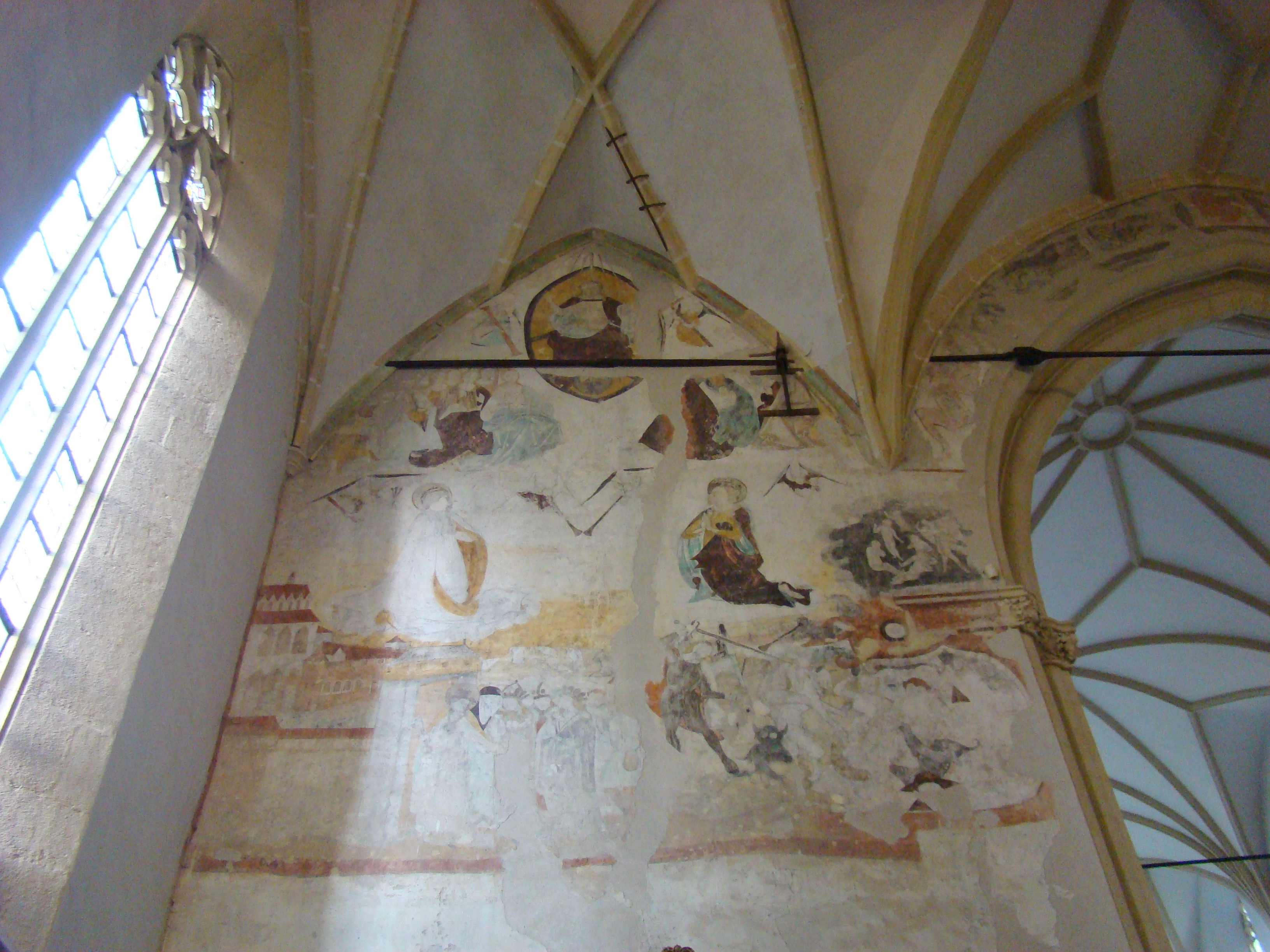
Judecata de Apoi, peretele de est al colateralei nordice, autor necunoscut (sfârșit de secol XV)
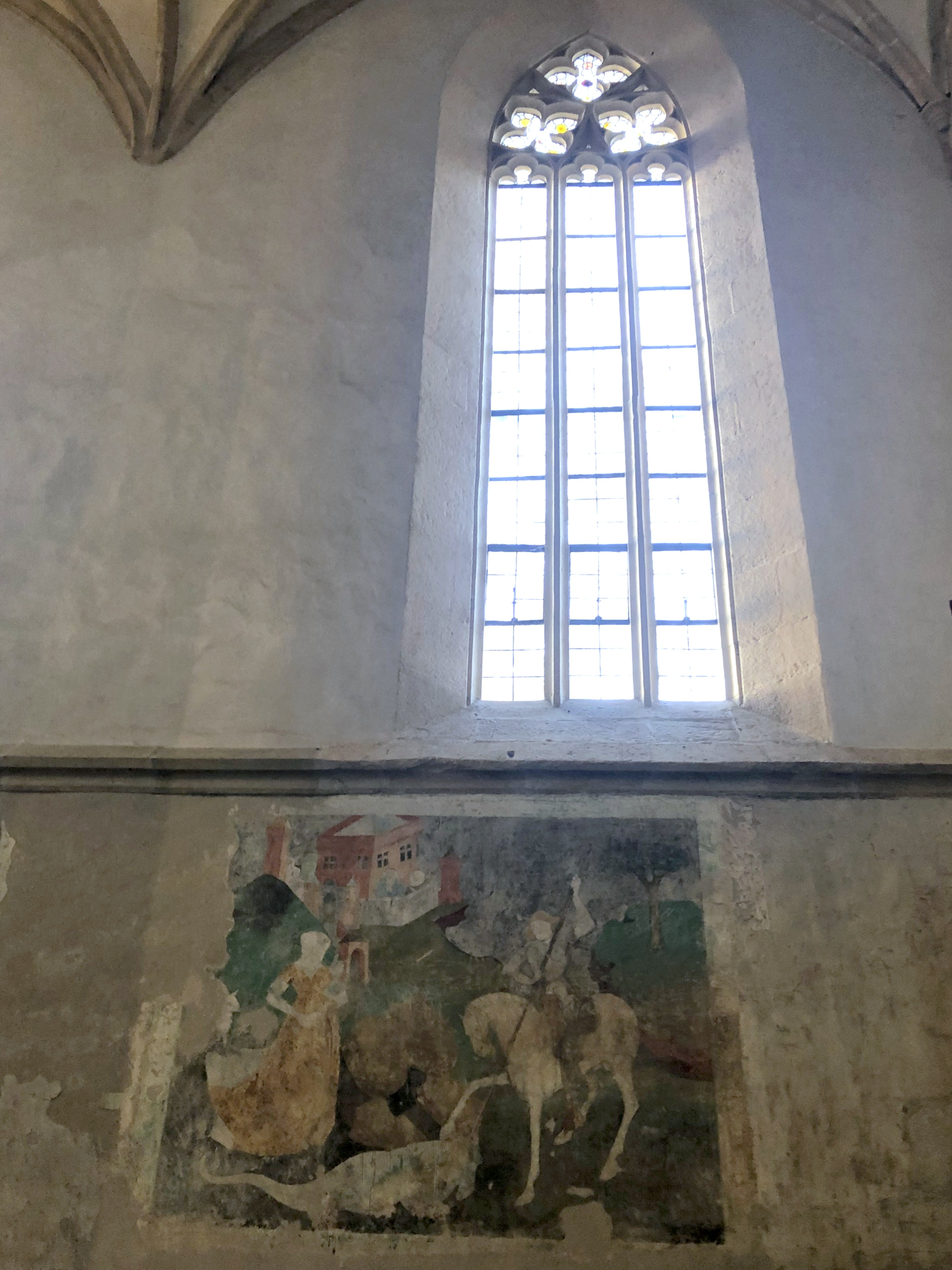
Sfântul Gheorghe în luptă cu balaurul, peretele de nord, capătul estic, autor necunoscut (sfârșit de secol XV)
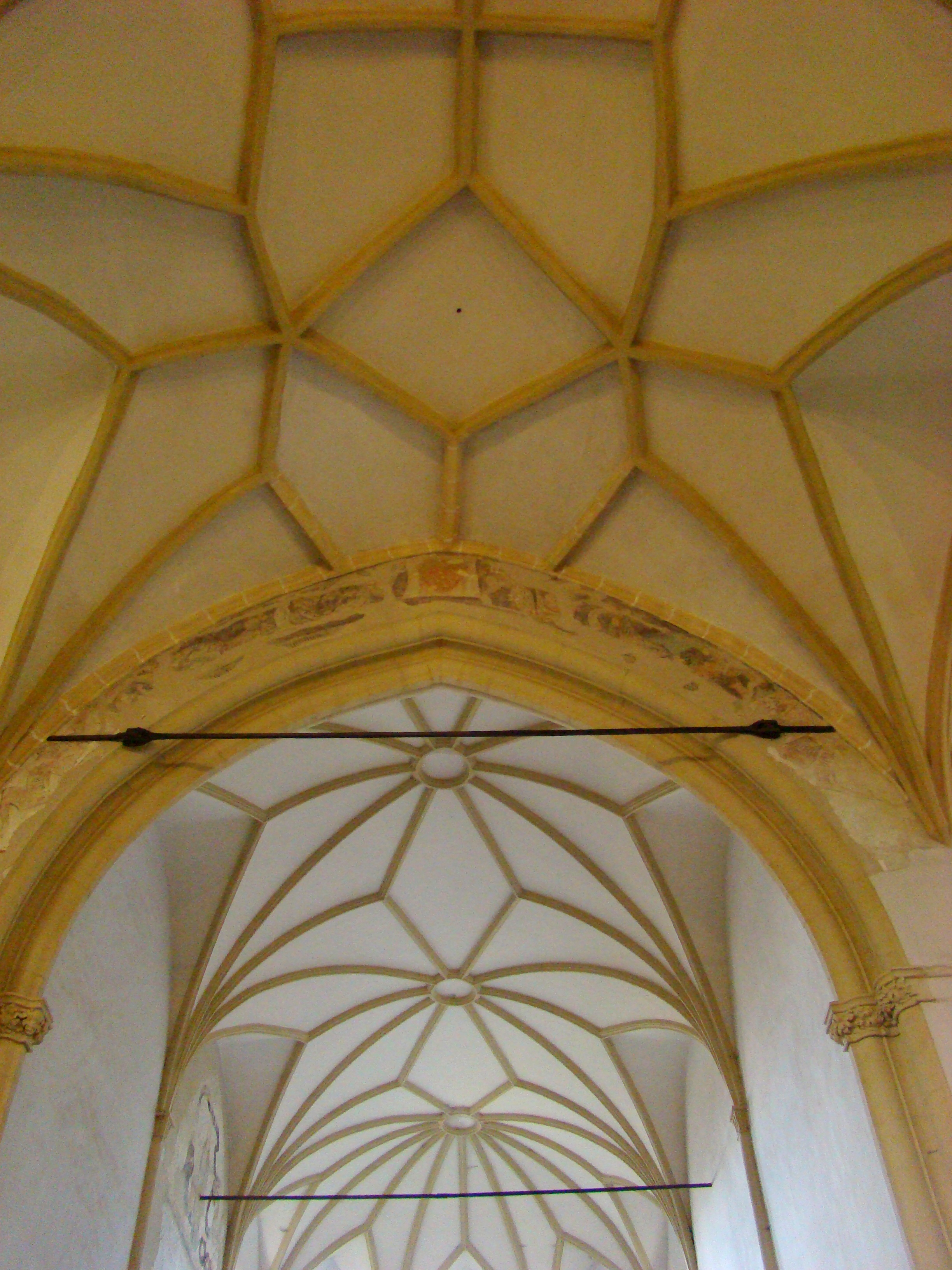
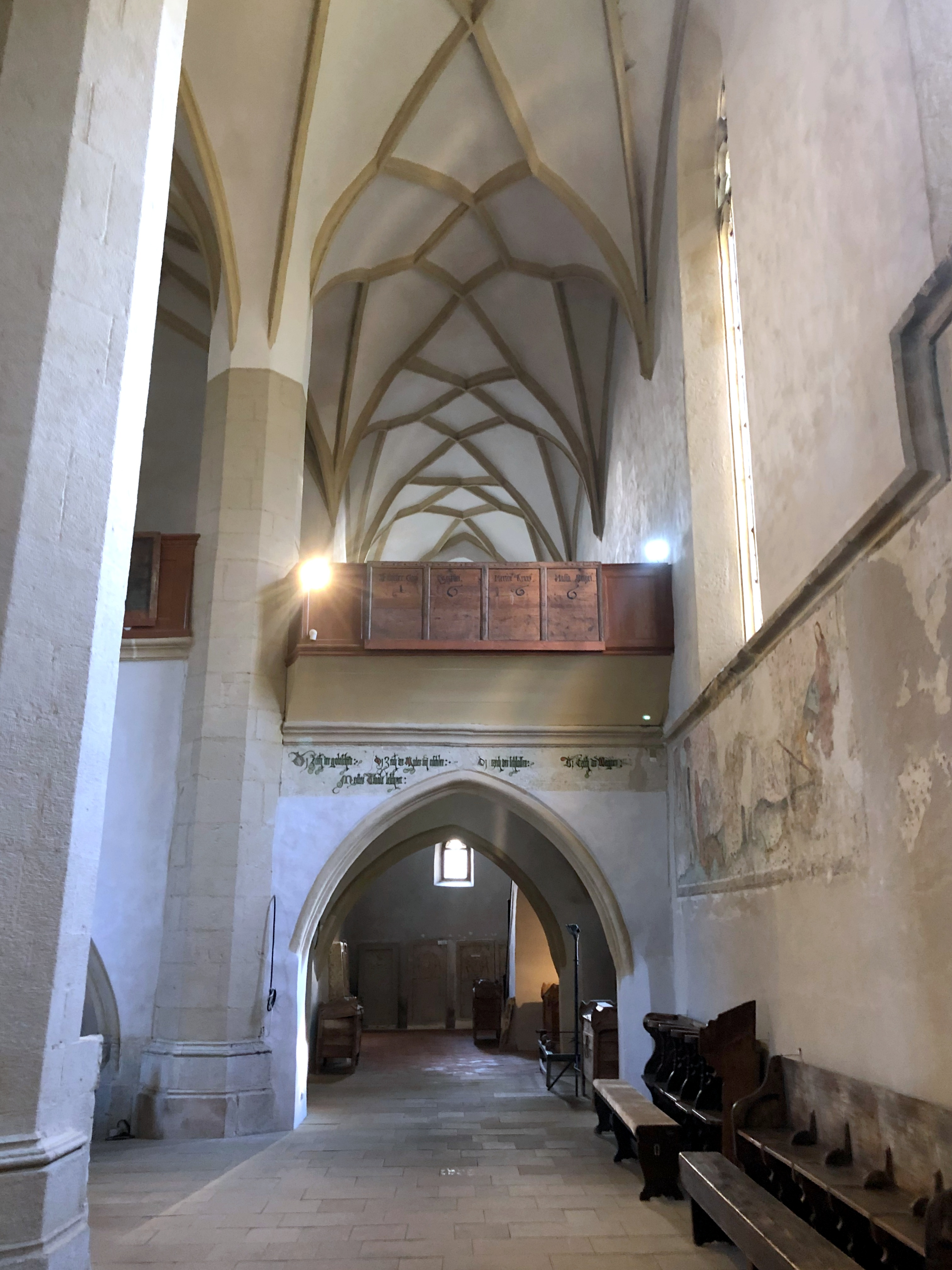
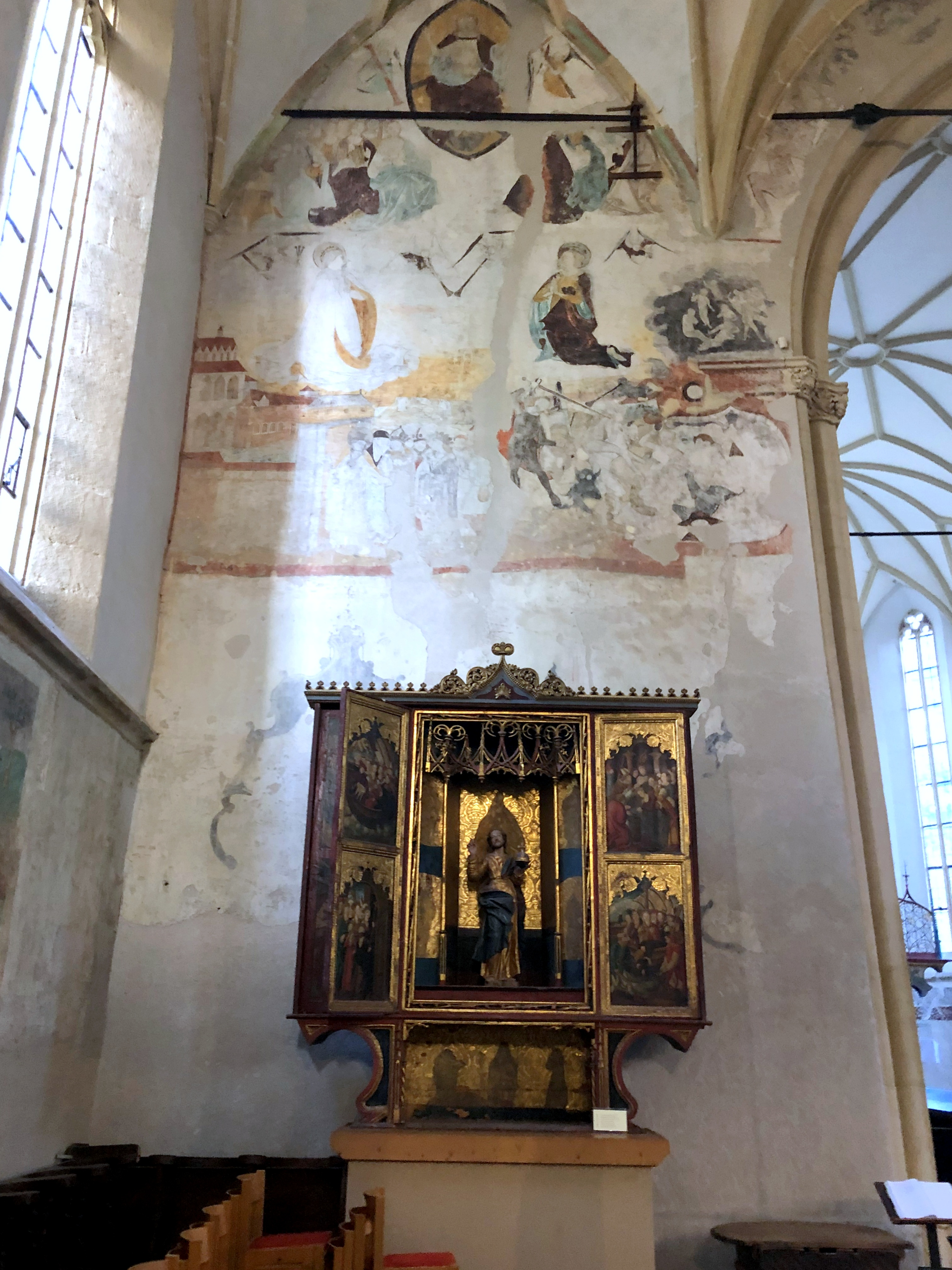
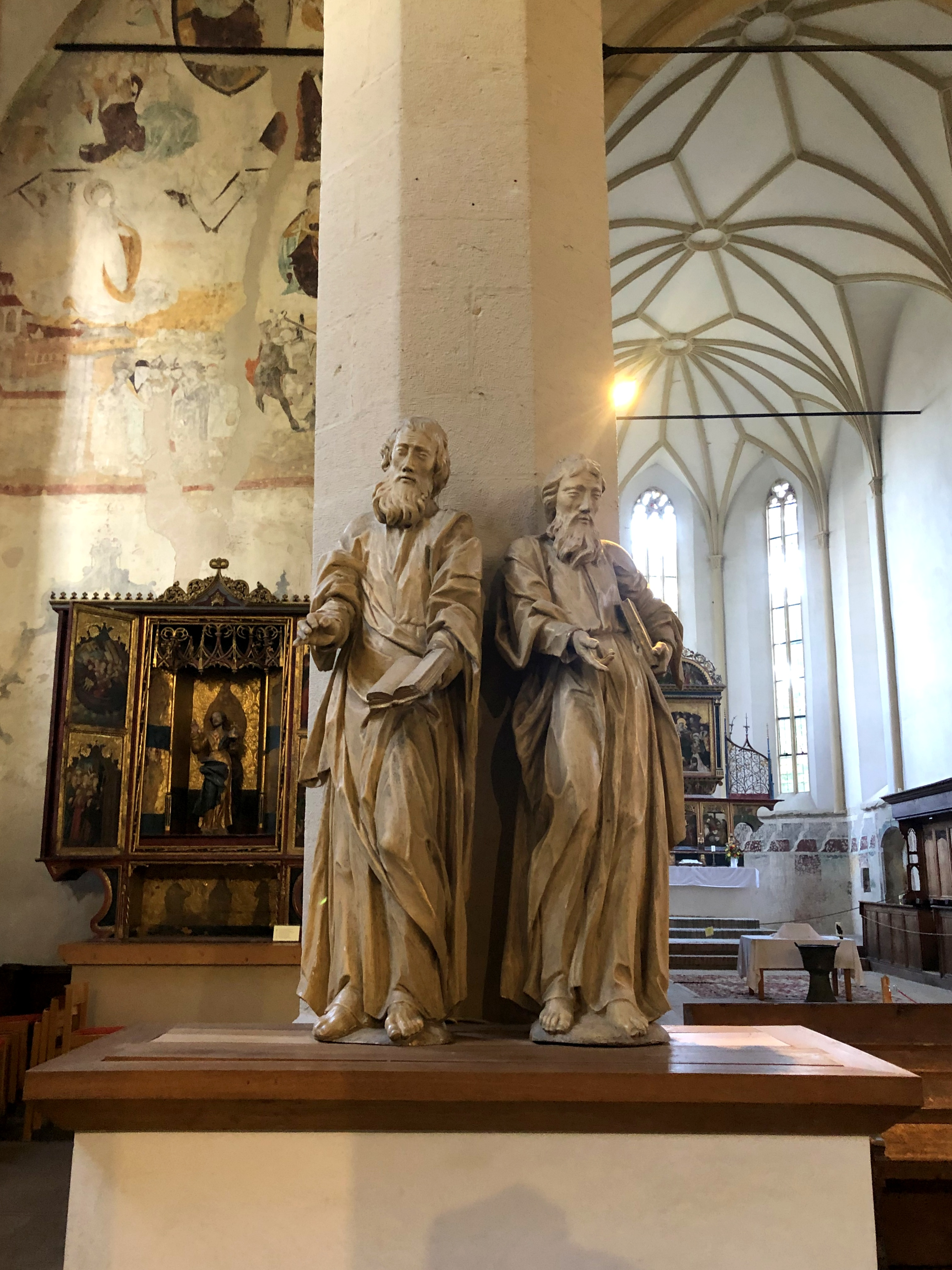
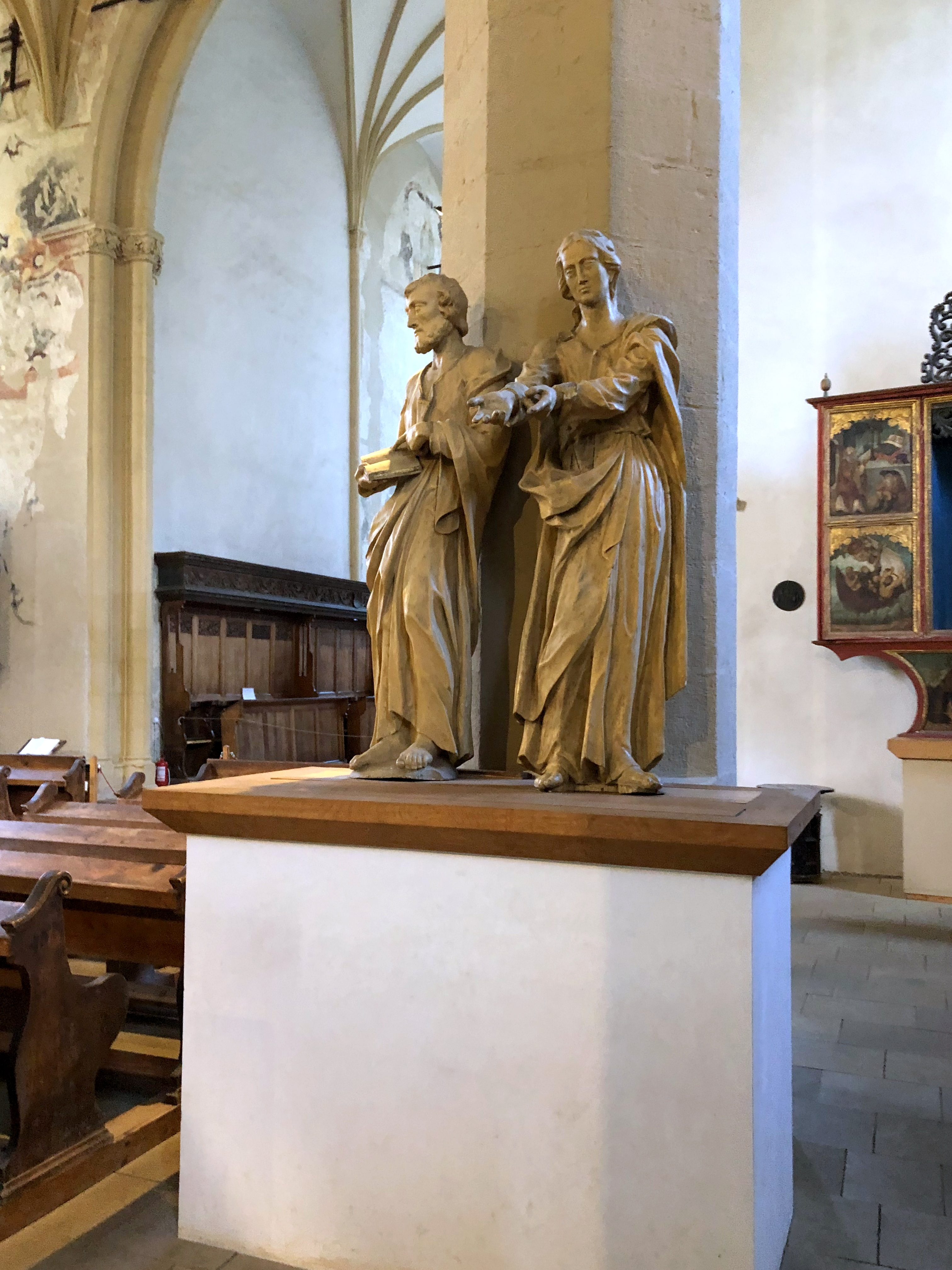
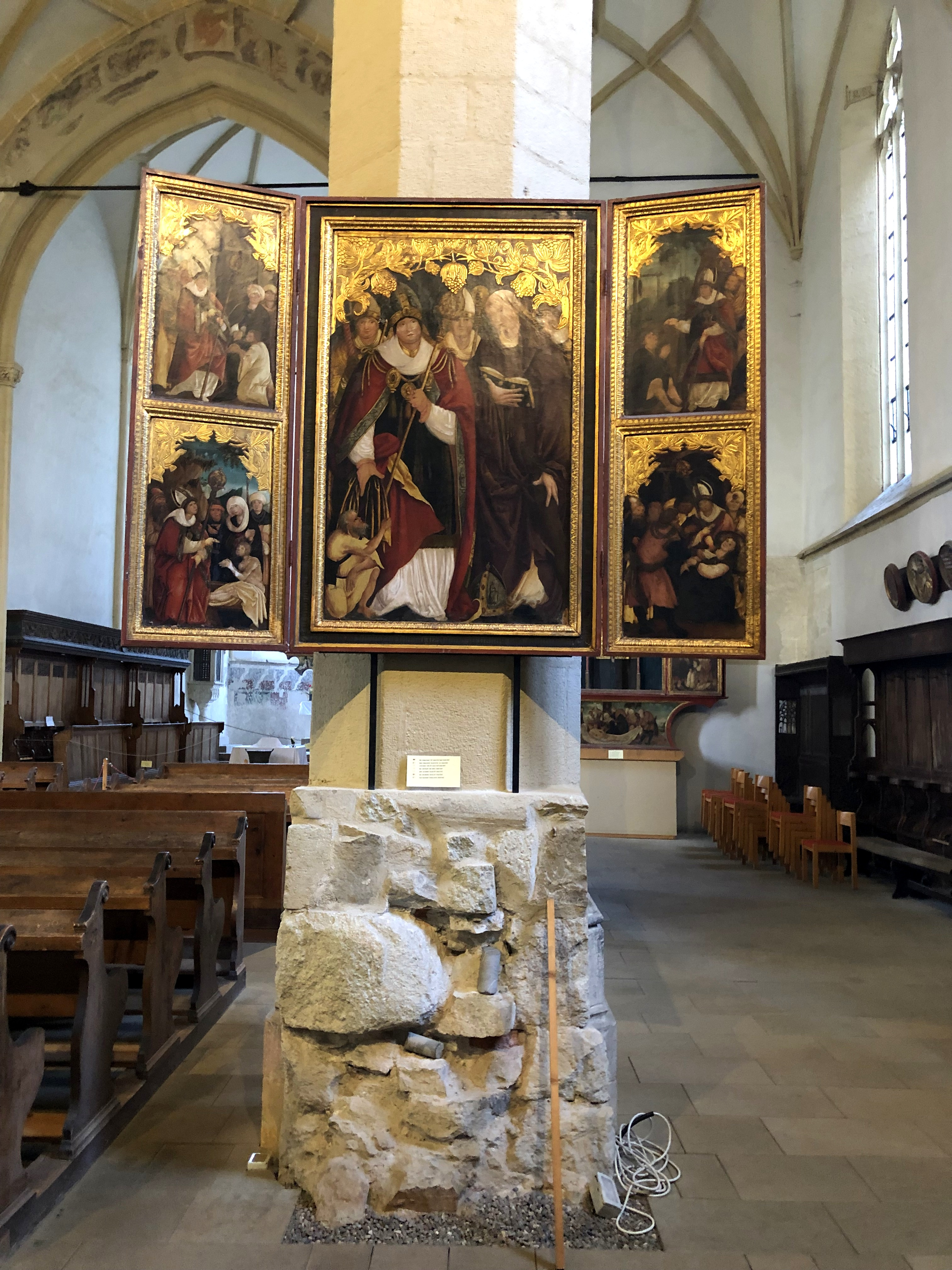
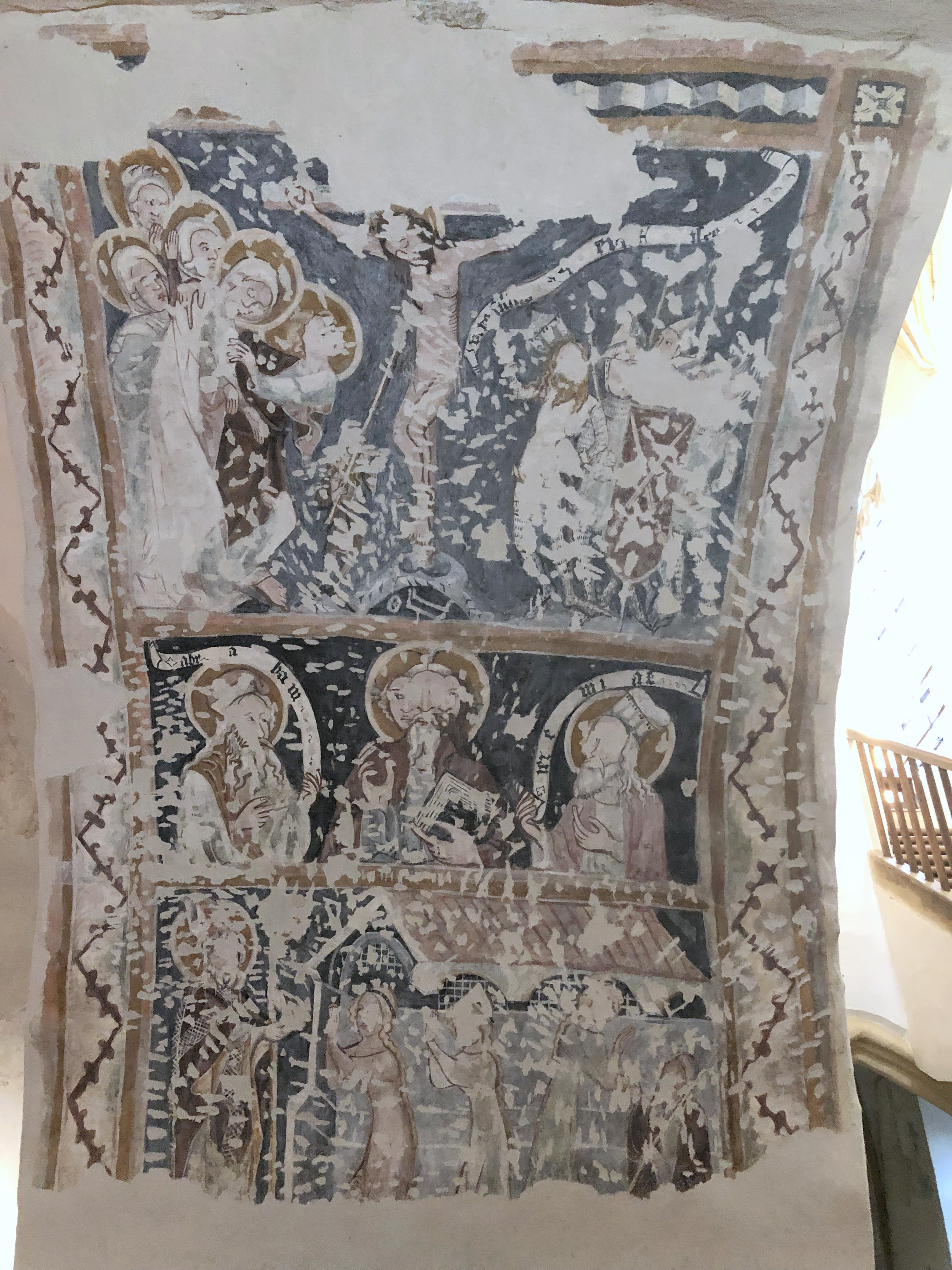
Răstignire; Sfântul Nicolae, autor necunoscut (sfârșitul secolului XIV)
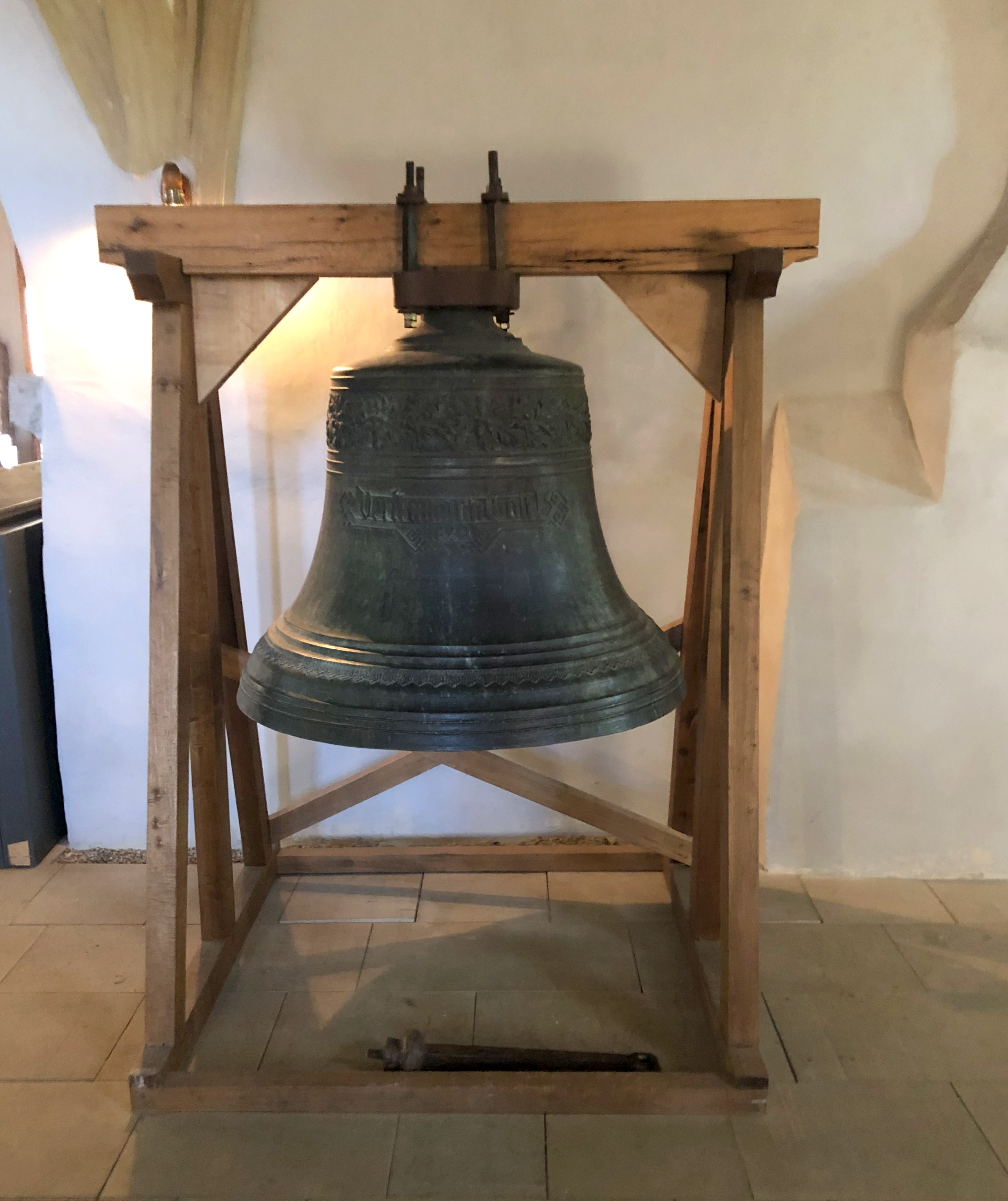
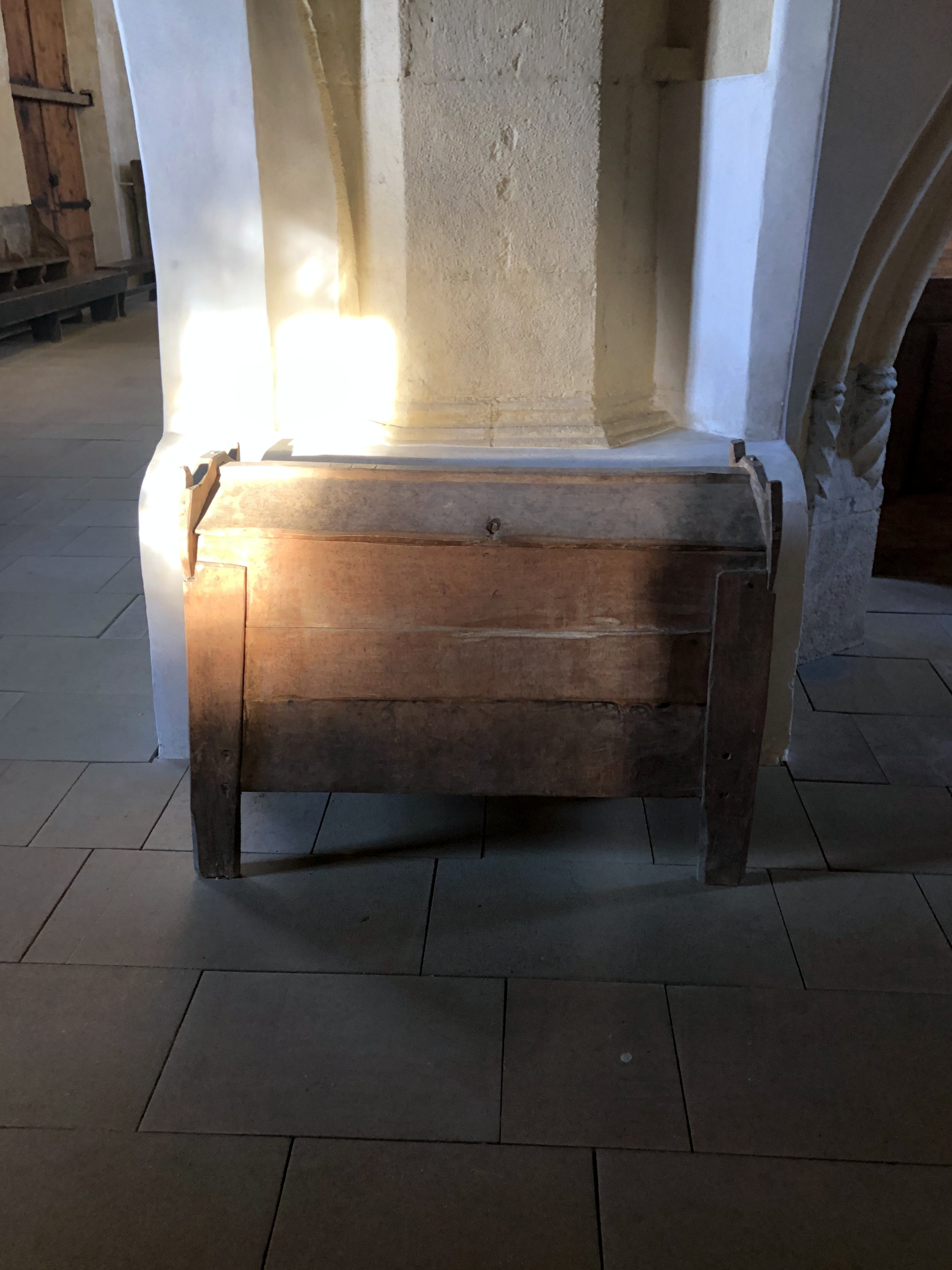
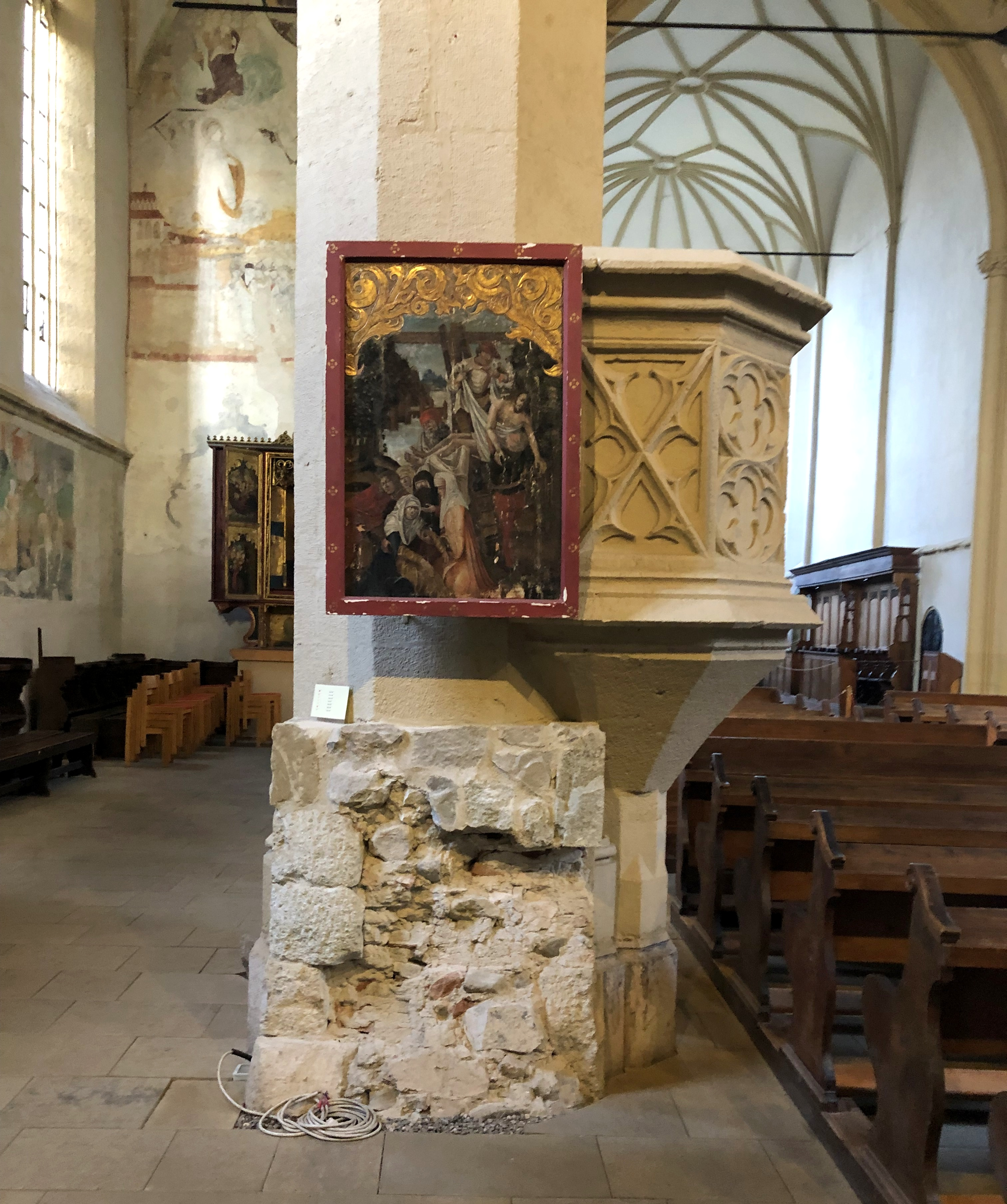
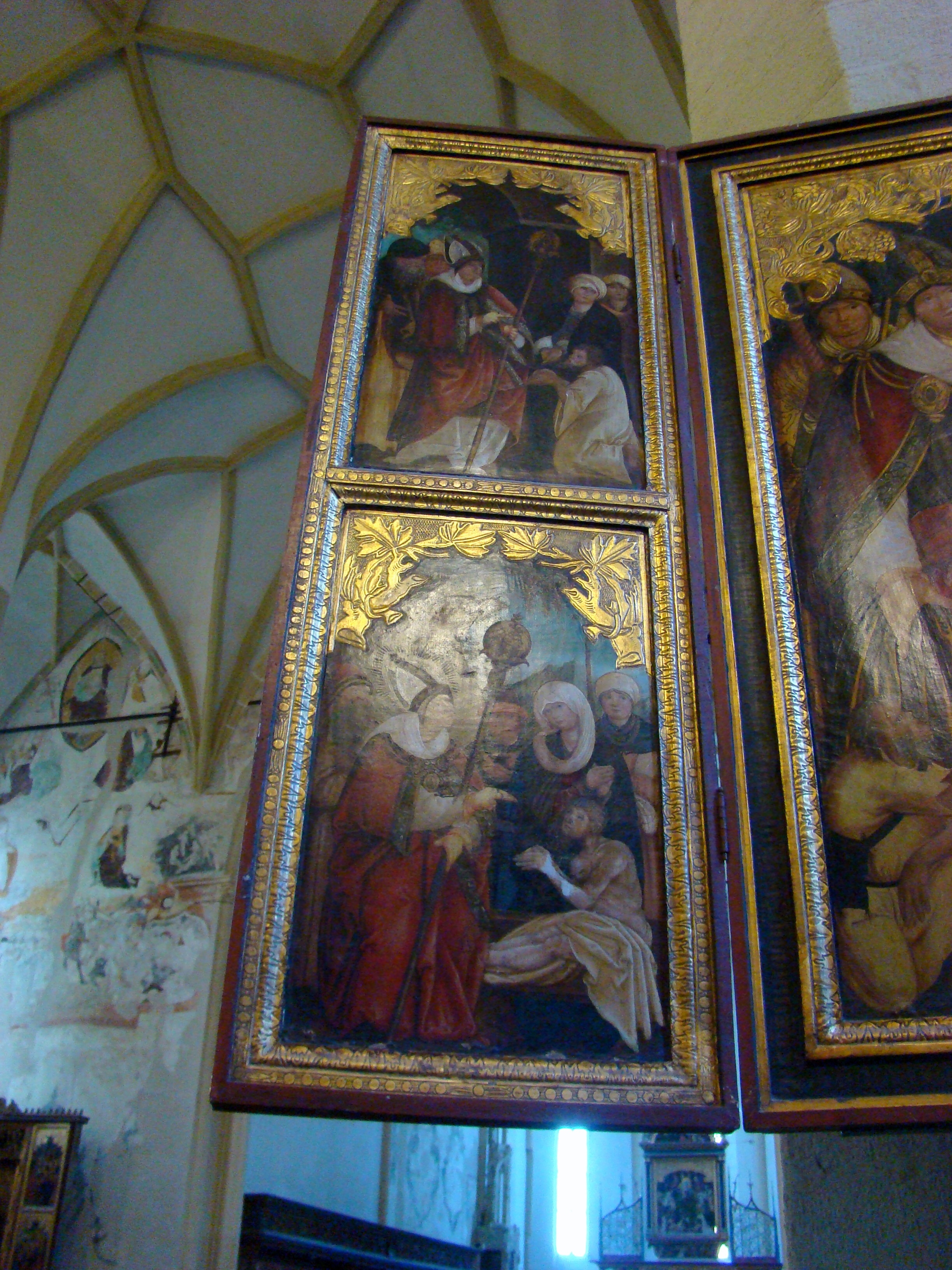
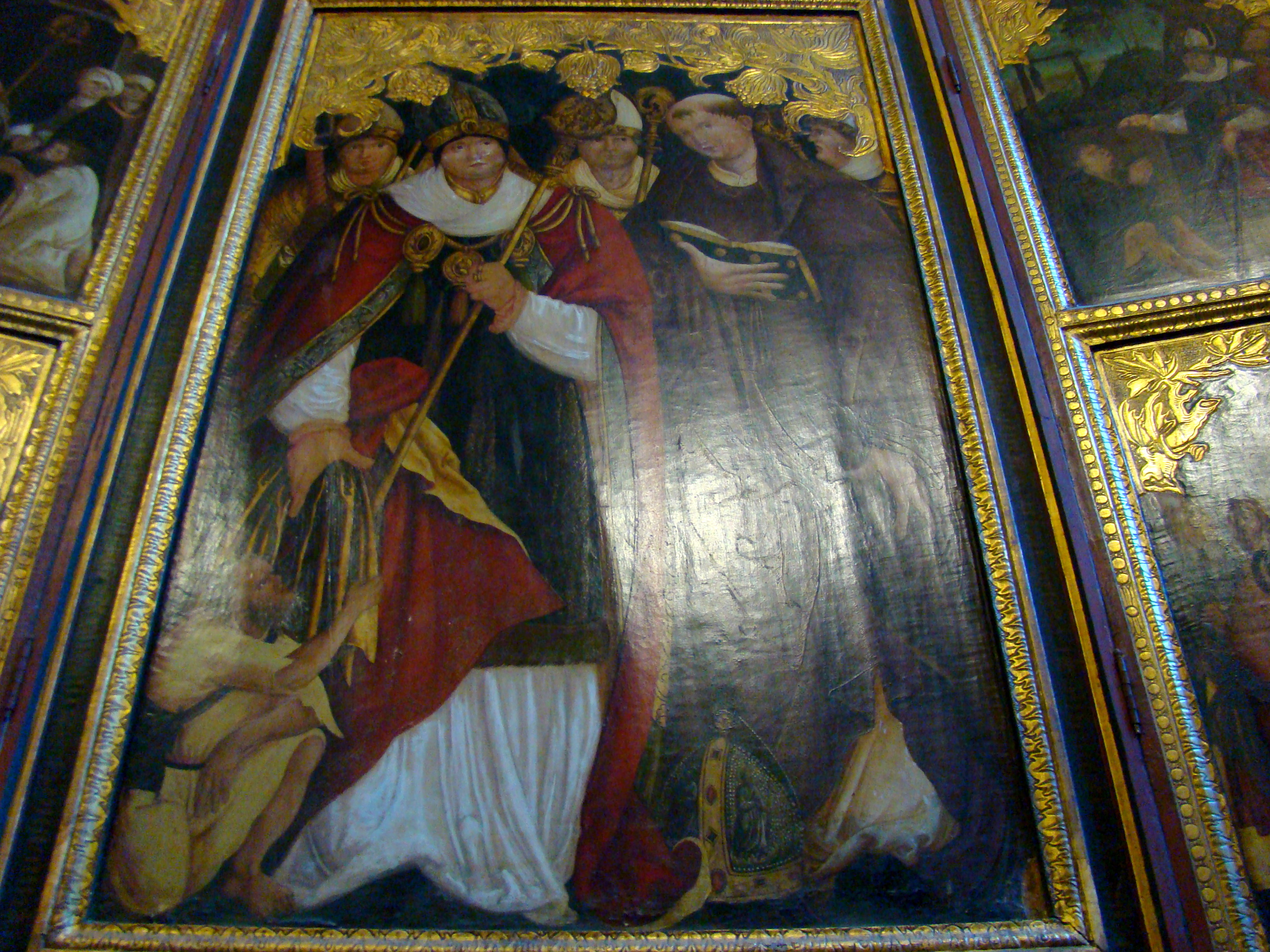
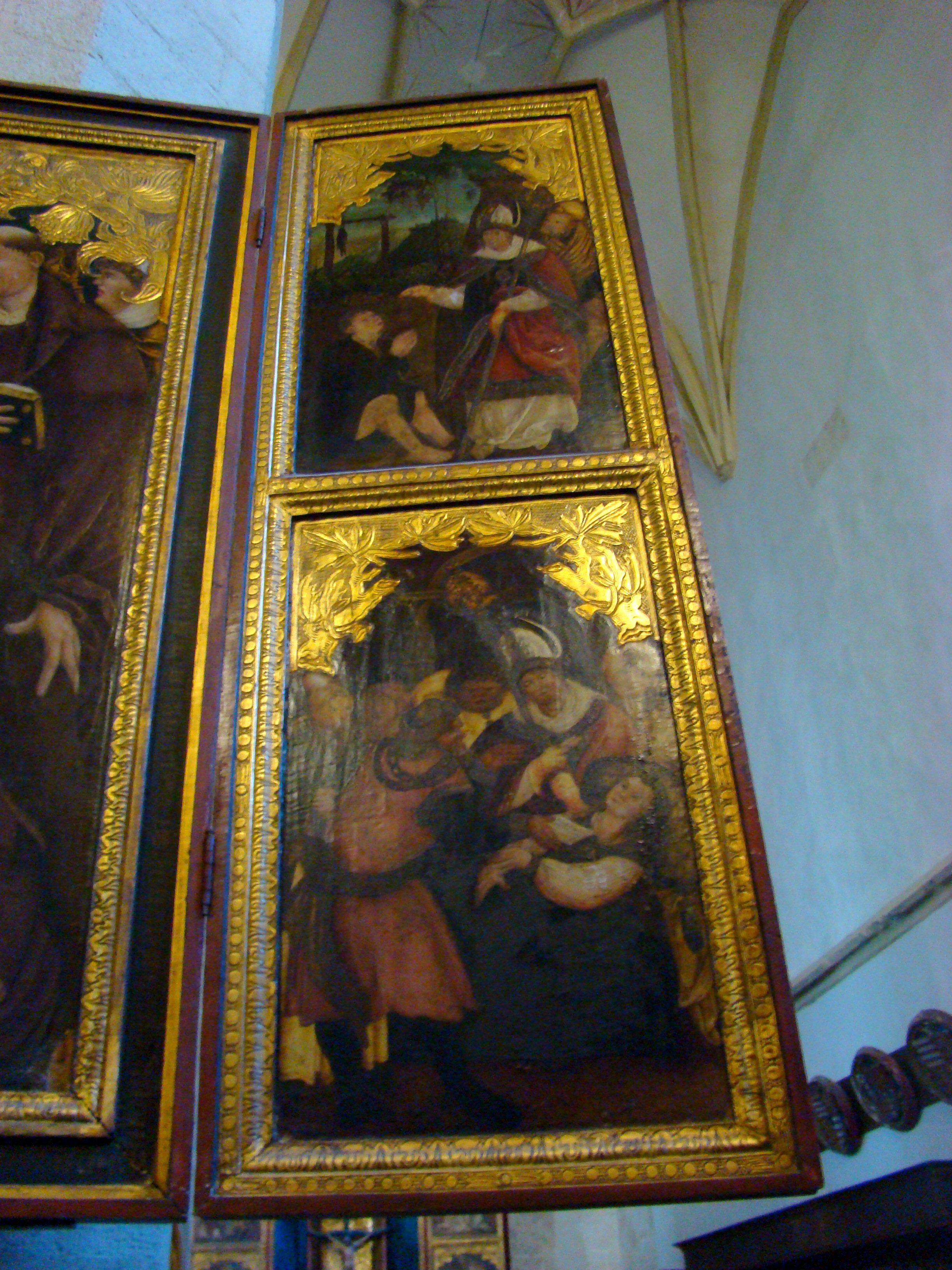
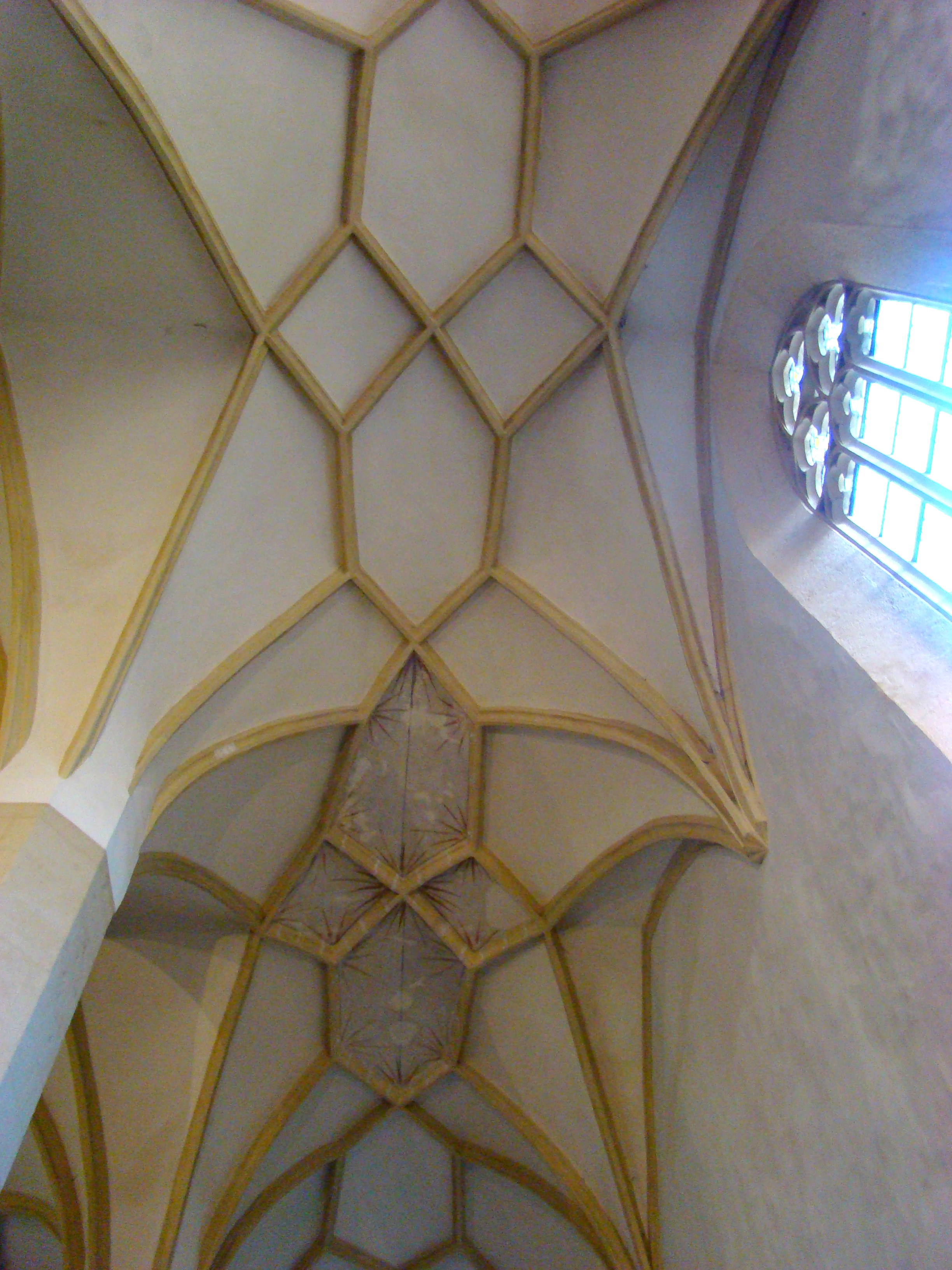
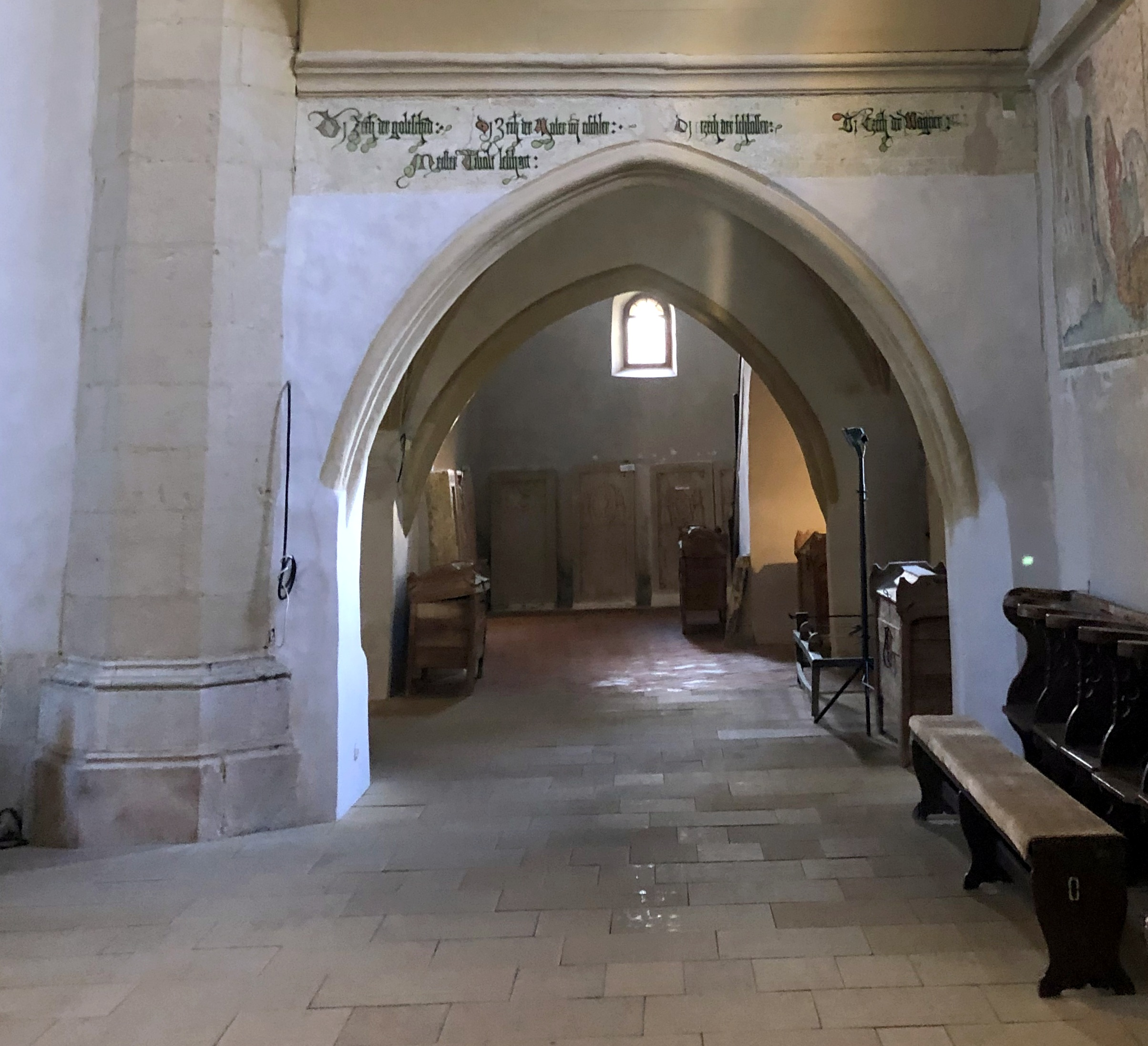
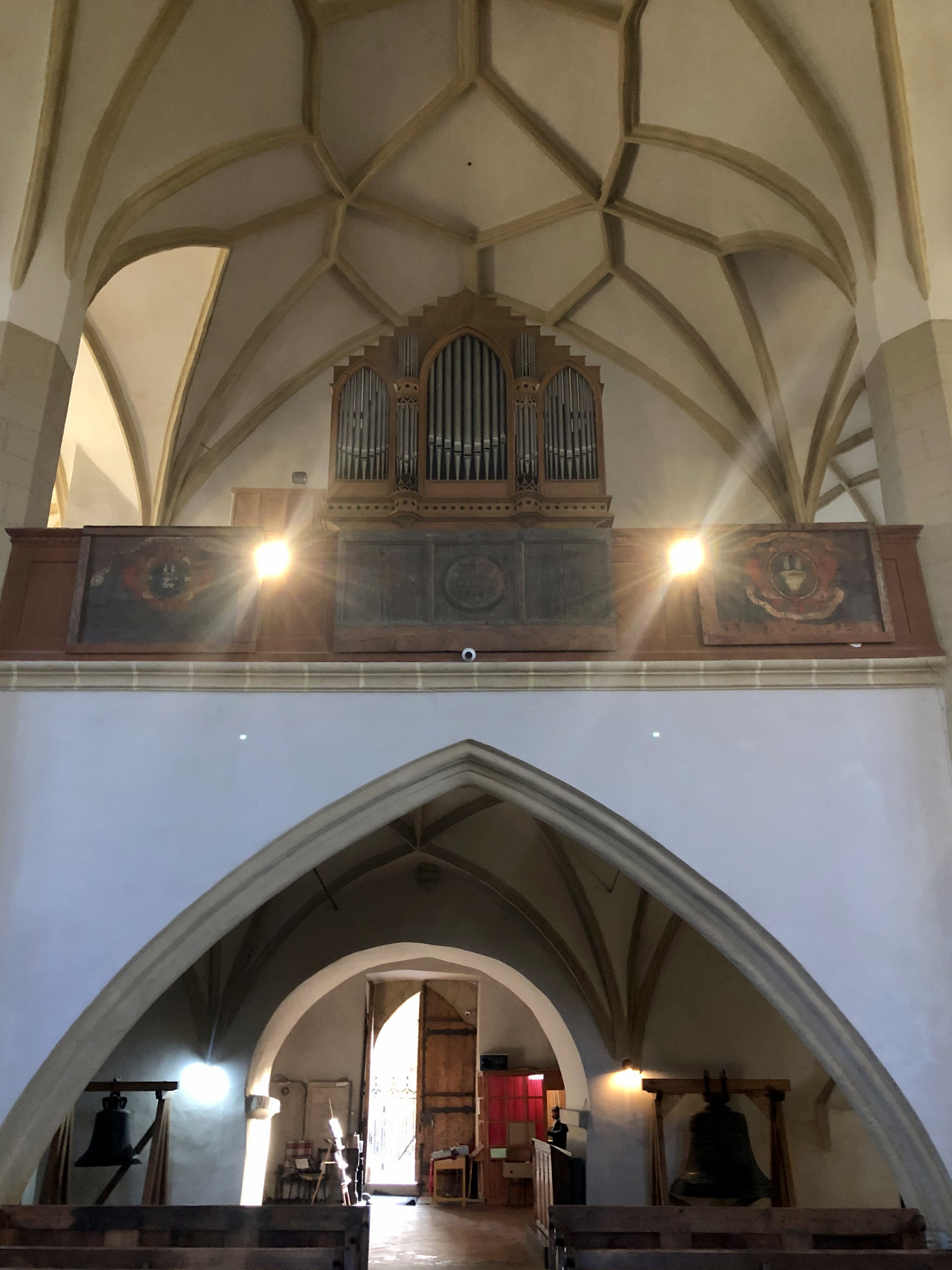
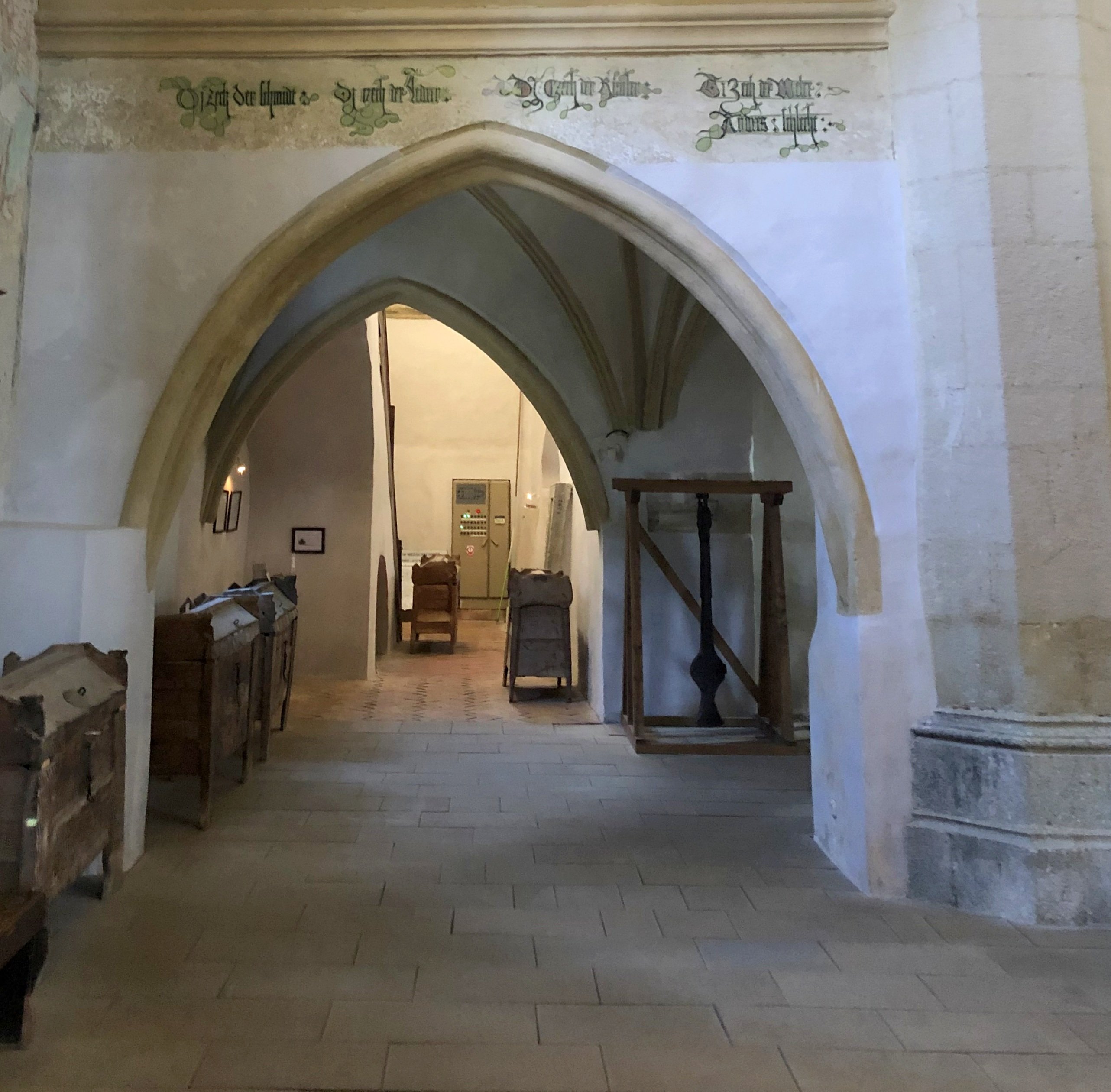
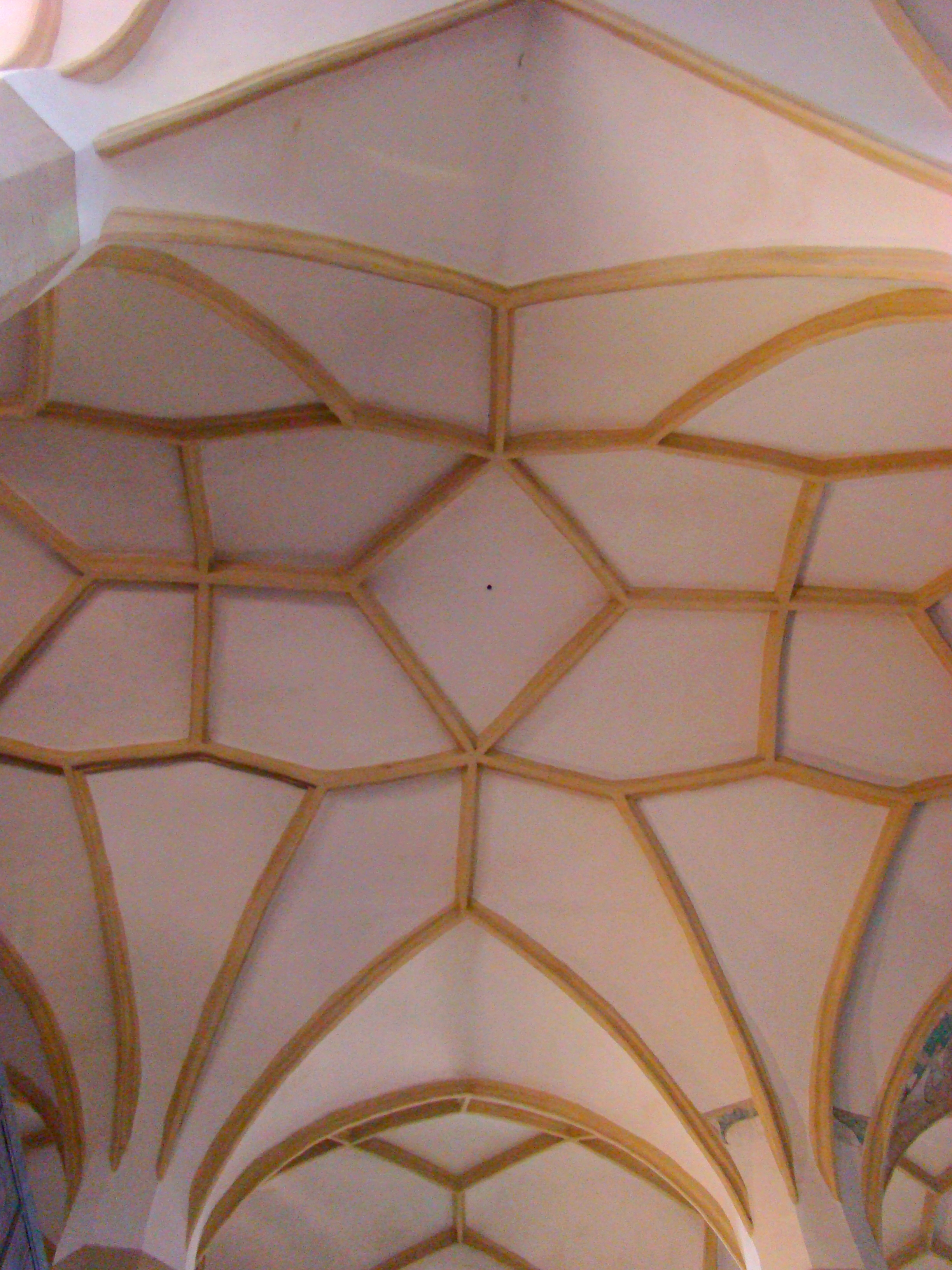
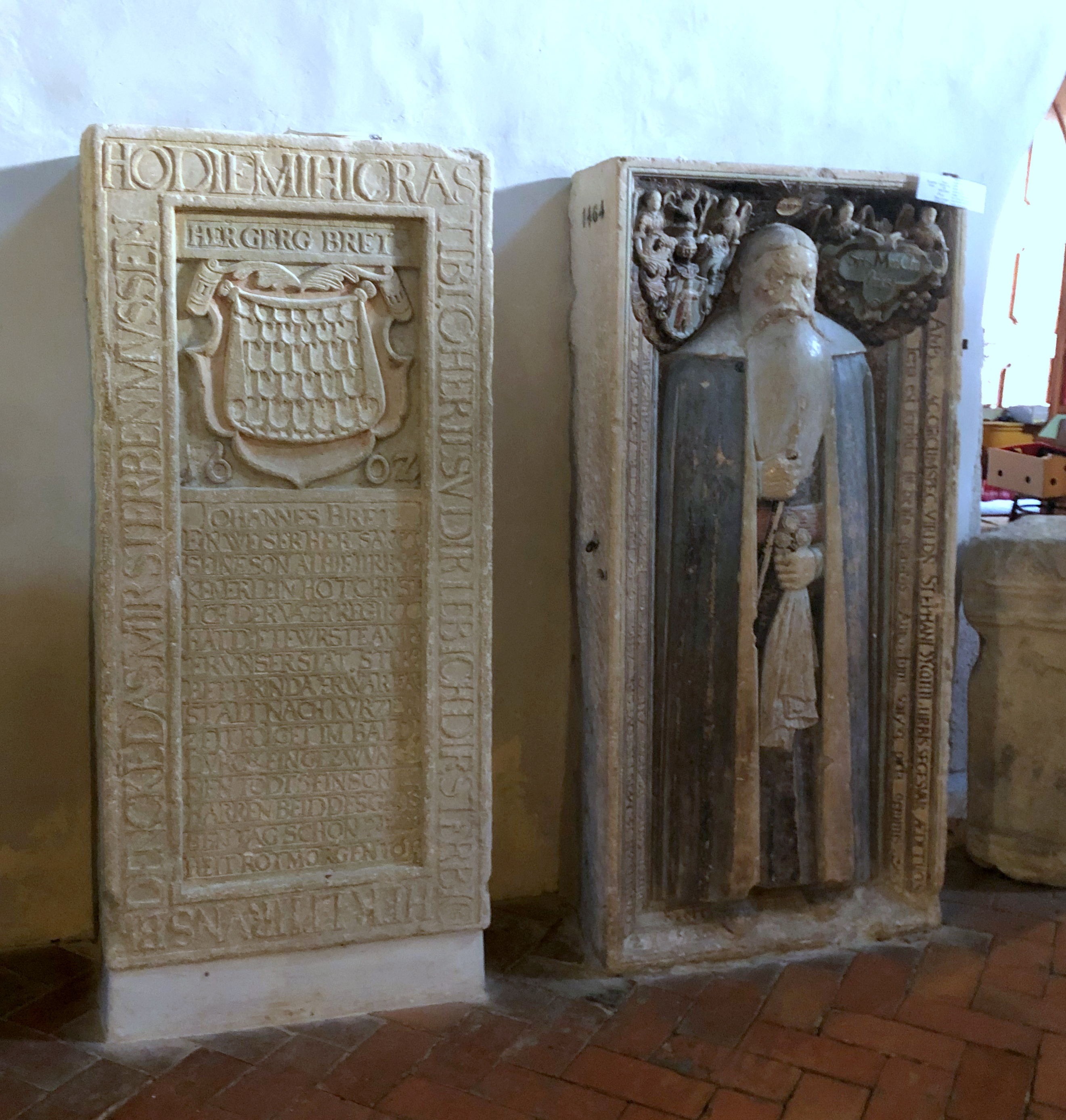
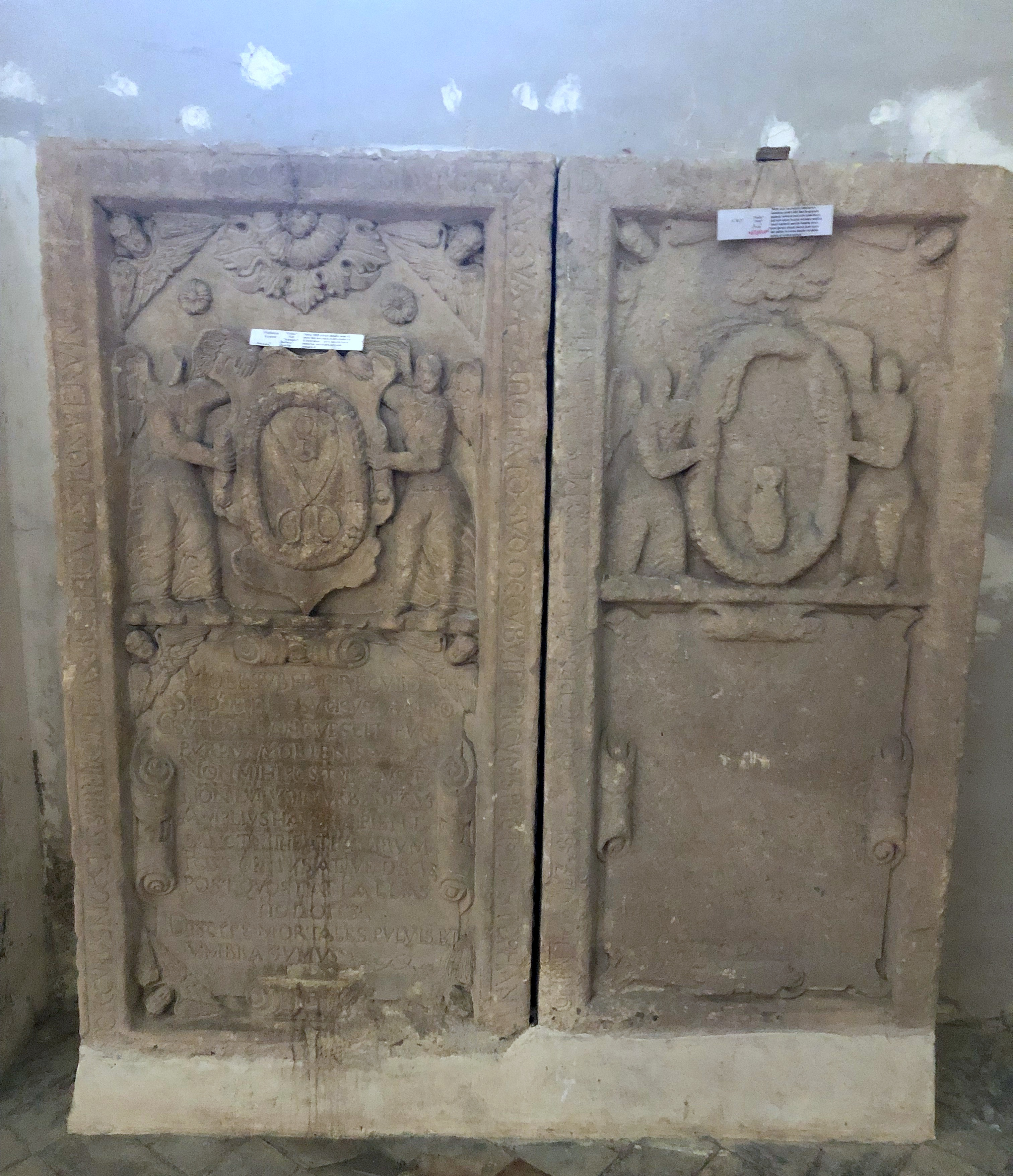
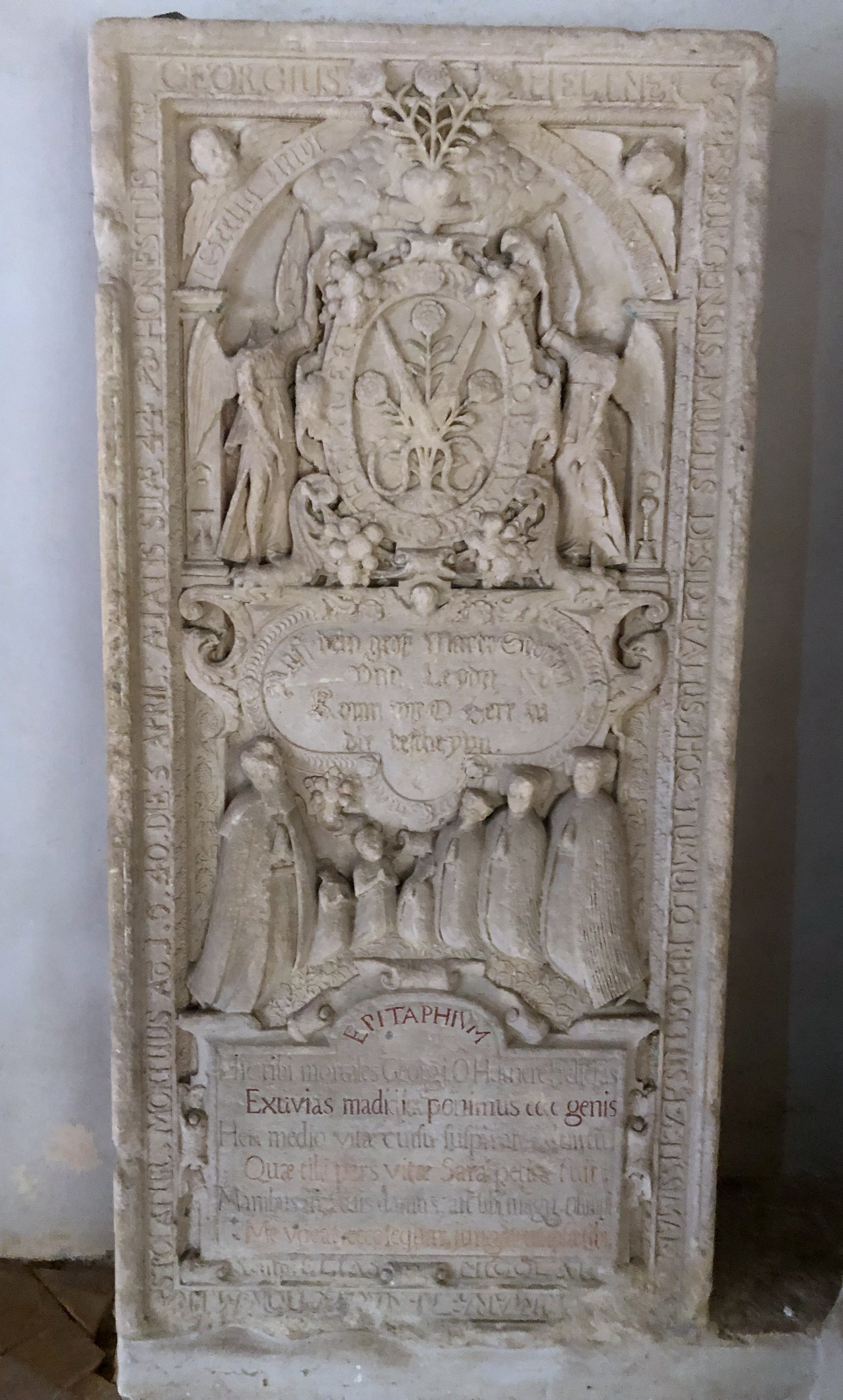
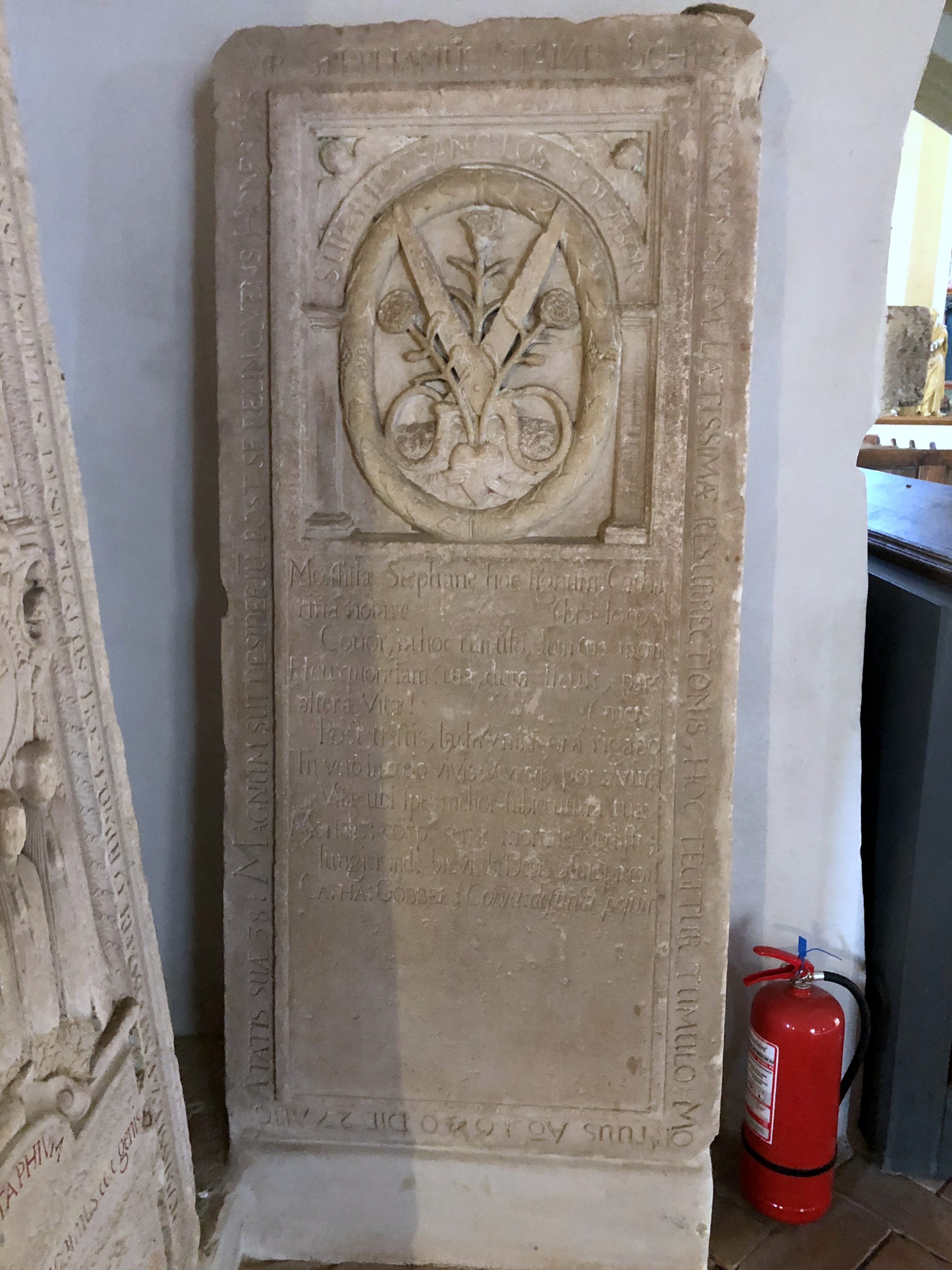
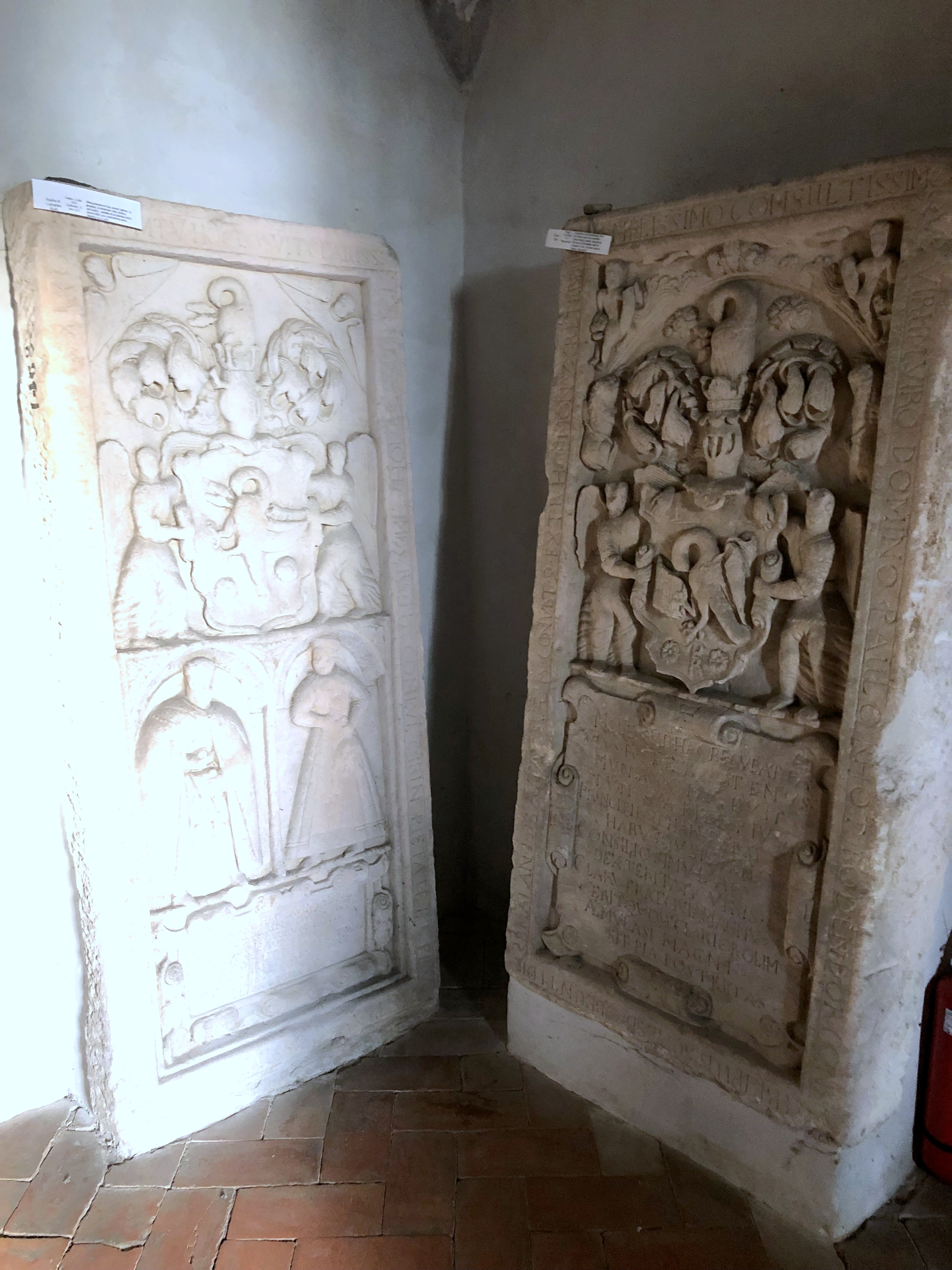
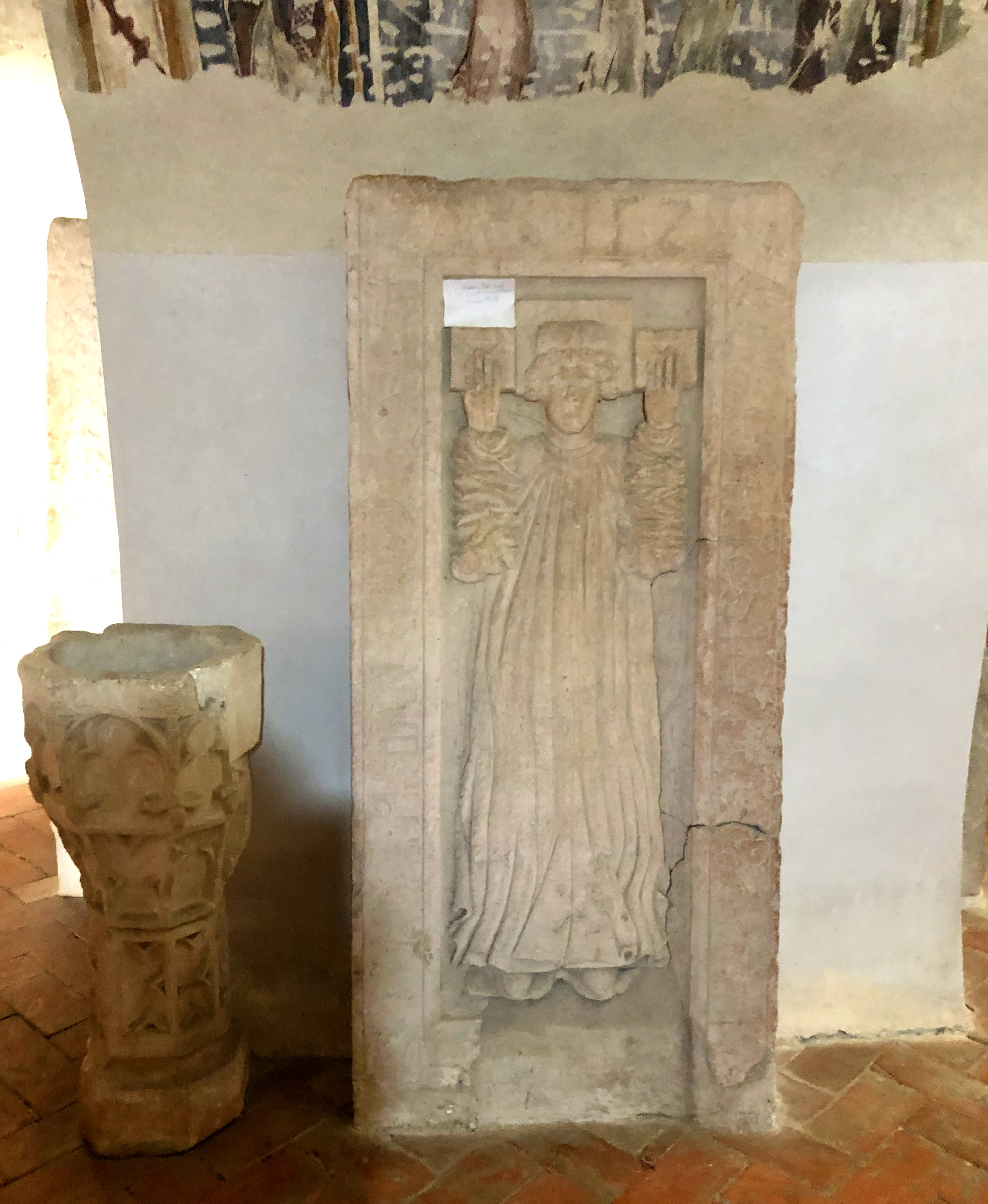
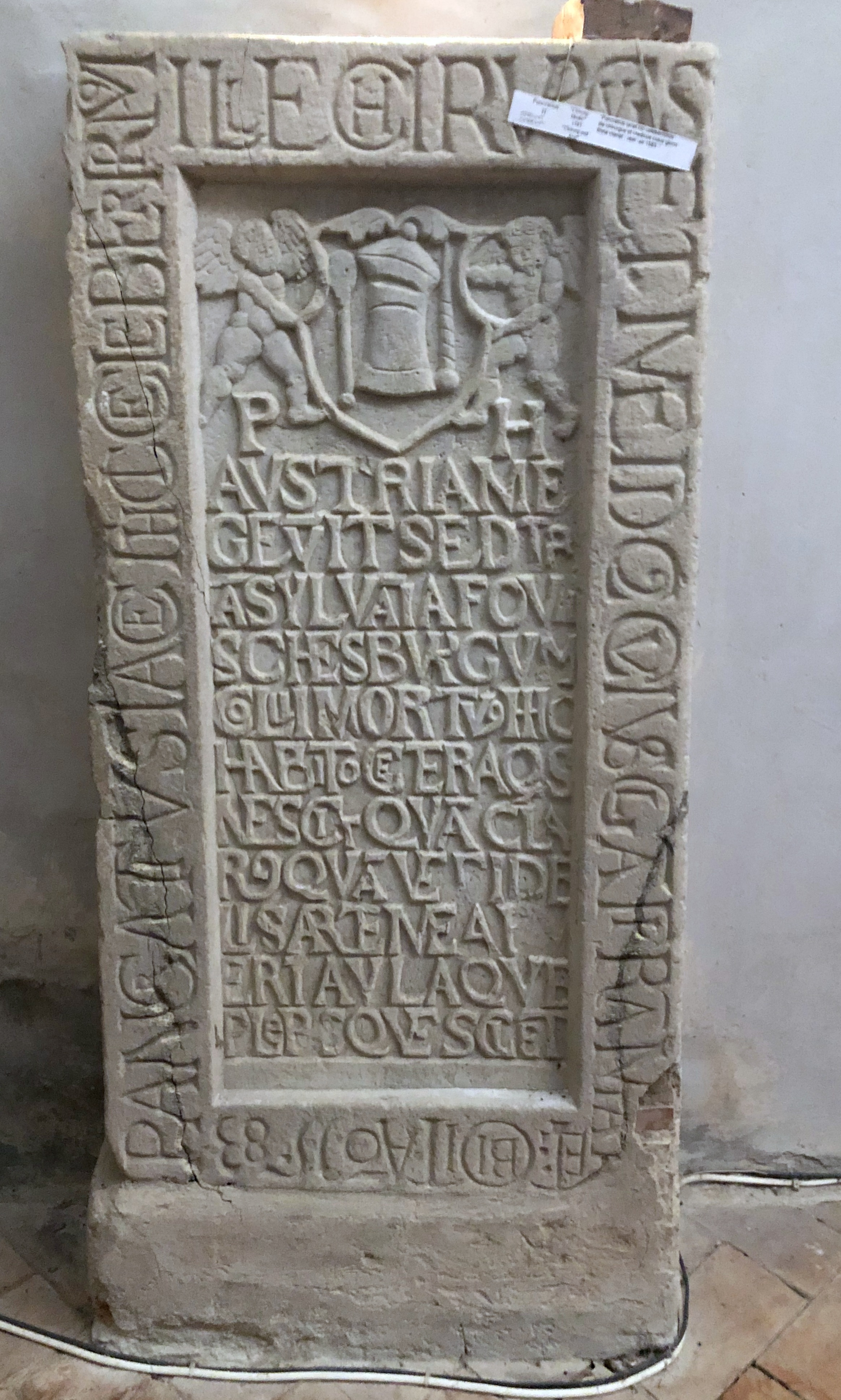
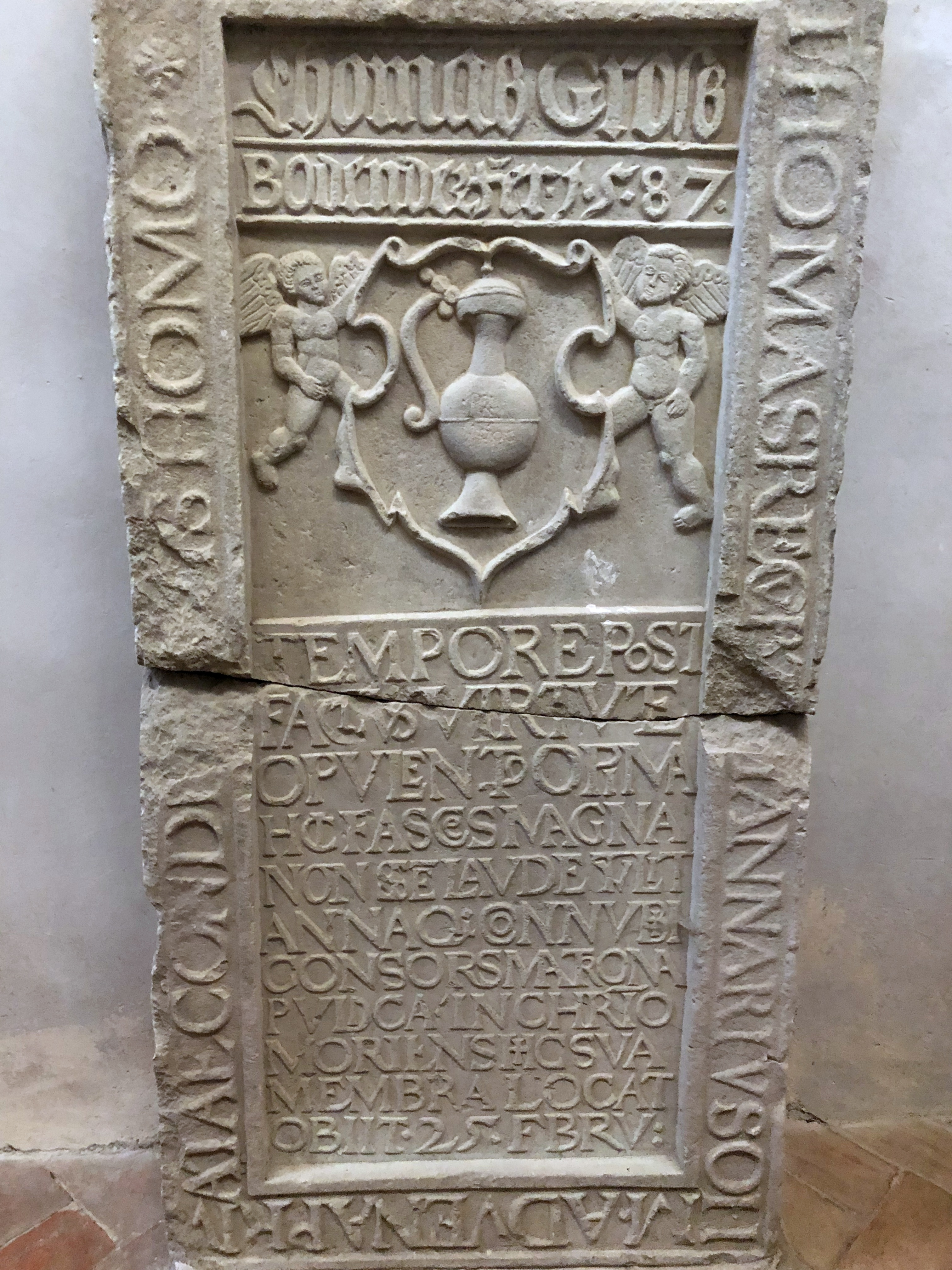
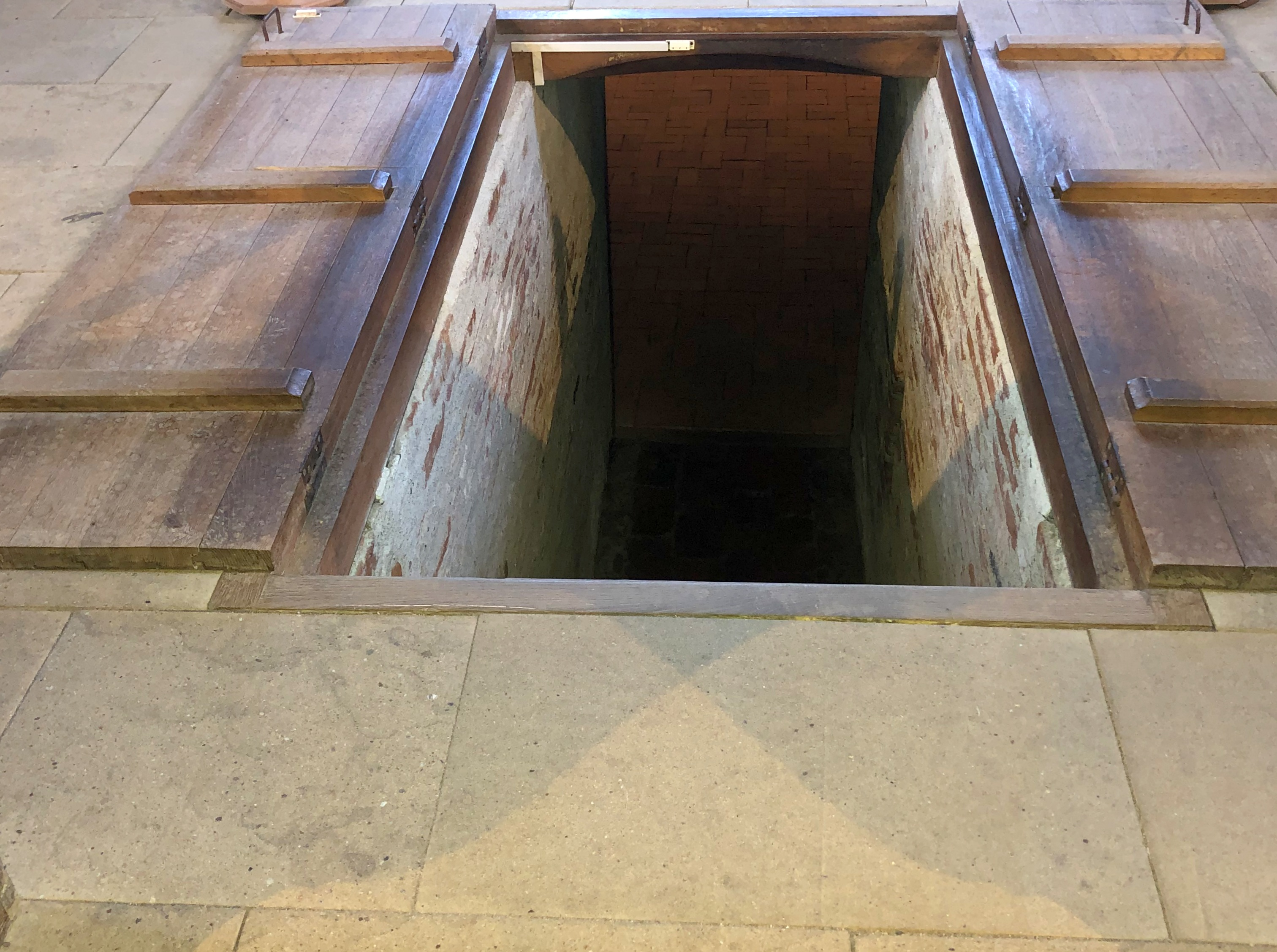
Intrarea în cripta de sub biserică cu morminte din secolele XVI-XVIII
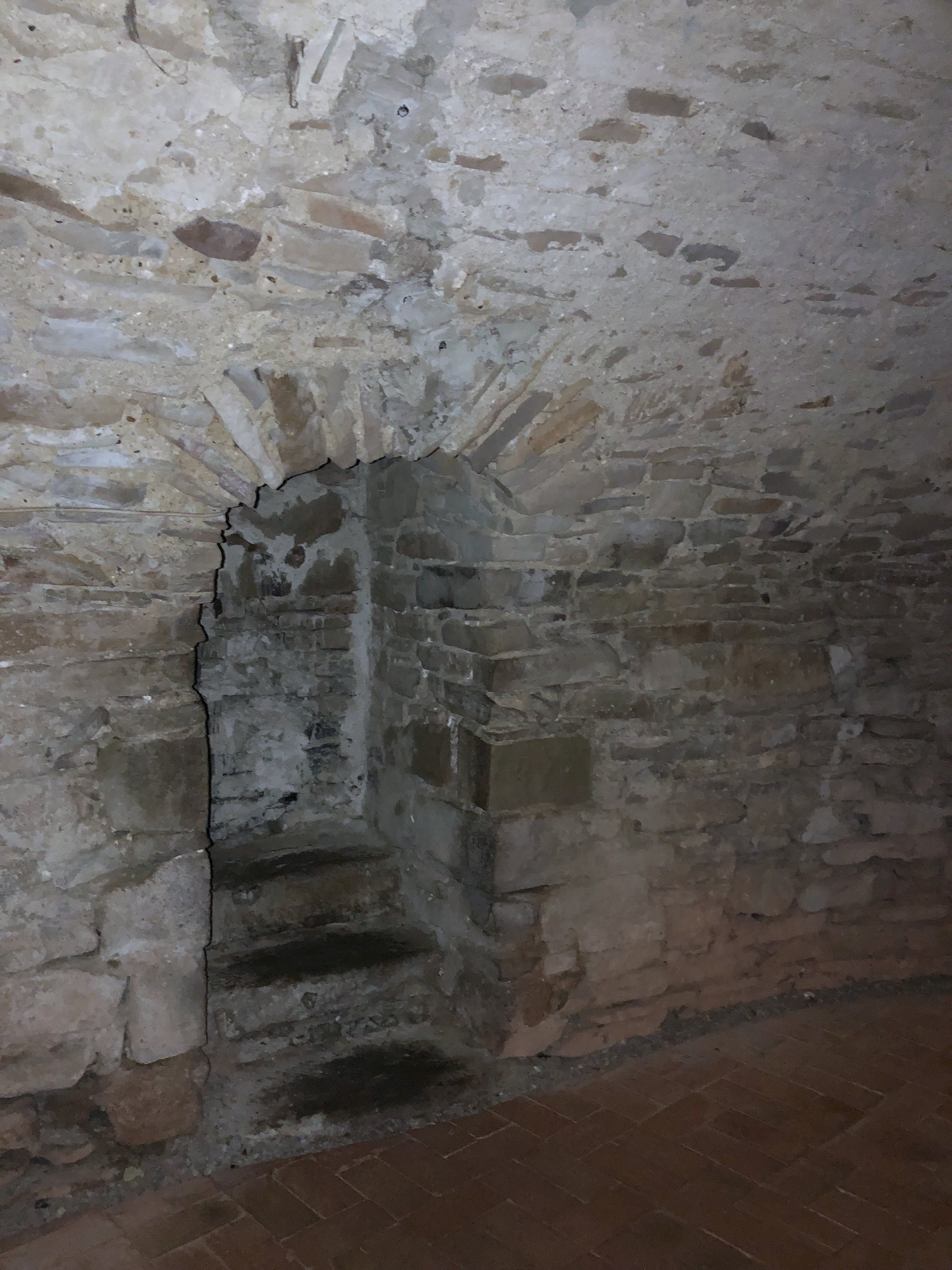
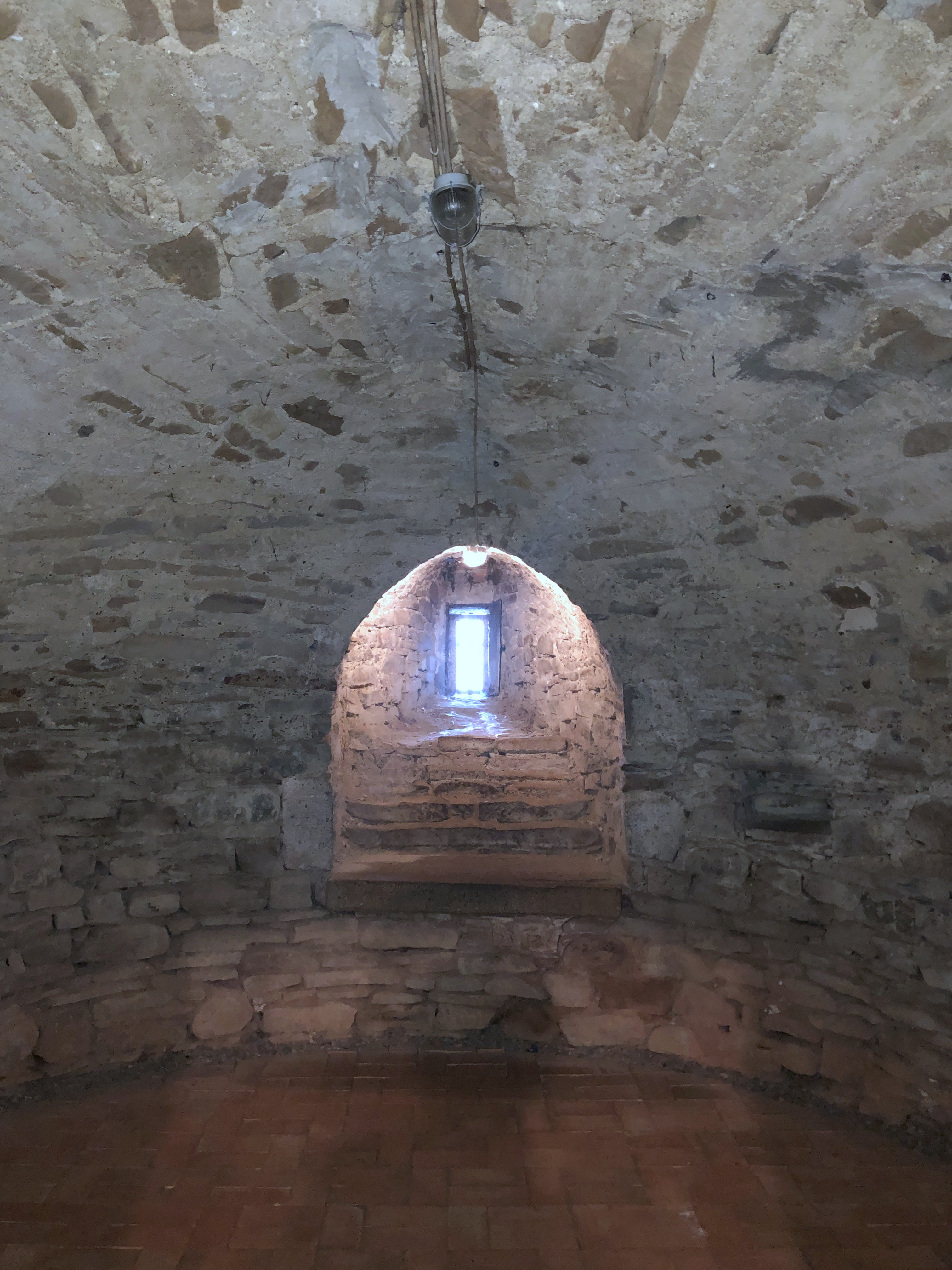
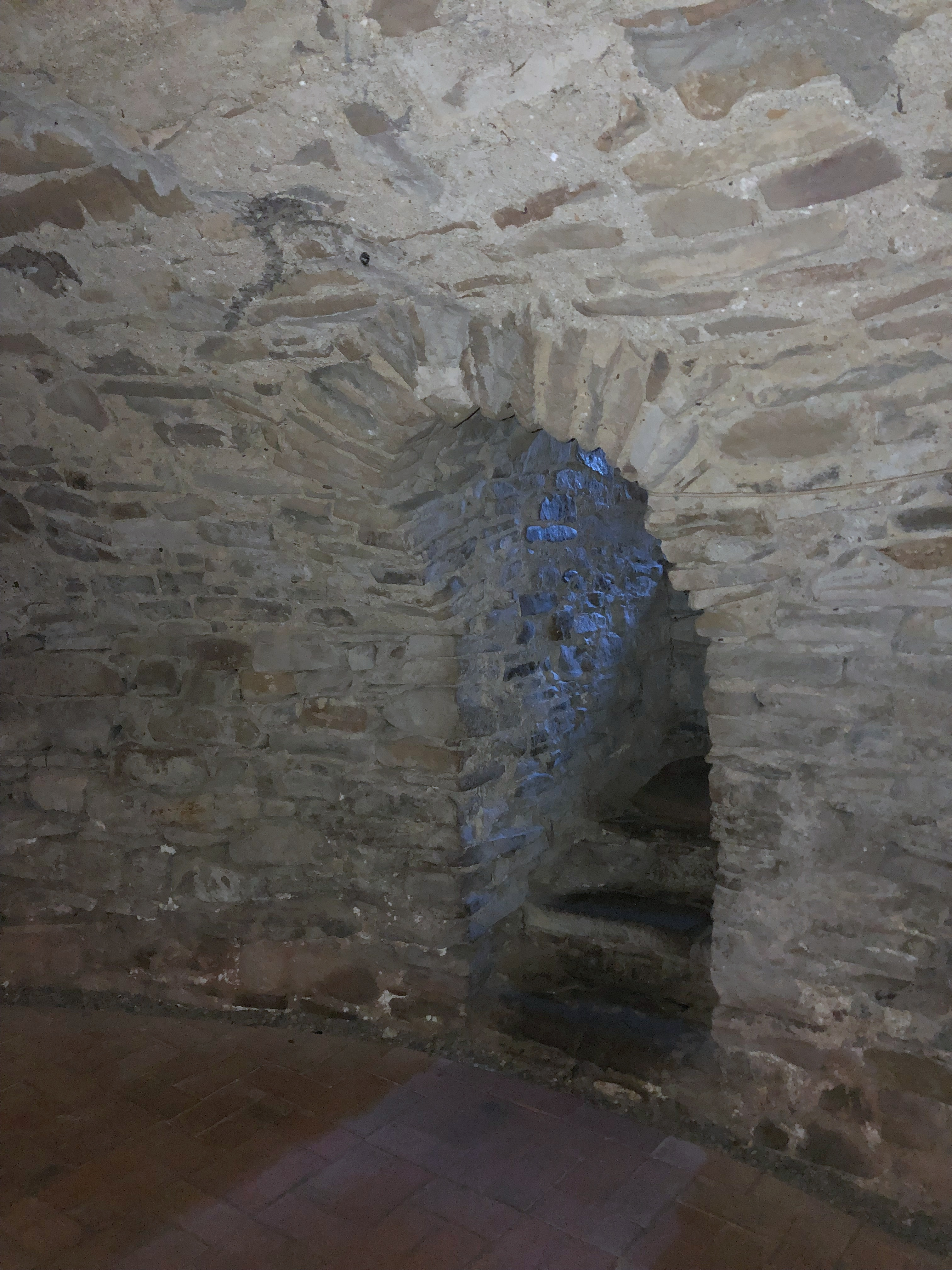
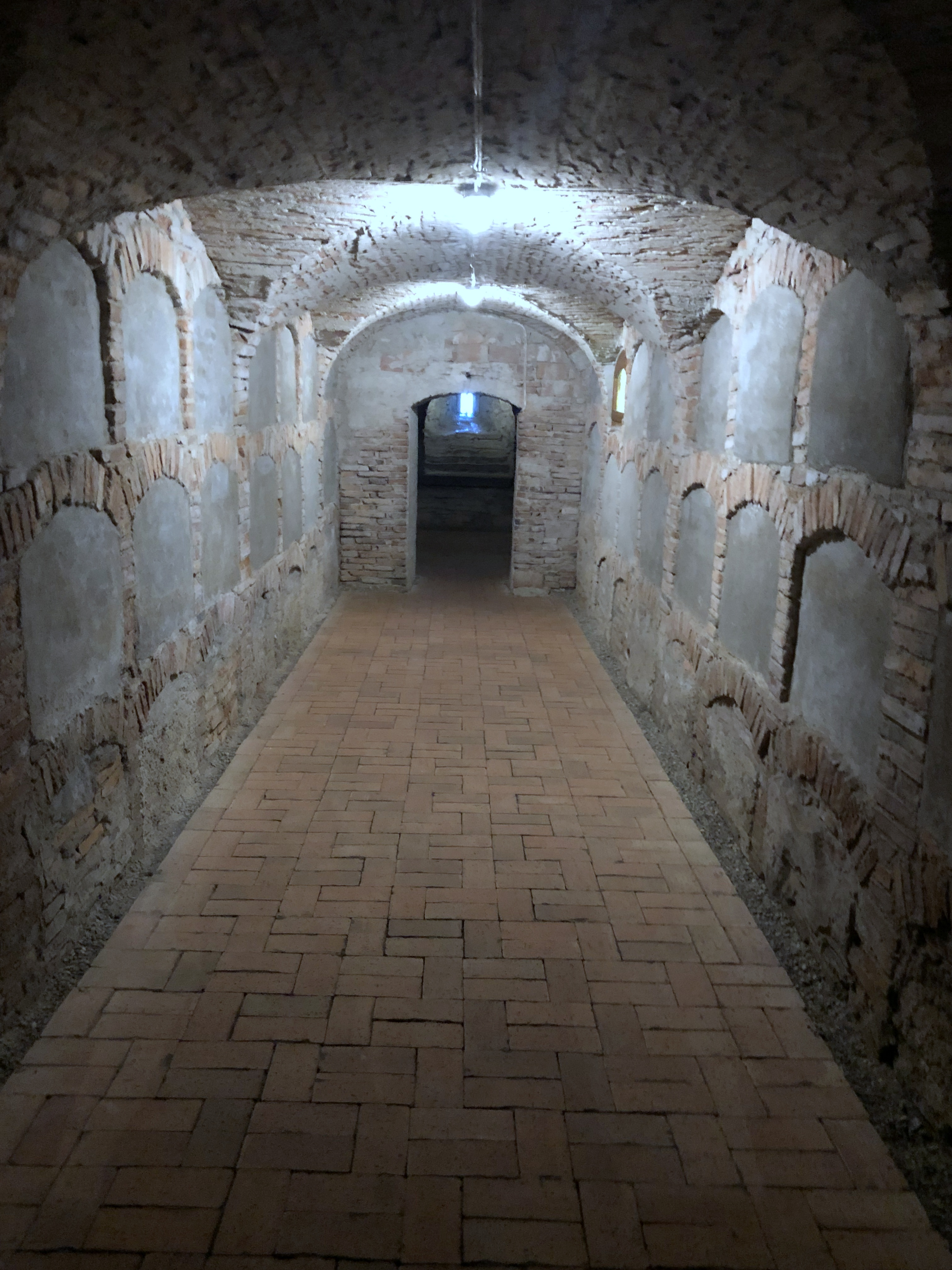
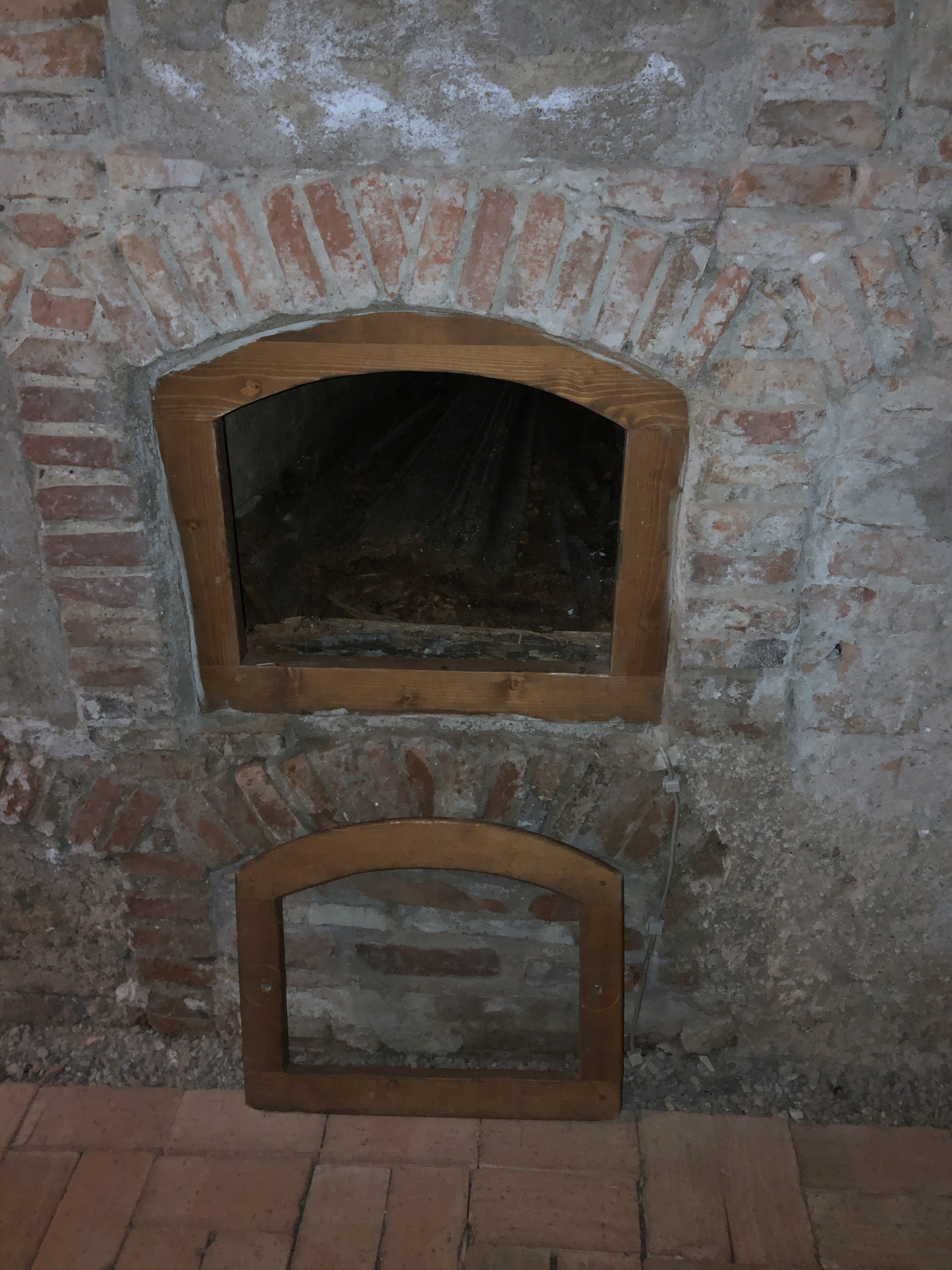
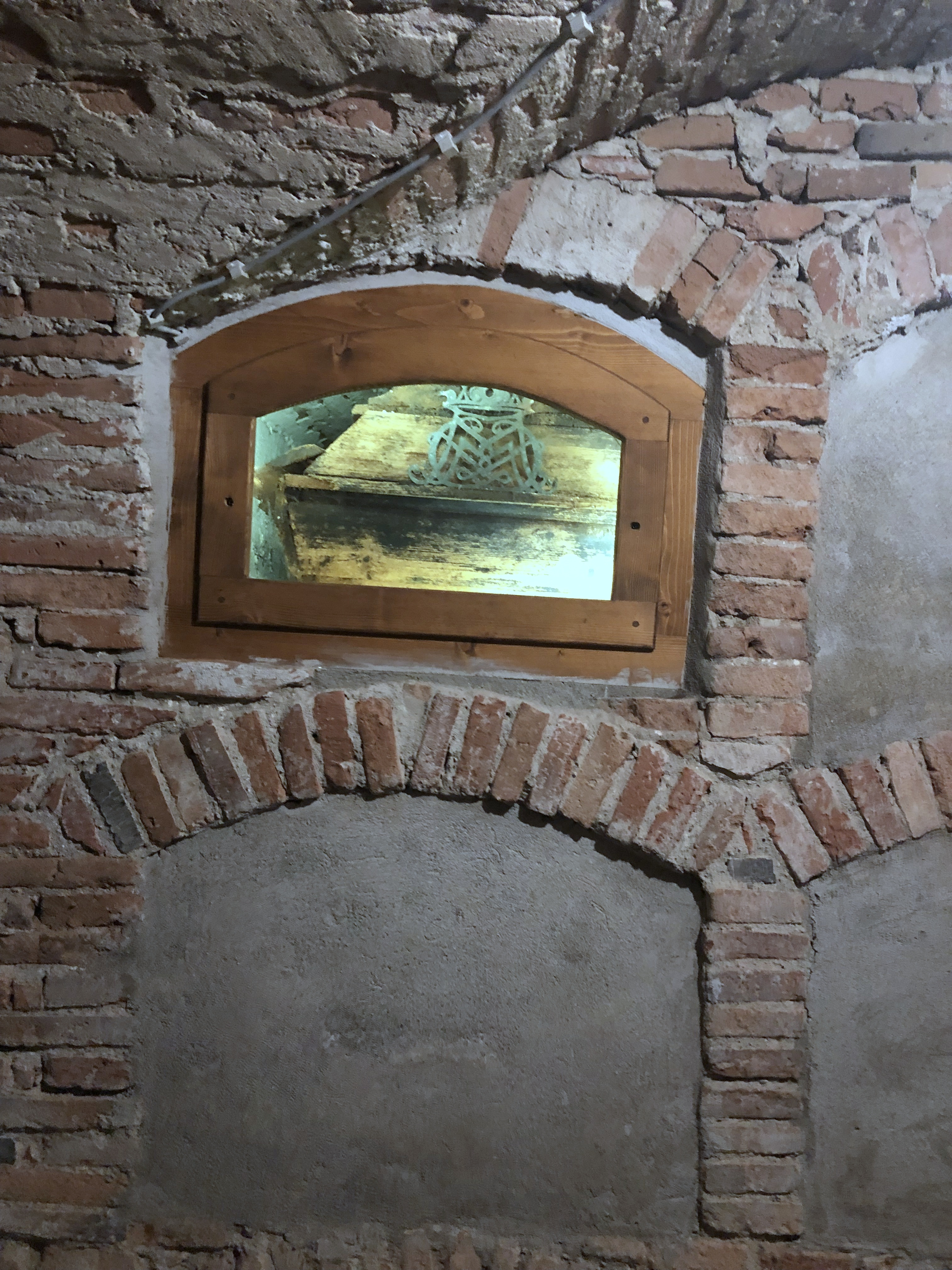

Coordonate: 46° 13′ 2.64″ N, 24° 47′ 26.52″ E